# Список офицеров и чиновников Российской империи, вернувшихся из японского плена во Владивосток (1905—1906)
Заставляя государства постоянно готовиться к войне, искусственно создавать и увеличивать класс людей, в ней заинтересованных, милитаризм усиливает возможность и вероятность войны. …В числе условий, задерживающих [экономическое] развитие, первое место принадлежит милитаризму… Одною из первых забот промышленных стран является забота об обеспечении за собою рынков сбыта.
23 августа (5 сентября) 1905 состоялось подписание русско-японского мирного договора в американском курортном городе Портсмут. По этому договору Россия уступала Японии аренду Ляодунского полуострова с Порт-Артуром и веткой железной дороги от Порт-Артура до Чаньчуня; предоставляла японским подданным право рыбной ловли в русских водах Японского, Охотского и Берингова морей, а Корея была признана сферой японских интересов. Также состоялась уступка половины острова Сахалин. После подписания мира началось возвращение российских военнопленных из Японии, о чём свидетельствуют выдержки из телеграмм (хранящихся в РГВИА) и других источников. Репатриация военнопленных началась 12 ноября 1905 года на основе 13-й статьи Портсмутского мирного договора.

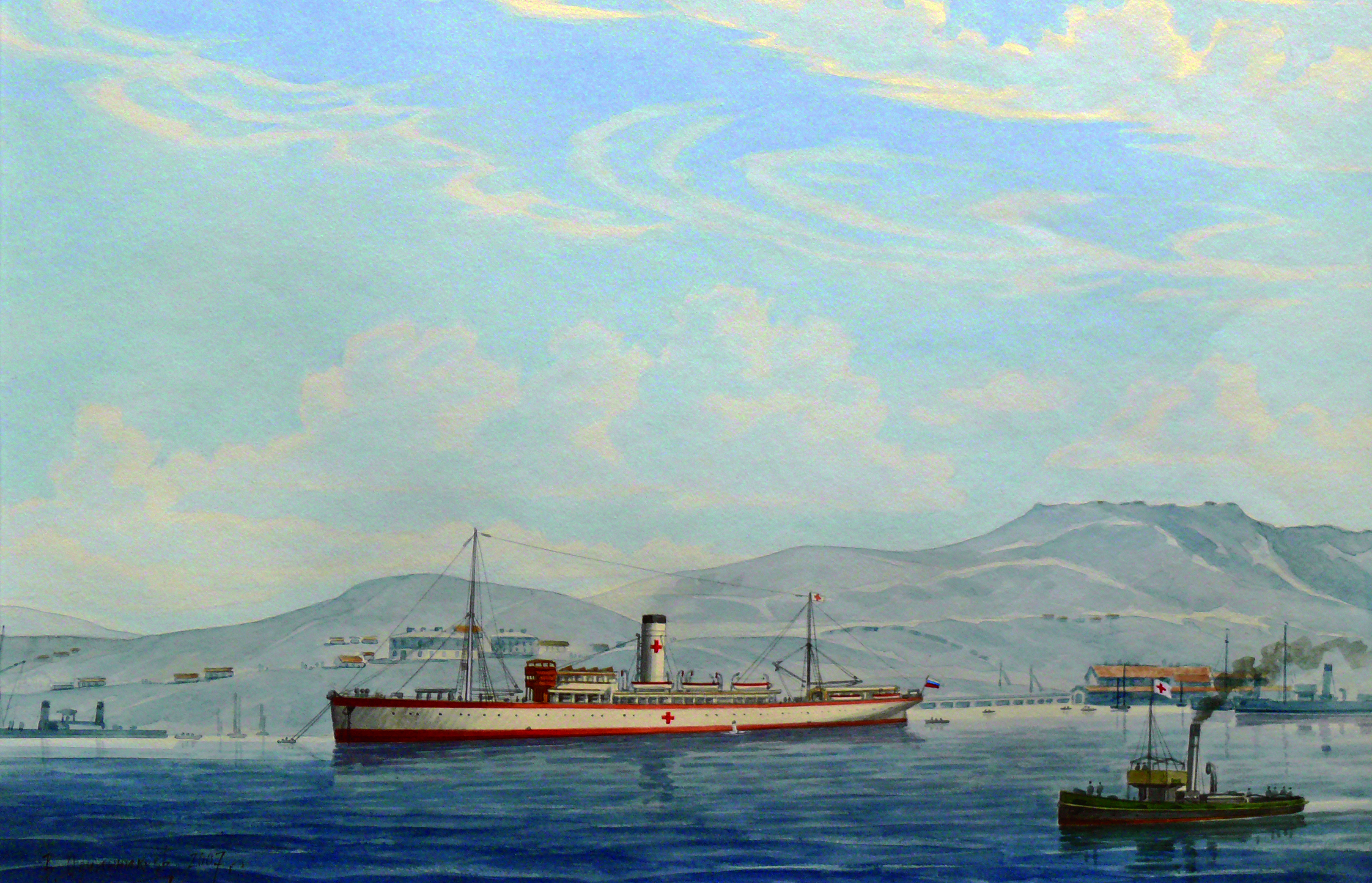
Картина «Госпитальное судно „Монголія“, Порт-Артур»,
В. И. Овчинников, Центральный военно-морской музей

Перевозка пленных из Японии во Владивосток началась 29 октября 1905 (отправление первого эшелона) и закончилась 11 февраля 1906 года (прибытие последнего эшелона), причём всего было отправлено 34 эшелона: на 5 пароходах Добровольного флота, 5 иностранных, 2 судах морского ведомства и 1 госпитальном судне («Монголия»). Также был заключён договор с английской фирмой «Самуэль Самуэль», там предложили для нужд комиссии два больших парохода «Монарх» и «Венечар», вмещавших по 5 тыс. человек каждый.
Комиссию по приёму и распределению пленных возглавил генерал-майор В. Н. Данилов. В неё вошли капитан В. В. Алексеев, делопроизводители комиссии полковники В. М. Шестаковский и А. А. Веселовский, подполковник Первухин. От морского ведомства был штаб-офицер капитан 1 ранга А. Ф. Стеман. Также в Комиссию входили 14 врачей для сопровождения пленных из Японии во Владивосток. 9 октября 1905 года комиссия на крейсере «Богатырь» отправилась в Японию. По прибытии в Токио состоялось заседание в канцелярии Военного министерства, на котором был выработан план эвакуации русских пленных: всю операцию предполагалось закончить за месяц.

## О пленных
Раненые моряки с крейсера «Варяг» в качестве военнопленных первыми прибыли в Японию 10 марта 1904 года. Пленных содержали в соответствии с международными требованиями. Придерживаться таких гуманных правил приняли на уровне правительств воюющих сторон на период этой войны: войска на поле боя не допускали расправ над захваченными противниками.
По данным 2006 года к концу войны в Японии оказались примерно 79 400 военнопленных, из них защитников Порт-Артура — почти 44 000 человек, около 21 000 попали в плен в ходе 20-дневного Мукденского сражения, чуть менее 5 тысяч — на Сахалине. По сведениям Японии, общее число военнопленных достигло 73 300 человек.
Всего в Японии начитывалось 29 лагерей, в которых размещались пленные, а представителей командования определили с относительным комфортом в буддистские храмы. Офицеры имели практически неограниченное право выезжать за пределы приютов.
| №         | Приюты                                   | Генералы, адмиралы | Штаб- офицеры | Обер- офицеры | Офицеры, всего | Унтер- офицеры | Солдаты | Нижние чины, всего | Всех вместе |
| --------- | ---------------------------------------- | ------------------ | ------------- | ------------- | -------------- | -------------- | ------- | ------------------ | ----------- |
| 1         | Нарасино англ. Narashino яп. 習志野市    |                    |               |               |                | 423            | 2571    | 2994               | 2994        |
| 2         | Сакура англ. Sakura яп. 佐倉市           |                    |               |               |                | 49             | 251     | 300                | 300         |
| 3         | Такасаки англ. Takasaki яп. 高崎市       |                    | 2             | 19            | 21             | 103            | 417     | 520                | 541         |
| 4         | Сендаи англ. Sendai яп. 仙台市           |                    | 1             | 36            | 37             | 198            | 1839    | 2037               | 2074        |
| 5         | Сизуока англ. Shizuoka яп. 静岡市        |                    | 6             | 103           | 109            | 3              | 107     | 110                | 219         |
| 6         | Тоёхаси англ. Toyohashi яп. 豊橋市       |                    |               | 40            | 40             | 3              | 37      | 40                 | 80          |
| 7         | Нагоя англ. Nagoya яп. 名古屋市          | 8                  | 2             | 100           | 110            | 186            | 921     | 1107               | 1217        |
| 8         | Хамадера англ. Hamadera яп. 浜寺         |                    |               | 51            | 51             | 4142           | 23981   | 28123              | 28174       |
| 9         | Ооцу англ. Otsu яп. 大津市               |                    |               |               |                | 235            | 1244    | 1479               | 1479        |
| 10        | Фусими англ. Fushimi яп. 伏見区          | 1                  |               | 15            | 16             | 179            | 1335    | 1514               | 1530        |
| 11        | Ямагучи англ. Yamaguchi яп. 山口市       |                    | 3             | 47            | 50             | 103            | 447     | 550                | 600         |
| 12        | Кумамото англ. Kumamoto яп. 熊本市       |                    |               | 24            | 24             | 159            | 799     | 958                | 982         |
| 13        | Курумэ англ. Kurume яп. 久留米市         |                    |               |               |                | 193            | 1256    | 1449               | 1449        |
| 14        | Каназава англ. Kanazawa яп. 金沢市       |                    | 4             | 35            | 39             | 697            | 4844    | 5541               | 5580        |
| 15        | Цуруга англ. Tsuruga яп. 敦賀市          |                    |               |               |                | 84             | 408     | 492                | 492         |
| 16        | Сабае англ. Sabae яп. 鯖江市             |                    | 5             | 15            | 20             | 1              | 19      | 20                 | 40          |
| 17        | Химедзи англ. Himeji яп. 姫路市          |                    |               |               |                | 350            | 1834    | 2184               | 2184        |
| 18        | Фукуцияма англ. Fukuchiyama яп. 福知山市 |                    |               |               |                | 151            | 949     | 1100               | 1100        |
| 19        | Мацуяма англ. Matsuyama яп. 松山市       | 1                  | 47            | 374           | 422            | 530            | 3091    | 3621               | 4043        |
| 20        | Маругамэ англ. Marugame яп. 丸亀市       |                    |               |               |                | 35             | 315     | 350                | 350         |
| 21        | Зенцузи англ. Zentsji яп. 善通寺市       |                    |               |               |                |                |         |                    |             |
| 22        | Даири яп. 大里町                         |                    |               |               |                |                |         |                    |             |
| 23        | англ. Oosato яп. 大砂土                  |                    |               |               |                | 173            | 828     | 1001               | 1001        |
| 24        | Кокура англ. Kokura яп. 小倉市           |                    |               | 23            | 23             | 144            | 957     | 1101               | 1124        |
| 25        | Фукуока англ. Fukuoka яп. 福岡市         |                    |               | 2             | 2              | 419            | 2317    | 2736               | 2738        |
| 25.000001 | Итого                                    | 10                 | 70            | 884           | 964            | 8560           | 50767   | 59327              | 60291       |

Кроме того, военнопленные находились в приютах других городов: Сакура, Тенноодзи (яп. 天王寺. В Осака яп. 大阪市, создан после мая 1905 года), Киото (яп. 京都市), а также в Хиросаки (яп. 弘前市, открыт после мая 1904 года, закрыт 16 декабря 1905 года), Акита (яп. 秋田市, с 10 августа 1905 года), Ямагата (яп. 山形市, с 19 августа 1905 года), созданные после сражения на Сахалине.
По сведениям еженедельной иллюстрированной газеты «Японія и Россія» (выходившей в 1905—1906 гг. в Японии для военнопленных Русско-японской войны), на август 1905 года число русских военнопленных в Японии достигло 71 272 человека. Также газета сообщала, что военнопленные находились в приютах следующих японских городов:
| №         | Приюты    | Офицеры | Нижние чины | Всех вместе |
| --------- | --------- | ------- | ----------- | ----------- |
| 1         | Нарасино  |         | 11 791      | 11 791      |
| 2         | Такасаки  | 21      | 522         | 543         |
| 3         | Сендаи    | 37      | 2037        | 2074        |
| 4         | Сизуока   | 109     | 110         | 219         |
| 5         | Тоёхаси   | 40      | 840         | 880         |
| 6         | Нагоя     | 110     | 858         | 968         |
| 7         | Хамадера  | 51      | 22 122      | 22 173      |
| 8         | Ооцу      |         | 728         | 728         |
| 9         | Фусими    | 20      | 1514        | 1534        |
| 10        | Ямагучи   | 30      | 330         | 360         |
| 11        | Кумамото  | 46      | 1972        | 2018        |
| 12        | Курумэ    |         | 2323        | 2323        |
| 13        | Каназава  | 38      | 3226        | 3264        |
| 14        | Цуруга    |         | 491         | 491         |
| 15        | Сабае     | 20      | 20          | 40          |
| 16        | Химедзи   |         | 2181        | 2181        |
| 17        | Фукуцияма |         | 1100        | 1100        |
| 18        | Мацуяма   | 373     | 1960        | 2333        |
| 19        | Маругамэ  |         | 350         | 350         |
| 20        | Зенцузи   |         | 999         | 999         |
| 21        | Даири     | 5       | 91          | 96          |
| 22        | Кокура    | 22      | 1000        | 1022        |
| 23        | Фукуока   | 52      | 2877        | 2920        |
| 23.000001 | Итого     | 974     | 59 445      | 60 419      |

В приюте Нарасино одна из трёх зон (по 25 бараков) была отдана национальным меньшинствам, среди которых было более тысячи поляков и прибалтов, а также более 200 мусульман и столько же евреев. Помимо японского рациона все пленные получали деньги от российского правительства через посольство Франции в Токио.

## Переписка о возвращении пленных из Японии
Выдержки из переписки по вопросам вызволения из плена российских офицеров и нижних чинов.

Наших пленных предположено отправлять из Японии во Владивосток. Принятие пленных во Владивостоке, распределение их по своим частям, обеспечение продовольствием и обмундированием предложено возложить на комиссию, назначенную по распоряжению Главнокомандующего.— генерал Поливанов
Генералом Благовещенским для военнопленных был выпущен приказ, в нём, в частности говорилось:

Всем состоящим на действительной службе по военному и морскому ведомству: офицерам, медицинским чинам, гражданским чиновникам, священнослужителям, находившимся в Порт-Артуре во время осады, хотя бы они и не принимали непосредственного участия в военных действиях, занимая административные должности или находясь — раненными или больными — в местных госпиталях и лазаретах, — считать каждый месяц пребывания в Порт-Артуре в течение времени с 1-го мая по 20 декабря 1904 года за год, каждый день — за 12 дней, для выслуги сроков на получение следующих прав: нижним чинам: п.6 на увольнение в запас и отставку.— генерал Благовещенский
19 сентября 1905 года генералы Поливанов и Харкевич докладывали о численности российских военнопленных, находящихся в Японии:

По сведениям центрального справочного бюро о военнопленных в 20-му сентября в Японии находилось зарегистрированных 1445 офицеров из них 475 артурцев и 414 моряков и 70 995 нижних чинов из них 25 486 артурцев и 13 808 моряков.— генерал Поливанов

По имеющимся сведениям из Штаба за всю компанию считается без вести пропавших офицеров 471, нижних чинов 38 390 без Петербургского гарнизона.— генерал Харкевич
Генерал Голанович (? неразборч.) 26 августа 1905 года телеграфировал, что римско-католический полевой священник первой Маньчжурской Армии Доминик Микшис ходатайствовал о Командировании его в Японию, дабы дать возможность пленным чинам Порт-Артурского гарнизона римско-католического вероисповедания перед отправлением на родину исповедаться и причаститься.
В телеграфической депеше Главнокомандующий всеми сухопутными и морскими вооружёнными силами, действующими против Японии Его Высокопревосходительство генерал от инфантерии, генерал-лейтенант Николай Петрович Линевич, извещает генерала Казбека:

К 10 октября [1905 года] будут пребывать во Владивосток из Японии наши пленные офицеры и нижние чины… Тоже в казармах или близ казарм должна помещаться канцелярия для приёма пленных в коей должно быть четыре адъютанта и у каждого адъютанта четыре писаря. Означенная канцелярия должна всех прибывающих из Японии нижних чинов, прежде всего отправить в баню, затем переписать по графам какого полка, какой роты чин и звание, имя, отчество, фамилия, какого года на службе, какой губернии, какого уезда, какого села, какие имеет знаки отличия. Означенные адъютанты составляют в первый же день прибытия пленных подобные списки…— Главнокомандующий Линевич
И далее телеграфирует генералу Хрещатицкому:

Из Японии… прибудут 4-я, 7-я Восточно-Сибирские стрелковые дивизии и 5-й Восточно-Сибирский стрелковый полк. А также 6 батарей и сапёрная рота. …и телеграфная роты.— Главнокомандующий Линевич
В ответ на доклады и предложения о подготовке к эвакуации военнопленных Император Николай II ответил генералу Линевичу:

Распоряжения Ваши [№ 1495] по приёму во Владивостоке пленных и по снабжению их всем необходимым я одобряю. Разрешаю выдать каждому возвратившемуся из плена офицеру и чиновнику по триста рублей. Николай.— Император Николай II
В тот же день последовала резолюция главнокомандующего на телеграмму от Государя-Императора:

Выдача 300 рублей каждому пленному офицеру в близкой связи с обмундированием офицера, а потому необходимо прежде всего обмундировать офицера и остаток выдать ему на руки.— Главнокомандующий Линевич
В это же время генерал Казбек сообщал из Владивостока в штаб о необходимой подготовке к приёму пленных:

Имею в виду, что во Владивостоке нет совершенно свободных казарм полагаю необходимым поставить барачный отопляемый лагерь эйршельде на 3000 человек. Бараки могут быть готовы через 15 дней. [Они] будут стоить приблизительно 25 тысяч [рублей]. К работам приступлю, получив повеление и разрешение кредита.— генерал лейтенант Казбек
Вскоре от генерала Хрещатицкого пришло ответное сообщение:

Все распоряжения об организации приёма пленных сделаны. Двадцать девять тысяч [рублей] переведены Коменданту крепости [Владивосток]. Председателем комиссии назначен генерал-майор Флейшер.— генерал Хрещатицкий
Главнокомандующий, генерал-лейтенант Линевич, после длительных согласований о дислокации прибывающих солдат и офицеров из Японии, докладывал Военному министру Редигеру:

… О размещении пленных мною сделано следующее распоряжение. Все пребывающие пленные из Японии будут расположены: 4-я Восточно-Сибирская стрелковая дивизия в своих прежних штаб-квартирах и в своих казармах в Новокиевском районе, именно в Посьете, в Зайсановке, в Славянке и в Новокиевском. 7-я дивизия будет расположена в казармах в Никольске Уссурийском и в Спасском. Крепостных Порт-Артурских артиллеристов примут к себе казармы Владивостокские крепостные артиллеристы. Сапёрная Порт-Артурская рота будет расположена в Никольске Уссурийском в своих сапёрных казармах. Все же прочие пленные по обмундировании их во Владивостоке будут отправлены их Владивостока в Армию прямо в свои части к своим товарищам… По возвращении пленных им будет оказана торжественная встреча вполне ими заслуженная за доблестную защиту Порт Артура, будут возвращены знамёна у кого таковые имелись… а стариков из своих частей отправим в запас армии и в отставку. Об изложенном не откажите доложить Государю Императору.— Главнокомандующий Линевич
Подтверждение от Военного министра, генерал-лейтенанта Редигера:

Предложение Ваше (№ 1518) о размещении пленных Высочайше одобрены. Все нижние чины бывшие защитники Порт Артура без различия срока службы после надлежащего их приёма подлежат увольнению с действительной службы.— генерал Редигер
Дальнейшие распоряжения о дислокации военнопленных были сделаны Линевичем, в частности, генералу Данилову:

4-я и 7-я Восточно-Сибирские стрелковые дивизии должны быть доставлены во Владивосток и оттуда будут отправлены в Харбин, где для означенных дивизий с их артиллерией назначены казармы. Только один 5-й Восточно-Сибирский стрелковый полк из Владивостока будет отправлен в Посьет и оттуда в Новокиевское.— Главнокомандующий Линевич
Сообщения о назначениях генерала Данилова и генерал-майора Езерского:

Генерал Д. И. Субботич из Петербурга телеграфирует: 29 сентября [1905 года] состоялось Высочайшее назначение генерала Данилова Комиссаром по эвакуации пленных.— генерал Хрещатицкий

Председателем комиссии по приёму пленных назначается Инспектор Госпиталей крепости [Владивосток] генерал-майора Езерский.— генерал Казбек
О подготовке к эвакуации из Японии солдат и офицеров и подготовке транспорта:

По постановлению распорядительного комитета прошу с доклада Главнокомандующего немедленно командировать [в] распоряжение комиссара генерала Данилова 14 врачей для совместного следования [в] Японию на «Алеуте» снабдив также заграничным командировочным довольствием на всё время эвакуации.— генерал Д. И. Субботич

Председатель центрального распорядительного комитета о пленных генерал Субботич сообщил, что купленные генералом Дессино суда распорядительный комитет постановил направить прямо во Владивосток, где послужат плавучими казармами.— генерал лейтенант Благовещенский

…отправится в Японию госпитальное судно «Монголия» с медицинским персоналом Красного Креста. … Для перевозки пленных из портов сосредоточения их японцами, а именно Нагасаки, Кобе и Йокогама, назначены пароходы добровольного флота «Тамбов» и «Киев» из Сайгона [через семь дней], «Воронеж», «Ярославль» и «Владимир» из Шанхая [через трое суток] и крейсер «Терек» из Батавии.— генерал лейтенант Д. И. Субботич
Там же сообщается о вместимости этих судов офицеров и нижних чинов: «Тамбов» — 41 и 2200, «Киев» — 57 и 2500, «Воронеж» — 57 и 2500, «Ярославль» — 11 и 2000, «Владимир» — 56 и 2500, «Терек» — 51 и 1100. Всего вместимость флотилии 272 офицера и 12 800 нижних чинов. И далее:

По имеющимся сведениям число пленных достигает 1445 офицеров и 71 000 нижних чинов… Для перевозки больных и раненых назначается пароход «Монголия»… В случае необходимости может быть присоединён транспорт «Лена» из Сан-Франциско, а некоторое число может быть перевезено на казённом пароходе «Алеут», который повезёт Вас [генерала Данилова] и останется в Вашем распоряжении в Японии на всё время эвакуации.— генерал лейтенант Д. И. Субботич
Для подготовки к приёму пленных генералами совершались различные назначения и командирования:

Старший Адъютант Штаба пятого Сибирского корпуса Капитан Алексеев возвратился из отпуска и, находясь в Харбине, привлечён к обязанностям делопроизводителя Комиссара генерал-лейтенанта Данилова, отправляющегося в Японию принимать наших пленных. Ввиду экстренности дела Капитан Алексеев командирован в распоряжение генерала Данилова из Харбина.— генерал лейтенант Благовещенский

Подполковник Волкобой заведует хозяйством 21-го Восточно-Сибирского стрелкового полка, и ему предписано немедленно сдать заведование хозяйством другому и отправиться в распоряжение генерала Данилова.— генерал Иванов
Ответ от генерала Данилова:

генерал Лечицкий телеграфирует, что подполковник Волкобой едет депутатом [как единственный наличный в дивизии Георгиевский кавалер] в Петербург: прошу вместо него экстренно командировать моим помощником 24-го полка подполковника Шестаковского.— генерал лейтенант Данилов
Встречное назначение помощников генералу Данилову от генерала Субботича и др. приказы:

Генерал Данилов ходатайствует командировать [в] его распоряжение [в] Японию прапорщика запаса Новочеркасского полка Бадмаева могущего по своему происхождению быть парадным.— генерал Субботич

Приказанием Главнокомандующего ординарец Командира четвёртого Сибирского корпуса Хорунжий Зарубаев прикомандирован отряду Красного Креста Великой Княгини Елизаветы Фёдоровны, отправляющемуся в Японию…— генерал Благовещенский
23 сентября 1905 года генерал-лейтенанту Данилову выдано предписание об отправлении в Японию за № 19800. При этом генерал Данилов сообщает Главнокомандующему, что отправится в Японию 14 октября 1905 года, а также то, что «Магнолия» вышла из Шанхая 11 октября [1905 года]. Груз для первого эшелона отправлен безвозмездно на Русском коммерческом пароходе «Бетти», зафрахтованном Красным Крестом [Великой княгини Елизаветы Фёдоровны]. Врачи и мои помощники и часть груза размещены на «Якуте» и «Богатырь».
В октябре газета «Японія и Россія» из Кобе сообщала следующие новости о возвращении пленных:

Пленные из Фукуока, Куруме, Кумамото и Кокура будут отправлены по железной дороге в Нагасаки. Железнодорожная линия Киушу получила приказания подготовить поезда. Всего пленных в этих четырёх приютах 13 810. Понадобится 25 поездов по 500 человек. Чтобы не нарушать пассажирского правильного сообщения, больше 2—х поездов пленных в день нельзя будет отправить, так что возьмёт 12—13 дней для транспортировки пленных из Киушу. … В Нагасаки два парохода Германского Ллойда ожидают ратификации трактата, чтобы начать перевозку пленных. Всего русским правительством зафрахтовано у Германского Ллойда пять пароходов. Другие будут «Добровольцы и Азіатской Ко» (Датско—Русской). … Пленных будут принимать в Кобе, Иокогаме и Нагасаки. С Германским Ллойдом контракт заключён по 165 рублей за человека. Большая часть отправится через Суец в Одессу и только небольшая часть во Владивосток.— газета Япония и Россия
В штаб приходили различные запросы о судьбе пропавших без вести и пленных. Сохранился рапорт Командира 55—го Пехотного Подольского полка, приводим его фрагмент:

В настоящее время по сведениям, почерпнутым из газеты «Русскій Инвалидъ», из числа 1818 нижних чинов [строевого 55-го Пехотного Подольского] полка, числящихся без вести пропавшими, находятся в плену в Японии 451 нижний чин.— Командир 55-го Пехотного Подольского полка
Из Циркуляра «Для сведения военнопленных», разосланного генерал-лейтенантом Даниловым во всех пунктах, где военнопленные находятся:

…9. В Нагасаки открыт Русский госпиталь. 10. Эвакуация будет производится порайонно, начиная с Кобе. Прошу спокойно ожидать очереди отправления.— генерал-лейтенант Данилов
С 1 по 23 ноября 1905 года наблюдались случаи чумы («Кобе, Хіого, Осака»), что осложнило перевозку пленных.
Комиссия по приёму и распределению пленных во Владивостоке представила Дежурному генералу при Главнокомандующем (за № 477 от 14 ноября 1905 года) именные списки военнопленных сухопутных и морских офицеров, прибывших во Владивосток за время с 22-го октября по 13 ноября [1905 года] включительно. Подписано Председателем комиссии генерал-майором Флейшером и Делопроизводителем генерального Штаба Капитаном Вишневским.

Главный распорядительный комитетъ по отправкѣ плѣнныхъ изъ Японіи доводитъ до всеобщаго свѣдѣнія, что, согласно съ телеграммой (отъ 6 декабря изъ Іокагамы) нашего комиссара, генералъ-лейтенанта Данилова, въ Японіи осталось къ упомянутому числу около 40.000 русскихъ плѣнныхъ. Свѣдѣнія о прибывшихъ во Владивостокъ будутъ объявлены особо по установленіи прерваннаго телеграфнаго сношенія..— газета «Сельский вестник»

## Списки
Списки составлены на основе источников РГВИА (Фонд № 846. Опись 16. Том 4. Дела № 27862, 29393), опубликованных на портале Российского государственного исторического архива Дальнего Востока (РГИА ДВ):

### «Воронеж» (октябрь 1905 года)
На первом пароходе «Воронеж», отходившем из Японии в Россию, решено было вывезти портартурцев (50 офицеров и около 2,5 тыс. матросов и солдат). Из-за вспыхнувшего восстания во Владивостоке, «Воронеж» вернулся на рейд г. Нагасаки. На пароходе начались волнения. После выдачи 7 основных зачинщиков выступления (позже они были эвакуированы вместе с больными на частном пароходе «Траве»), генерал Данилов, несмотря на запрет коменданта Владивостокской крепости, на свой страх и риск приказал капитану «Воронежа» направляться во Владивосток. Но дальнейшую эвакуацию временно приостановили.

### «Шлезвиг» (21 октября 1905 года)
На пароходе военного ведомства «Шлезвиг» 21 октября [1905 года] доставлено во Владивосток 392 человека наших пленных из них порт-артурцев 46 человек нижних чинов нижеследующий частей: Восточно—сибирских стрелковых полков, 5—го — 13, 13—го — 1, 14—го — 3, 15—го — 2, 16—го — 2, 25—го — , 26—го — 4, 27—го — 7, 28—го — 1, 7—го Восточно-сибирского запасного батальона 3, Квантурского батальона — 2. Квантурской крепостной артиллерии — 1 и Квантурского экипажа — 2.— генерал лейтенант Казбек
Именной список военнопленных офицеров, прибывших во Владивосток на судне «Шлезвиг» 22(21) октября 1905 года:
| Фото | ФИО                       | Чин, командовал          | Наименование части, род войск   | Дата пленения                                                                                   | Обстоятельства пленения | Дальнейшая судьба, комментарии |
| ---- | ------------------------- | ------------------------ | ------------------------------- | ----------------------------------------------------------------------------------------------- | --- | --- |
|      | Баронов Николай Андреевич | Врач, Коллежский асессор | Корса́ковский резервный батальон | 3 июля 1905 года в 2 часа дня состоялась капитуляция отряда на о. Сахалин (или 11 июля 1905 г.) | 11 июля капитан Полуботко с двумя офицерами, врачом, фельдшером и 42 бойцами сложил оружие, а 50 человек в это время пытались соединиться с отрядом Арцишевского. Но это им не удалось. Они вышли к Найбучи. Подробнее см. статью Японское вторжение на Сахалин. | Родился в 1876 году. В 1901 году получил звание Лекаря. Специальность: внутренние и нервные болезни. Род службы: сверхштатный врач Врачебного управления г. Благовещенск, Амурской губернии. |

### «Владимир» (5 ноября 1905 года)
5 ноября 1905 года прибыл пароход «Владимир» (4 ноября 1905 г. остановлен в бухте Троицы у мыса Гамова, навстречу выехала приёмная комиссия). Прибыли 44 морских офицера, 27 кондукторов, 30 морских и 2470 сухопутных нижних чинов, в том числе артурцев 2406.— генерал-майор Флейшер
Именной список военнопленных офицеров, прибывших во Владивосток на судне «Владимир» 05 ноября 1905 года:
| Фото | ФИО                                                                      | Чин, командовал                                                                     | Наименование части, род войск           | Дата пленения  | Обстоятельства пленения | Дальнейшая судьба, комментарии |
| ---- | ------------------------------------------------------------------------ | ----------------------------------------------------------------------------------- | --------------------------------------- | -------------- | --- | --- |
|      | Мазуров Георгий Николаевич                                               | Капитан 2-го ранга (вахтенный начальник)                                            | Крейсер «Адмирал Нахимов»               | 14-15 мая 1905 | После гибели крейсера «Адмирал Нахимов», где состоял старшим артиллерийским офицером, был спасён из воды японским вспомогательным крейсером «Садо-мару» и взят в плен.                                                            | Генерал-майор флота за боевые отличия. Назначен начальником Морской бригады особого назначения (ОМБРОН) (11.09.1916—1917). Командующий речными флотилиями действующей армии в Орше (с 23.06.1917). После отставки 1917 г. жил в Петрограде. Погиб в 1918 г. |
|      | Рихтер Оттон Оттонович                                                   | Капитан 2-го ранга, командир                                                        | Миноносец «Быстрый»                     | 14-15 мая 1905 | Преследуемый противником, выбросил эскадренный миноносец «Быстрый» (будучи его командиром) на берег и взорвал, эвакуировав команду. Позже команда была взята в плен японским десантом со вспомогательного крейсера «Касуга-Мару». | Российский контр-адмирал за особые труды по обстоятельствам военного времени (12.11.1915). С 12.12.1916 г. в резерве чинов Морского министерства. 10.08.1917 г. отчислен в отставку. 26.09.1917 г. вновь призван на службу. В 1917—1919 г.г. находился в командировке в США по делам флота. 18.03.1919 г. рабочий на судостроительном заводе в Ванкувере. 25.03.1919 г. приглашён для службы в Омск. 30.05.1919 г. зачислен в списки чинов Морского министерства Всероссийского правительства Колчака. 10.06.1919 г. прикомандирован к Главному управлению по делам личного состава (ГУЛИСО) Морского министерства. С 26.07.1919 г. главноначальствующий санитарно-эвакуационной частью. В ноябре 1919 г. выбыл в одном из литерных поездов из Омска во Владивосток. В феврале 1920 г. захвачен в плен и заключён в Иркутскую тюрьму. Скончался в начале 1920 г. |
|      | Овандер Эдуард Эдуардович                                                | Лейтенант, старший минный офицер                                                    | Броненосец «Сисой Великий»              | 14-15 мая 1905 | Обожжён, а затем отравлен газами, после чего взят в плен в Цусимском бою 14/15.05.1905 г.. | Род. 12.02.1868. Лейтенант (06.12.1895). «Александр III» (ст. мин. офицер, 1904 — 16.03.1904). Старший минный офицер. Капитан 1-го ранга (14.04.1913). Во время Гражданской войны, воевал на стороне белых. Расстрелян большевиками в Сибири в 1919 году |
|      | Добрев Димитр (Дмитрий) Добриевич (болг. Димитър Добрев)                 | Лейтенант (чин болгарского флота), доброволец 2-й эскадры Тихого океана             | Крейсер «Дмитрий Донской»               | 17 мая 1905    | После боя 14/15.05.1905 г. в Корейском проливе попал в плен на острове Дажелет. В плену в Японии в городе Мацуяма, затем переведён в Осаку (26.06.1905) и Кобе (30.10.1905). Тяжело переболел в плену малярией.                   | Младший артиллерийский офицер. Работал адвокатом в Велико-Тырново (Болгария), где и умер 11.04.1944 г. Похоронен на кладбище г. Варна. |
|      | Овод Симеон Фёдорович                                                    | Лейтенант                                                                           | Броненосец «Сисой Великий»              | 14-15 мая 1905 | Попал в плен после боя 14/15.05.1905 г. в Корейском проливе. | Род. 12.08.1877. Лейтенант (14.04.1902). «Император Николай I» (мл. арт. офицер начало 1904?). Младший артиллерийский офицер. На 1918 г. товарищ (заместитель) министра морских дел Украинского государства. |
|      | Витгефт Александр Вильгельмович                                          | Лейтенант                                                                           | Броненосец «Сисой Великий»              | 14-15 мая 1905 | Попал в плен в ходе Цусимского боя. | Род. 28.07.1879. Лейтенант (06.12.1903). На начало 1904 — в мин. офицер. классе. Младший минный офицер. В Северо-Западной армии (1918—1919). С 1918 заведующий радиостанцией Морского отдела ОКСА, затем возглавлял Ревельское отделение. На 12.07.1919 штаб-офицер для поручений при начальнике МУ. В 1920-30 — в эмиграции в Эстонии. С 1939 в Германии. Умер 29.08.1965 в г. Дармштадт. |
|      | Бурачек Аполлон Павлович                                                 | Лейтенант                                                                           | Броненосец «Сисой Великий»              | 14-15 мая 1905 | Попал в плен в ходе Цусимского боя. | Род. 31.03.1882. Мичман (1900), лейтенант (06.05.1904). Старший штурманский офицер. После революции 1917 в Северо-Западной армии Юденича. Затем эмигрант в Эстонии. Умер 06.05.1940 в г. Таллин. Похоронен 09.05.1940 на Александро-Невском кладбище. |
|      | Залесский Владимир Иванович                                              | Мичман                                                                              | Броненосец «Сисой Великий»              | 14-15 мая 1905 | Попал в плен в ходе Цусимского боя. | Род. 06.07.1883. Мичман (06.05.1902), лейтенант (06.12.1905). Младший артиллерийский офицер «Сисой Великий» (1904 — 15.05.1905). Капитан 2-го ранга (06.12.1915). Участник «Ледового похода». Начальник Минной дивизии Балтийского моря, Начальник отряда командующего морскими силами Юго-Западного фронта. Участвовал в организации Днепровской речной флотилии. 24.02.1920 — нач. оперативного отдела штаба командующего морскими и речными силами Юго-Западного фронта. В июне 1920 — нач. штаба обороны восточного побережья Чёрного и Азовского морей. Декабрь 1920 — сентябрь 1921 — нач. штаба Черноморского флота. В 1926 — командир Морской пограничной базы во Владивостоке. В 1927 — командир речной базы в Хабаровске. В марте 1928 находился в Японии для покупки судна технического обеспечения. В ноябре 1929 командирован в Америку для покупки судов морпогранохраны. В апреле 1930 находился в Германии при разработке дизельных судов пограничной охраны. В 1930—1931 в Германии и Италии прорабатывал проект сторожевого ледокольного судна для Севера. В 1935 уволен в запас. Работал нач. одел. филиала верфи Морпогранохраны в Старой Деревне (Ленинград) и на заводе им. Каракозова (нач. корпусного цеха). Арестован в марте 1935, повторно 06.02.1938. Приговорён Особой Тройкой УНКВД ЛО к ВМН 14.10.1938. Обвинён по ст. 58-1а, 7, 11 «по делу японо-троцк. организации, действ. в строительно-квартирном отделе». Расстрелян 21.10.1938. Похоронен в Ленинграде. Реабилитирован 24.06.1957 Военным трибуналом ЛенВО. |
|      | Блинов Вячеслав Павлович                                                 | Мичман                                                                              | Броненосец «Сисой Великий»              | 14-15 мая 1905 | Попал в плен в ходе Цусимского боя. | Род. 25.06.1882. Мичман (06.05.1902), лейтенант (06.12.1905). Вахтенный начальник броненосца «Сисой Великий». Капитан 2-го ранга за отличие (06.12.1915). Остался в СССР. На 1928 г. находился на преподавательской работе. |
|      | Казмичев Борис Павлович                                                  | Мичман                                                                              | Броненосец «Ослябя»                     | 17 мая 1905    | После боя 14.05.1905 в Корейском проливе (командир кормовой башни 10-дюймовой артиллерии) подобран «Буйным», передан на «Дмитрий Донской». Попал в плен на острове Дажелет после Цусимского боя.                                  | Род. 24.07.1879. Мичман (28.04.1903) переведён из хорунжих 4-й Донской казачьей батареи. Вахтенный начальник броненосца «Ослябя». Капитан 2-го ранга (30.07.1916). В Гражданскую войну в штабе командующего морскими силами в Архангельске (1918—1919). Начальник формируемых и сформированных на берегу морских команд ФСЛО (ноябрь 1918). Начальник отряда судов ФСЛО (март 1919). Являясь одновременно начальником формируемых команд на берегу и заведующим строевой частью школы флотилии, фактически стал командующим Действующим отрядом морских сил ФСЛО. В Штабе Командующего ФСЛО (1919 — январь 1920). Капитан 1-го ранга (02.10.1919). Эвакуировался в 1920 в Норвегию, позже переехал во Францию. Проживал в Ницце, Париже. Умер 05.12.1969 в Шатору (департамент Эндр). Похоронен на кладбище Сент-Женевьев-де-Буа. |
|      | Затурский Василий Евгеньевич                                             | Мичман                                                                              | Крейсер «Дмитрий Донской»               | 17 мая 1905    | Вахтенный начальник крейсера «Дмитрий Донской». Попал в плен на острове Дажелет после Цусимского боя. | Род. 26.04.1883. Мичман (06.05.1903). Участник Первой мировой войны. Капитан 1-го ранга за отличие по службе (28.07.1917). 30.03.1917 назначен командующим ЛК «Император Павел I». С 28.07.1917 командир ЛК «Республика». После Ледового похода переведён на «Андрей Первозванный». Начальник Петроморбазы. Врид зам. начальника Артиллерийского НИИ Управления морских сил РККА (УВМС РККА). Арестован 28.10.1937. Комиссией НКВД и Прокуратуры СССР 12.01.1938 приговорён по ст. ст. 58-7-11 УК РСФСР к ВМН. Расстрелян в г. Ленинград 18.01.1938. |
|      | Синявский Михаил Фёдорович                                               | Мичман                                                                              | Крейсер «Дмитрий Донской»               | 14-15 мая 1905 | . Попал в плен на острове Дажелет после Цусимского боя. | Род. 07.11.1882. Мичман (06.05.1903). Вахтенный начальник крейсера «Дмитрий Донской». Капитан 2-го ранга (30.07.1916). Команд. 2-м дивизионом сторожевых кораблей Минной обороны Балтийского моря (на 01.03.1917). Остался в СССР. Преподаватель курсов высшего состава флота (СКСКСФ). |
|      | Алышевский Павел Викторович                                              | Мичман                                                                              | Миноносец «Буйный»                      | 14-15 мая 1905 | После боя 14/15.05.1905 в Корейском проливе — в плену в Японии. | Род. 12.07.1882. Мичман (06.05.1903). Вахтенный офицер (1903 — 15.05.1905). Капитан 2-го ранга (06.12.1916), командир 3-го отряда (вспомогательного) Каспийской флотилии. В эмиграции в Хорватии. В г. Загреб прибыл 29.12.1920. Умер до 1933. |
|      | Унковский Сергей Николаевич                                              | Мичман                                                                              | Миноносец «Быстрый»                     | 14-15 мая 1905 | После боя 14.05.1905 в Корейском проливе взят в плен японским десантом. | Род. 10.11.1881. Мичман (06.05.1903). Вахтенный начальник 1903—1904. Старший лейтенант за отличие (28.07.1917). Команд. дивизией сторожевых кораблей на Балтийском море. В РККФ с 1918 на различных командных должностях на Балтийском флоте, позднее — на Азовском флоте. С 1920 — нач. Управления морского флота в Севастополе. В 1922—1924 — и. о. нач. упр. безопасности кораблевождения Чёрного и Азовского морей. В 1922 — нач. мор. отдела при командующем всеми вооружёнными силами Украины и Крыма. Арестован (23.11.1930). Покончил с собой в тюрьме 08.04.1931 (по другим данным, скончался, не выдержав условий содержания). |
|      | Погожев Владимир Дмитриевич                                              | Мичман                                                                              | Миноносец «Быстрый»                     | 15 мая 1905    | Контужен при подрыве миноносца 15.05.1905. После боя в Корейском проливе в плену в Японии. | Род. 07.11.1883. Мичман (06.05.1903). Вахтенный начальник (лето 1903 — 15.05.1905). Капитан 2-го ранга (06.12.1916). Командир миноносца «Внимательный» (06.12.1916-1917). 25.03.1917 зачислен в резерв чинов Балтийского флота. 14.06.1917 назначен капитаном над Севастопольским портом. В годы Гражданской войны участвовал в Белом движении на Юге России. На апрель 1919 — и. о. нач. транспортно-хозяйственной части Морского отдела Морского управления. Капитан над Севастопольским портом (на 1920). Капитан 1-го ранга (?). В Русской Армии до эвакуации Крыма. Эвакуирован на корабле «Вел. Князь Александр Михайлович» в Турцию. В 1921—1922 в Константинополе, затем в эмиграции в США. Первый библиотекарь Общества офицеров Российского императорского флота в Америке. Умер 12.11.1956 в Нью-Йорке. Похоронен в Спринг-Вэлли на кладбище Успенского монастыря в Ново-Дивеево близ Нанует (штат Нью-Йорк). |
|      | Тарасенко-Отрешков Иван Иванович                                         | Мичман                                                                              | Броненосец «Сисой Великий»              | 15 мая 1905    | Взят в плен в бою в Корейском проливе. | Род. 03.02.1882. Мичман (06.05.1903). «Бравый» (вахт. начальник 16.08.1903 — 12.03.1904). Вахтенный начальник (1904 — 15.05.1905). В запасе флота (с 1910). Земский начальник 2-го участка Скопинского уезда Рязанской губернии (на 1914). Ст. лейтенант за отличие (30.07.1916). Ревизор на броненосце «Пересвет» (27.04.1916 — 22.12.1916). Остался в СССР. В походном штабе командующего всеми морскими силами Республики (1920—1921). Далее в гражданском флоте — капитан морского судна торгового порта г. Архангельск. Арестован 02.06.1937. Приговорён Верховным судом СССР к ВМН. Расстрелян 21.04.1938. Реабилитирован 21.08.1958. |
|      | Столица Пётр Константинович                                              | Мичман                                                                              | Броненосец «Ретвизан»                   |                | | Род. 21.09.1884. Мичман (28.01.1904). Прибыл в Порт-Артур 29.02.1904. Вахтенный офицер броненосца «Ретвизан» (29.02.1904 — 20.12.1904). Участник траления рейда Порт-Артура. Находился на сигнальной станции «Золотая гора» (03-14.04.1904). Ранен в Порт-Артуре (28.06.1904). Воевал на сухопутном фронте. Капитан 2-го ранга (28.07.1917). Помощник начальника отделения Морского генерального штаба (на конец 1917). Уволен от службы 27.03.1918. Проживал в Петрограде, как частное лицо. В октябре 1918 через фронт пробрался в Псков, где поступил в формировавшийся с разрешения немцев Добровольческий корпус Северной армии. Во время «ноябрьского» отступления (25.11.1918) вывез денежный ящик Псковского казначейства в Ригу. Возглавлял Ямбургскую стрелковую дружину СЗА. В период второго похода на Петроград одновременно и.д. воен. коменданта Ямбурга. Переименован в подполковники с зачислением по армейской пехоте приказом по СЗА (10.10.1919), в полковники (03.11.1919). С оставлением города переведён в распоряжение нач. инженеров армии (14.11.1919). По некоторым данным, погиб при отступлении в Эстонию в ноябре 1919. |
|      | фон Рейнгард Фёдор Фёдорович                                             | Мичман                                                                              | Канонерская лодка «Отважный»            |                | | Род. 29.05.1883. Мичман (28.01.1904), лейтенант (06.12.1907, со старшин. 06.12.1905). «Отважный» (вахт. начальник с 26.02.1904, мин. офицер на май 1904—1904). Вахтенный начальник с 26.02.1904, мининный офицер на май 1904 г. Участник траления рейда Порт-Артура (июнь-июль 1904). Командир роты десанта (на октябрь 1904). Ранение в начале октября 1904. Лейтенант (06.12.1907, со старшин. 06.12.1905). В 1906 из Владивостока морем вернулся в Петербург. Капитан 2-го ранга за отличие (10.04.1916). После революции жил на случ. заработки. В 1918 арестован на 1,5 месяца. В сентябре выехал на Украину. Нач. артиллерийской части Главного управления по кораблестроению Морского министерства Украины (1918). Скрывался от Красной армии в Черкассах, работал сапожником, в стат. отделе. Весной 1919 мобилизован Морским комиссариатом Украины. Вновь арестован красными (июнь-август 1919). Как специалист по артиллерии назначен членом Реввоенкома 12-й армии. Бежал из Киева перед приходом Деникина. Командир канонерской лодки «Некрасов» с сентября 1919 на р. Днепр. флотилии речных сил Юга России. Во ВСЮР занимался организацией эвакуации ВСЮР из Крыма. Капитан 1-го ранга (?). Эвакуирован в Турцию (о. Халки). Построил морскую парусную лодку и занимался грузоперевозками. В апреле 1922 через Болгарию, КСХС, Венгрию, Чехословакию и Германию вернулся в Литву. В звании подполковника назначен начальником оружейно-артиллерийских мастерских. Инициатор и один из создателей морского торгового флота Литвы. Инженер-полковник Литовской армии (?). В 1927 вышел на пенсию по выслуге лет. Учредитель АО «Лиетгар» (сухогрузные п/х). Пом. капитана на одном из п/ходов (1929—1930). С 1931 работал проектировщиком зданий, в автопарке, землемером. С присоединением Литвы к СССР в 1940 арестован НКВД. В 1941—1944 в Литве укрывал евреев и русских от нацистов. В 1944 выехал в Вену, а затем в Германию. Жена и дети отказались последовать за ним и остались в СССР. Умер от сердечного приступа 10.12.1948 в Байрейте (Германия). Похоронен на русском кладбище. |
|      | Кротков Владимир Аполлонович                                             | Мичман                                                                              | Броненосец «Сисой Великий»              | 14-15 мая 1905 | После боя 14/15.05.1905 в Корейском проливе в плену в Японии. | Род. 01.08.1884. Мичман (28.01.1904). «Сисой Великий» (вахт. офицер до июля 1904. 11.08.1908 зачислен в запас флота. Лейтенант за пребывание в запасе (16.06.1909). Командир 2-й пулемётной батареей Отдельного отряда Балтийского флота при Кавказской Туземной Кавалерийской дивизии (01.04.1915-11.12.1916). Ст. лейтенант за отличие в делах против неприятеля (20.06.1916). Погиб 11.12.1916 при арт. обстреле на позиции между селениями Буда и Сельчия (Румыния). Исключён из списков погибшим в бою с неприятелем 21.12.1916. |
|      | Шанявский Игнатий Игнатьевич                                             | Мичман                                                                              | Броненосец «Сисой Великий»              |                | После боя 14.05.1905 в Корейском проливе в плену в Японии. | Род. 19.12.1883. Мичман (28.01.1904). «Ослябя» (вахт. офицер 1904-30.12.1904). Младший штурманский офицер (30.12.1904-14.05.1905). Капитан 2-го ранга (06.12.1916). В 1918 выехал в Польшу. В Польском флоте в чине командор-поручика. Комендант Вестерплатте (18.01.1926-21.06.1926). В 1939 командирован в Румынию, где его застало начало Второй мировой войны. В 1940—1947 в Командовании воен. флота в составе Польских объединённых сил на Западе. После окончания войны проживал в Шотландии. Скончался там же 29.02.1948. Похоронен на кладбище Корсторфин-Хилл в Эдинбурге. |
|      | Боровский Северин Эдуардович                                             | Подполковник                                                                        | Броненосец «Сисой Великий»              |                | После боя 14.05.1905 в Корейском проливе в плену в Японии. | Род. 08.01.1864. Ст. инженер-механик (06.12.1899), подполковник КИМ (01.01.1905). Старший судовой механик (28.01.1901-15.05.1905) Корпус инженеров-механиков флота. Инженер-механик, генерал-майор (03.10.1916). После 1917 в Польше. Умер в 1935. |
|      | Шеманов Николай Захарович                                                | Подполковник                                                                        | Крейсер «Адмирал Нахимов»               |                | Взят в плен в бою в Корейском проливе. | Род. 02.12.1867. Пом. ст. инженера-механика (14.05.1896), ст. инженер-механик (06.12.1904), подполковник КИМ (01.01.1905). Корпус Инженер-механиков Флота (старший судовой механик). В Первую мировую войну инженер-механик в управлении главноначальствующего Архангельска и тылового водного района. Инженер-механик капитан 1-го ранга по отставке (12.01.1915). Инженер-механик Восточной линии Доброфлота (05.05.1916-1916). В белых войсках Северного фронта. К 27.11.1918 в морской бригаде Славяно-британского легиона. Генерал-майор КИМ (1920, генералом Миллером). В эмиграции в Эстонии (с 1922). Умер 08.03.1932 в Гунгербурге (Эстония). |
|      | Никуленко Владимир Кузьмич                                               | Штабс-капитан                                                                       | Миноносец «Быстрый»                     | 14-15 мая 1905 | После боя 14/15.05.1905 в Корейском проливе в плену в Японии. | Род. 20.06.1873. Младший инженер-механик (08.11.1899), пом. ст. инженера-механика (28.03.1904), штабс-капитан КИМ (01.01.1905). Корпус инженеров-механиков флота. И.д. судового механика (12.06.1903-15.05.1905). Инженер-механик, капитан 1-го ранга (28.07.1917). Участник Гражданской войны. В эмиграции во Франции. Умер в 1933. |
|      | Копысов Алексей Николаевич                                               | Штабс-капитан                                                                       | Миноносец «Сильный»                     |                | | Род. 05.10.1880. Младший инженер-механик (06.05.1901), поручик КИМ (01.01.1905), штабс-капитан КИМ (17.04.1905). «Сильный» (суд. механик), «Лейтенант Бураков» (суд. механик на февраль-март 1904), «Скорый» (суд. механик 1904). Корпус инженеров-механиков флота. Судовой механик. Нач. мастерской на «Ангаре» (с 28.01.1913). Инженер-механик капитан 1-го ранга за отличие (06.12.1916). В январе 1917, при следовании за границу для заказа оборудования для мастерской, снят германской подлодкой с п/х «Такон». Содержался в лагере Черск в Западной Пруссии, где выдавал себя за гражд. инженера. По возвращении из плена назначен зав. механизмами дивизиона строящихся эсминцев Балтийского флота (04.07.1918). Флаг-механик штаба Петробазы (на 1919). На 1924 — начальник Главного морского технико-хозяйственного управления (ТЕХУПР ГМТХУ, Ленинград). |
|      | Ерёменко Александр Степанович                                            | Поручик                                                                             | Броненосец «Сисой Великий»              | 14-15 мая 1905 | После боя 14/15.05.1905 в Корейском проливе в плену в Японии. | Род. 22.10.1876. Младший инженер-механик (27.09.1900), за пребывание в запасе (06.08.1901), поручик КИМ (01.01.1905), штабс-капитан КИМ (06.12.1905). Корпус инженеров-механиков флота, мл. суд. механик (1904 — 15.05.1905). Инженер-механик капитан 2-го ранга (06.12.1913). Участник Первой мировой войны. В эмиграции в Эстонии. Умер 14.01.1938 в Ревеле. |
|      | Кошевой Борис Васильевич                                                 | Поручик                                                                             | Броненосец «Сисой Великий»              | 14-15 мая 1905 | После боя 14/15.05.1905 в Корейском проливе в плену в Японии. | Род. 05.05.1883. Младший инженер-механик (06.05.1903), поручик КИМ (01.01.1905), штабс-капитан КИМ (06.12.1905). Миноносец № 222 (суд. механик 1903), «Ослябя» (мл. суд. механик 1903 — на февраль 1904). Корпус инженеров-механиков флота, младший судовой механик. Инженер-механик Капитан 2-го ранга (06.12.1913). На 1917 в Петрограде. На 1928 работал в Ленинградском морском техникуме. |
|      | Михалевский (Михайлевский) Алексей Иванович                              | Поручик Корпуса инженеров-механиков флота, Трюмный механик (март 1904 — 16.05.1905) | Крейсер «Дмитрий Донской»               | 14-15 мая 1905 | После боя 14/15.05.1905 в Корейском проливе в плену в Японии. | Род. 13.03.1880. Младший инженер-механик (20.10.1903), поручик КИМ (01.01.1905). Зачислен в запас флота по Московскому уезду (27.02.1906). Инженер технич. отдела службы тяги Московско-Казанской ж.д. (Москва, Рязанский вокзал). Остался в СССР. В 1933 приглашён на преподавательскую деятельность на вагонный факультет МЭМИИТ. |
|      | Кольцов Василий Николаевич                                               | Поручик                                                                             | Крейсер «Дмитрий Донской»               |                | После боя 14/15.05.1905 в Корейском проливе в плену в Японии. | Род. 11.12.1879. Корпус инженеров-механиков флота, младший инженер-механик (08.12.1903), поручик КИМ (01.01.1905). мл. суд. механик (март 1904 — 16.05.1905). На 08.01.1907 состоял в запасе флота. |
|      | Щетинин Григорий Николаевич                                              | Поручик                                                                             | Броненосец «Сисой Великий»              | 14-15 мая 1905 | После боя 14.05.1905 в Корейском проливе в плену в Японии. | Род. 8.11.1880. Младший инженер-механик (26.01.1904), поручик Корпус инженеров-механиков флота (01.01.1905). «Сисой Великий» (мл. суд. механик, мин. механик 1904—1905). Подводник. Штабс-капитан КИМ (13.04.1908). «Казанец» (суд. механик 1908). Трюмный механик на бронепалубном крейсере «Богатырь» (04.07.1908 — апрель 1910, врид ст. суд. механика 14.04.1909 — 01.07.1909). Зачислен в офицеры подводного плавания (08.12.1908). ПЛ «Почтовый» (пом. командира 30.04.1910 — 14.06.1910). Застрелился в своей каюте в береговом помещении Учебный отряд подводного плавания (УОПП) в Либаве 14.05.1910 г. |
|      | Бруятский Борис Герасимович                                              | Поручик                                                                             | Броненосец «Сисой Великий»              |                | После боя 14.05.1905 г. в Корейском проливе в плену в Японии. | Род. 31.07.1878. Младший инженер-механик (13.09.1904), поручик Корпуса инженеров-механиков флота (01.01.1905). «Сисой Великий» (мл. суд. механик не ранее сентября 1904 — 15.05.1905). Участник 1-й Мировой войны. Инженер-механик капитан 2 ранга за отличную службу и особые труды в обстоят. войны (30.07.1914). На 1916 г. портовый инженер-механик Владивостокского порта. Остался в СССР. Работал в Ленинграде в Проектверфе, нач. сектора генеральных планов. Арестован 04.03.1935 г. Приговорён ОС НКВД 07.03.1935 г., как соц. опасн. элемент. Приговорён к ссылке на 5 лет в Уфу (вместе с женой). 20.08.1937 г. в Уфе новое обвинение по статье 58-10, 58-11. Расстрелян 28.12.1937 г. Реабилитирован 12.05.1989 г. |
|      | Скворцов Николай Васильевич                                              | Поручик                                                                             | Крейсер «Дмитрий Донской»               | 14-15 мая 1905 | После боя 14-15.05.1905 г. в Корейском проливе в плену в Японии. | Мл. инженер-механик (1904), поручик Корпуса инженеров-механиков флота (01.01.1905). «Дмитрий Донской» (мл. суд. механик середина 1904 — 16.05.1905). В запасе флота по Московскому уезду (05.03.1907). Умер в 1910 г. |
|      | Копысов Николай Егорович                                                 | Титулярный советник, комиссар                                                       | Крейсер «Владимир Мономах»              | 15 мая 1905    | Взят в плен в бою в Корейском проливе. | Титул. советник (20.11.1898, гражданский чин Морского ведомства). Крейсер «Владимир Мономах» (комиссар 1904 — 15.05.1905). Оставлен за штатом (17.11.1908). Комиссар Морского корпуса (18.09.1910). Умер в Санкт-Петербурге (1912—1913). |
|      | Иванов Александр Григорьевич                                             | Титулярный советник, шкипер                                                         | Броненосец «Сисой Великий»              |                | Подобран из воды японским транспортом «Явата-Мару» (яп. 八幡丸, англ. «Jawata-maru»). В плену в Японии. | Род. 30.10.1860. Титул. советник (20.01.1903, гражданский чин Морского ведомства). Броненосец «Сисой Великий» (содержатель по шкиперской части 1904 — 15.05.1905). Капитан по Адмиралтейству (27.04.1909). На 1914 г. лоцман 1-го разряда Общества Кронштадтских лоцманов (с. Лебяжье). |
|      | Тарасов Иван Ильич                                                       | Титулярный советник, комиссар                                                       | Броненосец «Сисой Великий»              | 14-15 мая 1905 | После боя 14/15.05.1905 г. в Корейском проливе в плену в Японии. | Титул. советник (07.07.1900, гражданский чин Морского ведомства). Броненосец «Сисой Великии» (комиссар 1904 — 15.05.1905). В отставке (на 1908—1909). |
|      | Матусевич Василий Александрович                                          | Капитан                                                                             | 9-я рота Квантунского флотского экипажа |                | | Род. 01.01.1863. Переведён по Адмиралтейству из армии (1903), штабс-капитан по Адмиралтейству (20.10.1903), капитан по Адмиралтейству (чин по Адмиралтейству). Командир 9-й роты Квантунского флотского экипажа (на 20.04.1904). Переведён в Квантунский флотский экипаж (18.10.1904). Пом. нач. учеб. стрелковой команды Морского корпуса (28.10.1910 — 1916). Генерал-майор По Адмиралтейству за боевые отличия (30.08.1916). В Добровольческой армии и ВСЮР. С 01.11.1918 г. в Николаевском и Херсонском центре (утв. 02.02.1919). Генерал-лейтенант[когда?] . К лету 1921 г. в КСХС. В эмиграции там же. Умер 20.02.1923 г. и погребён 22.02.1923 г. в Загребе (Югославия). |
|      | Костюков Иван Дмитриевич                                                 | Прапорщик по морской части                                                          | Броненосец «Сисой Великий»              | 14-15 мая 1905 | После боя 14/15.05.1905 г. в Корейском проливе в плену в Японии. | Прапорщик по мор. части запаса флота, в службе из запаса (30.03.1904). Броненосец «Сисой Великии» (вах. офицер 04.06.1904 — 15.05.1905). |
|      | Беликов Александр Васильевич                                             | Поручик                                                                             | Броненосец «Сисой Великий»              | 15 мая 1905    | Взят в плен в бою в Корейском проливе. | Прапорщик по мех. части (1904), поручик Корпуса инженеров-механиков флота (01.01.1905). Броненосец «Сисой Великии» (мл. суд. механик 1904 — 15.05.1905). После возвращения из плена уволен от службы. |
|      | Мамонтов Иван Петрович                                                   | Прапорщик по морской части                                                          | Крейсер «Дмитрий Донской»               | 14-15 мая 1905 | После боя 14/15.05.1905 г. в Корейском проливе в плену в Японии. | Род. 14.09.1865, прапорщик по морской части (02.08.1904). Крейсер «Дмитрий Донской» (вах. офицер после марта 1904 — 16.05.1905). Прапорщиком по морской части считать уволенным с зачислением в морское ополчение по Херсонской губернии (26.01.1909). Прапорщик по морской части за отставкой (05.07.1910). |
|      | Разумовский Николай Петрович                                             | Прапорщик по механической части                                                     | Крейсер «Дмитрий Донской»               |                | После боя 14.05.1905 г. в Корейском проливе в плену в Японии. | Прапорщик по механической части (1904). В 1903 г. мастер при сборке котлов и механизмов миноносцев в Порт-Артуре (полуостров Тигровый). Крейсер «Дмитрий Донской» (младший судовой механик после марта 1904 — 16.05.1905 Корпуса инженеров-механиков флота). Подпоручик по Адмиралтейству за отличие в Цусимском бою с оставлением в запасе флота (08.01.1907). В 1916—1917 гг. поручик по Адмиралтейству запаса, зав. мастерскими Петроградского училища дальнего плавания и судовых механиков торгового флота Императора Петра I. |
|      | Пуккит Андрей Петрович (Пукитис Андрейс Петерис, латыш. Andrejs Puķītis) | Прапорщик по морской части                                                          | Броненосец «Севастополь»                |                | Попал в плен при капитуляции Порт-Артура. | Род. 17.01.1865, капитан дальнего плавания (1895), зауряд- прапорщик по мор. части (1904). «Прогресс» — пароход Владивостокской фирмы «Бринер, Кузнецов и Ко» (1-й пом. капитана на октябрь 1903 — начало 1904). Броненосец «Севастополь» (младший штурманский офицер 13.03.1904 — 20.12.1904). В запасе с 14.08.1907 г. |
|      | Ярмерштедт Виктор Викторович                                             | Шкипер дальнего плавания, на правах прапорщика по морской части. Волонтёр флота     | Крейсер «Рюрик»                         |                | Ранен в бою 01.08.1904 г. (множественные ранения). Продолжал оставаться в строю, принимая участие в тушении пожаров и исполняя передачу приказаний. Тяжело ранен. После гибели крейсера попал в плен.                             | Род. 15.06.1865, шкипер дальнего плавания (1893), волонтёр на правах прапорщика по морской части (29.05.1904). Крейсер «Рюрик» (ид вах. офицера 01.06.1904 — 01.08.1904). Участвовал в приводе от Иокогамы во Владивосток английского призового парохода «Калхас» (англ. Calchas) во время июльского крейсерства в Тихом океане. Уволен от службы (02.01.1906). Помощник командира Беглицкого плавучего маяка (01.10.1906 — 05.07.1907). Умер 07.09.1908 г. |
|      | Черепанов                                                                | Прапорщик по морской части                                                          | Волонтёр флота                          |                | Попал в плен при капитуляции Порт-Артура. | |
|      | Ямченко Иван Минович                                                     | Прапорщик по механической части                                                     | Броненосец «Сисой Великий»              | 14-15 мая 1905 | После боя 14-15.05.1905 г. в Корейском проливе в плену в Японии. | Род. 14.09.1884. Прапорщик по мех. части (1904). «Сисой Великий» (младший судовой механик Корпуса инженеров-механиков флота, ИО содержателя имущества беспроволочного телеграфа 2-й эскадры флота Тихого океана 1904 — 15.05.1905). Поручик по Адмиралтейству за отлич.-ревност. службу и особые труды вызванные обстоят. войны (11.09.1916, со старшин. 30.07.1916). Ид ст. флаг. офицера Развед. части Штаба командования Черноморским флотом (на декабрь 1916). Участник Белого движения на Юге России. Капитан по Адмиралтейству[когда?] . Нач. станции радиоперехвата в Севастополе (y Врангеля). Взят в плен осенью 1920 г. частями РККФ в Крыму. C 1921 г. сотрудник ОГПУ (криптограф). Преподаватель объеден. дешифров.-развед. курсов для подготовки криптографов дипломат. и воен. направлений (на январь 1931). |
|      | Тагеев Борис Леонидович                                                  | Корнет                                                                              | Отдельный корпус пограничной стражи     |                | Здоров. 8 июня 1904 покинул крепость Порт-Артур с задачей вывезти секретные документы, но после выхода в море его джонка была захвачена японцами, и Тагеев с двумя спутниками попал в плен. Офицер запаса кавалерии, прапорщик.   | В эмиграции. Вернулся в СССР в 1921 г. Расстрелян в 1938 г. |

Дальнейшая судьба прибывших:

6 ноября 1905 года отправляю двумя поездами в Харбин 14 морских офицеров, 2006 сухопутных нижних чинов; из остальных 150 человек 5-го полка отправляются 6-го в Посьет; 190 Квантунских артиллеристов переданы в крепостную артиллерию, 114 человек из бывших Артурских инженерных частей переданы в соответствующие части крепости, 11 переданы в санитарный поезд, 2 оставлены для излечения в местном лазарете и 30 матросов переданы в ведение комиссии Ваниер Шкрифа.— генерал-майор Флейшер

### «Ярославль» (10 ноября 1905 года)
Именной список военнопленных офицеров, прибывших во Владивосток на судне «Ярославль» 10 ноября 1905 года:
| Фото | ФИО                               | Чин, командовал     | Наименование части, род войск | Дата пленения | Обстоятельства пленения | Дальнейшая судьба, комментарии |
| ---- | --------------------------------- | ------------------- | --- | ------------- | --- | --- |
|      | Лузин Пётр Иннокентьевич          | Штабс-капитан       | 3-й Восточно-Сибирский стрелковый полк                                                                                           | 2.06.1904     | Взят в плен при Вафангоу | Род. 21.12.1874 в Иркутской губ. Иркутское техническое училище и Иркутское ПЮУ. |
|      | Мерчанский Николай Иванович       | Полковник, командир | 4-й Восточно-Сибирский стрелковый полк                                                                                           | 2.06.1904     | Взят в плен при Вафангоу | Родился 13.5.1845 в Рязанской губ. Частное учебное заведение и Михайловское артиллерийское училище (курса не окончил). |
|      | Быков (Бников) Пётр Александрович | Подпоручик          | 4-й Восточно-Сибирский стрелковый полк                                                                                           | 02.06.1904    | Ранен по сведениям от 29 июня 1904 г., подробности не известны, находится в Мацуяма. Взят в плен при Вафангоу. | Родился 14.12.1874 в СПб губ. СПб гимназия, 5 лет слушал лекции в СПб университете, Московское ВУ. |
|      | Лавров Григорий Михайлович        | Штабс-капитан       | 11-й Восточно-Сибирский стрелковый полк                                                                                          | 18.04.1904    | На р. Ялу, здоров 24/V 1904 г., в Мацуяма. Взят в плен раненым при Тюренчене. Поначалу считался погибшим и исключён из списков 8.5.1904, восстановлен в списках 4.06.1904.                                                                                   | Родился 6.02.1868, из потомственных дворян Псковской губ. СПб военная прогимназия и Одесское ПЮУ. |
|      | Сорокин Михаил Дмитриевич         | Подпоручик          | 11-й Восточно-Сибирский стрелковый полк                                                                                          | 18.04.1904    | На р. Ялу ранен в правую щёку навылет, вне опасности 24/V 1904 г., в Мацуяма. Взят в плен раненым при Тюренчене. Поначалу считался погибшим и исключён из списков 8.5.1904, восстановлен в списках 4.06.1904.                                                | Родился 9.11.1882, из мещан Саратовской губ. Саратовское I Александро-Мариинское реальное училище и Московское ВУ. |
|      | Костенко Михаил Михайлович        | Поручик             | 3-я Восточно-Сибирская стрелковая артиллерийская бригада                                                                         | 18.04.1904    | На р. Ялу ранен в левую ногу, здоров, вне опасности 24/V 1904 г., в Мацуяма. Взят в плен раненым при Тюренчене. | Родился 27.06.1881 в Полтавской губ. Сын генерал-майора военно-судного ведомства М. И. Костенко (участника обороны Порт-Артура). Петровский Полтавский кадетский корпус и Константиновское артиллерийское училище.                                                                                               |
|      | Щегольков Сергей Александрович    | Поручик             | 6-я Восточно-Сибирская стрелковая артиллерийская бригада                                                                         | 18.04.1904    | На р. Ялу. Ранен в правое бедро навылет без перелома, вне опасности на 24/V 1904 г., в Мацуяма. Ранен и взят в плен при Тюренчене. | |
|      | Затурский Логгин Логгинович       | Подполковник        | Корпус военных инженеров | 18.12.1904    | С сентября назначен производителем оборонительных работ левофлангового участка Восточного (атакованного) фронта и укрепления № 3 Порт-Артура, где и находился до 18.12.1904 г., когда был тяжело ранен и контужен в голову и ноги и взят неприятелем в плен. | Родился 17.09.1871 в Полтаве, из потомственных дворян Полтавской губернии. Петровский Полтавский кадетский корпус. Павловское ВУ и старший класс Николаевского инженерного училища. Умер 4.05.1913 в Ялте от последствий ранения в Порт-Артуре.                                                                  |
|      | Водопьянов Вениамин Петрович      | Подъесаул           | Оренбургского казачьего войска                                                                                                   | 14.6.1904     | Пленён раненым на Далинском перевале (Вандзяпудзы). | Родился 10.10.1865 в станице степная Оренбургского КВ. Оренбургская военная прогимназия и Оренбургское казачье ЮУ. Автор книг «В плену у японцев», «История 6-го Оренбургского казачьего полка». |
|      | Казачихин Владимир Иванович       | Сотник              | 2-й Аргунский казачий полк Забайкальского Казачьего войска (второочередная часть. Сборный и распускной пункт — Нерчинский завод) | июль 1904     | В Матсуяме, здоров, сведения от 25/VI 1904 г. | Родился 30.05.1870. Получил домашнее образование, окончил Иркутское ПЮУ. Кавалер ордена св. Георгия 4 ст. |
|      | Геништа Владимир Николаевич       | Подъесаул           | 1-й Верхнеудинский полк Забайкальского Казачьего войска                                                                          | 7 мая 1904 г. | Здоров 13/V 1904 г. В Мацуяма. Пленён раненым при Дагушане (разведки в районе высадки японских сил). | Родился 8.12.1872. Окончил 2-й Московский кадетский корпус, Елисаветградское кав. ЮУ, офицерская кавалерийская школа. Формально переведён в 1-й Верхнеудинский казачий полк из 32-го драгунского Чугуевского уже после пленения (9.06.1904). На 1909—1914 гг. служил в 11-м уланском Чугуевском полку (г. Дубно) |

### «Терек» (10 ноября 1905 года)
10 ноября 1905 года прибыл крейсер «Терек». Прибыли: генерал Фок, 47 сухопутных офицеров, в том числе 38 артурцев, 4 морских офицера (3 артурца), 4 чиновника артурцы, 1104 сухопутных нижних чинов, в том числе 1054 артурца и 4 матроса. 8 офицеров и 477 нижних чинов отправлены поездом в Харбин, остальные переданы в крепостную артиллерию инженерные части исключением 5-го полка отправляемого [в] Посьет.— 
Именной список военнопленных офицеров, прибывших во Владивосток на судне «Терек» （вышел из Кобэ 6.11.1905, прибыл во Владивосток 10.11.1905）:
| Фото | ФИО                                           | Чин, командовал              | Наименование части, род войск                               | Дата пленения | Обстоятельства пленения                                                                                         | Дальнейшая судьба, комментарии |
| ---- | --------------------------------------------- | ---------------------------- | ----------------------------------------------------------- | ------------- | --- | ------------------------------ |
|      | Фок Александр Викторович                      | Генерал-лейтенант, начальник | 4-я Восточно-Сибирская стрелковая дивизия                   |               | Попал в плен при капитуляции Порт-Артура.                                                                       |                                |
|      | Ушаков Дмитрий Леонидович                     | Капитан                      | 2-й Восточно-Сибирский стрелковый полк                      | 02.06.1904    | Ранен по сведениям от 29 июня 1904 г., подробности не известны, находится в Мацуяма. Попал в плен при Вафангоу. |                                |
|      | Бабурин Фёдор Николаевич                      | Поручик (был в резерве)      | 3-й Восточно-Сибирский стрелковый полк                      |               | Попал в плен при Сандепу 12-16.01.1905                                                                          |                                |
|      | Волков Владимир Петрович                      | Подпоручик                   | 6-й Восточно-Сибирский стрелковый полк                      |               | Попал в плен при Сандепу 12-16.01.1905                                                                          |                                |
|      | Алексеев                                      | Подпоручик                   | 7-й Восточно-Сибирский стрелковый полк                      |               | |                                |
|      | Шапошников Дмитрий Дмитриевич                 | Поручик                      | 11-й Восточно-Сибирский стрелковый полк                     |               | Попал в плен при капитуляции Порт-Артура.                                                                       |                                |
|      | Зайончковский (Заiончковскiй) Людвиг Иванович | Капитан                      | 12-й Восточно-Сибирский стрелковый полк                     |               | Попал в плен на р. Ялу, ранен в правую лопатку, левую руку и спину, вне опасности 24/V 1904 г., в Мацуяма.      |                                |
|      | Балин Николай Автономович                     | Капитан                      | 13-й Восточно-Сибирский стрелковый полк                     |               | Попал в плен при капитуляции Порт-Артура.                                                                       |                                |
|      | Пригожий Аркадий Евтихиевич                   | Поручик                      | 13-й Восточно-Сибирский полк                                |               | |                                |
|      | Шахов Пётр Константинович                     | Подпоручик                   | 13-й Восточно-Сибирский полк                                |               | Попал в плен при капитуляции Порт-Артура.                                                                       |                                |
|      | Малахов                                       | Подполковник                 | 14-й Восточно-Сибирский стрелковый полк                     |               | Попал в плен при капитуляции Порт-Артура.                                                                       |                                |
|      | Стефанович Николай Евгеньевич                 | Подпоручик                   | 14-й Восточно-Сибирский стрелковый полк                     |               | Попал в плен при капитуляции Порт-Артура.                                                                       |                                |
|      | Кишинский Борис Фёдорович                     | Подпоручик                   | 14-й Восточно-Сибирский стрелковый полк                     |               | Попал в плен при капитуляции Порт-Артура.                                                                       |                                |
|      | Борзинский Григорий Михайлович                | Штабс-капитан                | 15-й Восточно-Сибирский стрелковый полк                     |               | Попал в плен при капитуляции Порт-Артура.                                                                       |                                |
|      | Сильвин Павел Александрович                   | Поручик                      | 15-й Восточно-Сибирский стрелковый полк                     |               | Ранен при обороне Порт-Артура. Попал в плен при капитуляции Порт-Артура.                                        |                                |
|      | Карбаинов Григорий Львович                    | Поручик                      | 15-й Восточно-Сибирский стрелковый полк                     |               | Попал в плен при капитуляции Порт-Артура.                                                                       |                                |
|      | Кондрашев Георгий Панфомирович                | Подпоручик                   | 15-й Восточно-Сибирский стрелковый полк                     |               | Попал в плен при капитуляции Порт-Артура.                                                                       |                                |
|      | Веселовский Сергей Прокофьевич                | Капитан                      | 16-й Восточно-Сибирский стрелковый полк                     |               | Попал в плен при капитуляции Порт-Артура.                                                                       |                                |
|      | Имнадзе Павел Семёнович                       | Поручик                      | 16-й Восточно-Сибирский стрелковый полк                     |               | |                                |
|      | Акимов Михаил Николаевич                      | Гвардии поручик              | 25-й Восточно-Сибирский стрелковый полк                     |               | Попал в плен при капитуляции Порт-Артура.                                                                       |                                |
|      | Никольский Василий Николаевич                 | Подпоручик                   | 25-й Восточно-Сибирский стрелковый полк                     |               | Попал в плен при капитуляции Порт-Артура.                                                                       |                                |
|      | Вильман Эдуард Карлович                       | Подпоручик                   | 25-й Восточно-Сибирский стрелковый полк                     |               | Попал в плен при капитуляции Порт-Артура.                                                                       |                                |
|      | Жегалов Николай Николаевич                    | Подпоручик                   | 25-й Восточно-Сибирский стрелковый полк                     |               | Попал в плен при капитуляции Порт-Артура.                                                                       |                                |
|      | Попов Михаил Николаевич                       | Поручик                      | 26-й Восточно-Сибирский стрелковый полк                     |               | Попал в плен при капитуляции Порт-Артура.                                                                       |                                |
|      | Ломан Фёдор Владимирович                      | Поручик                      | 26-й Восточно-Сибирский стрелковый полк                     |               | Попал в плен при капитуляции Порт-Артура.                                                                       |                                |
|      | Вильстрем Владимир Людвигович                 | Поручик                      | 26-й Восточно-Сибирский стрелковый полк                     |               | Попал в плен при капитуляции Порт-Артура.                                                                       |                                |
|      | Тутолмин Михаил Сергеевич                     | Подпоручик                   | 26-й Восточно-Сибирский стрелковый полк                     |               | Попал в плен при капитуляции Порт-Артура.                                                                       |                                |
|      | Максимов Семён Петрович                       | Подпоручик                   | 26-й Восточно-Сибирский стрелковый полк                     |               | Попал в плен при капитуляции Порт-Артура.                                                                       |                                |
|      | Попов Григорий Иванович                       | Подпоручик                   | 26-й Восточно-Сибирский стрелковый полк                     |               | Попал в плен при капитуляции Порт-Артура.                                                                       |                                |
|      | Юрманов Владимир Дмитриевич                   | Поручик                      | 27-й Восточно-Сибирский стрелковый полк                     |               | Попал в плен при капитуляции Порт-Артура.                                                                       |                                |
|      | Сикорский Павел Викентьевич                   | Капитан                      | 28-й Восточно-Сибирский стрелковый полк                     |               | Попал в плен при капитуляции Порт-Артура.                                                                       |                                |
|      | Василевский Эдуард Александрович              | Поручик                      | 28-й Восточно-Сибирский стрелковый полк                     |               | Попал в плен при капитуляции Порт-Артура.                                                                       |                                |
|      | Каган Константин Петрович                     | Поручик                      | 28-й Восточно-Сибирский стрелковый полк                     |               | Попал в плен при капитуляции Порт-Артура.                                                                       |                                |
|      | Алексеев Михаил Степнович                     | Поручик                      | 28-й Восточно-Сибирский стрелковый полк                     |               | Попал в плен при капитуляции Порт-Артура.                                                                       |                                |
|      | Панев Сергей                                  | Прапорщик запаса             | 28-й Восточно-Сибирский стрелковый полк                     |               | Попал в плен при капитуляции Порт-Артура.                                                                       |                                |
|      | Григорович Иосиф Александрович                | Капитан                      | 4 Запас. батал.                                             |               | Попал в плен при капитуляции Порт-Артура.                                                                       |                                |
|      | Смуглов Николай Семёнович                     | Подпоручик                   | 121-й Пензенский пехотный полк                              |               | Попал в плен при Сандепу 14-15.01.1905.                                                                         |                                |
|      | Барковский Анатолий Венедиктович              | Подпоручик (был в резерве)   | 123-й Козловский пехотный полк                              |               | Попал в плен при Сандепу 14-15.01.1905.                                                                         |                                |
|      | Плазовский Константин Антонович               | Поручик                      | 3-я Восточно-Сибирская стрелковая артиллерийская бригада    | 18.04.1904    | Пленён на р. Ялу. Ранен в правое плечо и руку, здоров, вне опасности 24/V 1904 г., в Мацуяма.                   |                                |
|      | Князь Чхеидзе Леонтий Семёнович               | Подполковник                 | 7-й Восточно-Сибирский стрелковый артиллерийский дивизион   |               | Попал в плен при капитуляции Порт-Артура.                                                                       |                                |
|      | Страшников Владимир Николаевич                | Капитан                      | Квантунская крепостная артиллерия                           |               | Попал в плен при капитуляции Порт-Артура.                                                                       |                                |
|      | Любинский Василий Евстратьевич                | Капитан                      | Квантунская крепостная артиллерия                           |               | Попал в плен при капитуляции Порт-Артура.                                                                       |                                |
|      | Жеребцов Пётр Евгеньевич                      | Подполковник, командир       | Квантунская сапёрная рота                                   |               | Попал в плен при капитуляции Порт-Артура.                                                                       |                                |
|      | Лесков Михаил Семёнович                       | Сотник                       | 1-й Верхнеудинский казачий полк                             |               | Попал в плен при Дагушане 07.05.1904, ранен.                                                                    |                                |
|      | Миллер Борис Михайлович                       | Подъесаул                    | 2-й Нерчинский казачий полк                                 |               | В Матсуяме, здоров, сведения от 25/VI 1904 г.                                                                   |                                |
|      | Яковицкий Александр Поликарпович              | Ротмистр                     | Заамур. Окр. Погранстражи                                   |               | Попал в плен при капитуляции Порт-Артура.                                                                       |                                |
|      | Галченков Всеволод Васильевич                 | Штабс-ротмистр               | Заамур. Окр. Погранстражи                                   |               | Попал в плен при Вафангоу 02.06.1904, ранен.                                                                    |                                |
|      | Лоздовский Цезарий Иванович                   | Поручик                      | Заамур. Окр. Погранстражи                                   |               | Попал в плен при капитуляции Порт-Артура.                                                                       |                                |
|      | Озеров Мануил Васильевич                      | Капитан 1-го ранга           | Броненосец «Сисой Великий», Морской офицер                  |               | После боя 14.05.1905 в Корейском проливе.                                                                       |                                |
|      | Успенский Иван Петрович                       | Капитан 1-го ранга           | Морской офицер                                              |               | Попал в плен при капитуляции Порт-Артура.                                                                       |                                |
|      | Сарнавский Владимир Симонович                 | Капитан 1-го ранга           | Морской офицер                                              |               | Попал в плен при капитуляции Порт-Артура.                                                                       |                                |
|      | Шельтинг Владимир Владимирович                | Капитан 2-го ранга           | Морской офицер                                              |               | |                                |
|      | Корицкий Михаил                               | Губернский секретарь (?)     | Чиновник Дальнинской № 17 конторы (телеграфного отделения?) |               | Попал в плен при капитуляции Порт-Артура.                                                                       |                                |
|      | Балтага (Балтога) Василий                     | Коллежский регистратор (?)   | Чиновник Дальнинской № 17 конторы (телеграфного отделения?) |               | Попал в плен при капитуляции Порт-Артура.                                                                       |                                |
|      | Пинк Рейнгольд                                | Коллежский асессор           | Амурского телеграфного отделения                            |               | Попал в плен при капитуляции Порт-Артура.                                                                       |                                |
|      | Еремеев Яков                                  | Губернский секретарь         | Амурского телеграфного отделения                            |               | Попал в плен при капитуляции Порт-Артура.                                                                       |                                |

### «Киев» (13 ноября 1905 года)
13 ноября 1905 года прибыл пароход «Киев». По сообщению генерала Флейшера (№ 456 от 13.11.1905) прибыли: 31 морской офицер, 1 сухопутный офицер, 1789 сухопутных нижних чинов и 694 матросов. Из прибывших 1087 сухопутных отправили в Харбин, остальные оставлены и переданы в свои части 14 ноября.— генерал-майор Харкевич (?)
Именной список военнопленных офицеров, прибывших во Владивосток на судне «Киев» 13 ноября 1905 года:
| Фото | ФИО                                         | Чин, командовал                                                    | Наименование части, род войск             | Дата пленения | Обстоятельства пленения                                                   | Дальнейшая судьба, комментарии |
| ---- | ------------------------------------------- | ------------------------------------------------------------------ | ----------------------------------------- | ------------- | ------------------------------------------------------------------------- | ------------------------------ |
|      | Родионов Александр Андреевич                | Капитан 1-го ранга (командир)                                      | Крейсер «Адмирал Нахимов»                 |               |                                                                           |                                |
|      | Попов Владимир Александрович                | Капитан 1-го ранга                                                 | Крейсер «Владимир Мономах» Морской офицер |               | Попал в плен в ходе Цусимского боя 15.05.1905.                            |                                |
|      | Гроссман Владимир Александрович             | Капитан 2-го ранга                                                 | Крейсер «Адмирал Нахимов»                 |               | После боя 14.05.1905 в Корейском проливе.                                 |                                |
|      | Гертнер (Гернет) 1-й Иван Магнусович        | Лейтенант (старший артиллерийский офицер)                          | Крейсер «Адмирал Нахимов»                 |               | После боя 14.05.1905 в Корейском проливе.                                 |                                |
|      | Смирнов Николай Александрович               | Лейтенант (младший артиллерийский офицер)                          | Крейсер «Адмирал Нахимов»                 |               | После боя 14.05.1905 в Корейском проливе.                                 |                                |
|      | Рюмин Георгий Митрофанович                  | Лейтенант                                                          | Броненосец «Орёл» Морской офицер          |               | Попал в плен после сдачи корабля в ходе Цусимского боя 15.05.1905.        |                                |
|      | Васильев Фёдор Владимирович                 | Лейтенант                                                          | Морской офицер                            |               |                                                                           |                                |
|      | Клочковский Вячеслав Евгениевич             | Лейтенант (старший вахтенный офицер, и. д. штурманского помощника) | Крейсер «Адмирал Нахимов»                 |               |                                                                           |                                |
|      | Павлинов Сергей Яковлевич                   | Лейтенант                                                          | Морской офицер                            |               | После боя в Цусимском проливе.                                            |                                |
|      | Кейзерлинг Архибальд Гебхардович фон        | Мичман                                                             | Морской офицер                            |               | После боя в Цусимском проливе.                                            |                                |
|      | Данилов Николай Владимирович                | Мичман                                                             | Морской офицер                            |               | После боя 14.05.1905 в Корейском проливе.                                 |                                |
|      | Бухе Фёдор Александрович                    | Мичман                                                             | Морской офицер Броненосец «Севастополь»   |               | Попал в плен при капитуляции Порт-Артура.                                 |                                |
|      | Михайлов Павел Иванович                     | Мичман (младший минный офицер)                                     | Крейсер «Адмирал Нахимов»                 |               | После боя 14.05.1905 в Корейском проливе.                                 |                                |
|      | Кузьминский Василий Александрович           | Мичман (младший штурманский офицер)                                | Крейсер «Адмирал Нахимов»                 |               | После боя 14.05.1905 в Корейском проливе.                                 |                                |
|      | Карпов Дмитрий Ростиславович                | Мичман                                                             | Броненосец «Орёл» Морской офицер          | 15.05.1905    | Попал в плен после сдачи корабля в ходе Цусимского боя 15.05.1905. Ранен. |                                |
|      | Рождественский Алексей Степанович           | Мичман (вахтенный офицер)                                          | Крейсер «Адмирал Нахимов»                 |               | После боя 14.05.1905 в Корейском проливе.                                 |                                |
|      | Петухов Георгий Михайлович                  | Мичман                                                             | Морской офицер                            |               | После боя в Цусимском проливе.                                            |                                |
|      | Винокуров Евгений Петрович                  | Мичман (вахтенный офицер)                                          | Крейсер «Адмирал Нахимов»                 |               | После боя 14.05.1905 в Корейском проливе.                                 |                                |
|      | Потёмкин Владимир Николаевич                | Мичман                                                             | Миноносец «Громкий» Морской офицер        |               | После боя 14.05.1905 в Цусимском проливе.                                 |                                |
|      | Энгельгардт Михаил Константинович           | Мичман (вахтенный офицер)                                          | Крейсер «Адмирал Нахимов»                 |               | Попал в плен после сдачи корабля в ходе Цусимского боя 15.05.1905.        |                                |
|      | Скляревский Константин Автономович          | Штабс-капитан                                                      | Броненосец «Орёл»                         | 15.05.1905    | Попал в плен после сдачи корабля в ходе Цусимского боя 15.05.1905.        |                                |
|      | Даниленко Евгений Григорьевич               | Поручик                                                            | Миноносец «Буйный»                        |               | После боя 14.05.1905 в Корейском проливе.                                 |                                |
|      | Румс Николай Михайлович                     | Поручик                                                            | Броненосец «Орёл»                         | 15.05.1905    | Попал в плен после сдачи корабля в ходе Цусимского боя 15.05.1905.        |                                |
|      | Можжухин Павел Александрович                | Поручик                                                            | Броненосец «Орёл»                         | 15.05.1905    | Попал в плен после сдачи корабля в ходе Цусимского боя 15.05.1905.        |                                |
|      | Русанов Николай Гаврилович                  | Поручик                                                            | Броненосец «Орёл»                         | 15.05.1905    | Попал в плен после сдачи корабля в ходе Цусимского боя 15.05.1905.        |                                |
|      | Щепотьев Сергей Александрович               | Поручик Корпуса Инженер-механиков Флота (младший судовой механик)  | Крейсер «Адмирал Нахимов»                 |               |                                                                           |                                |
|      | Лонфельд Андрей Кришевич                    | Прапорщик (вахтенный офицер)                                       | Крейсер «Адмирал Нахимов»                 |               | После боя в Цусимском проливе.                                            |                                |
|      | Микуловский Болеслав Юлианович              | Прапорщик (вахтенный офицер)                                       | Крейсер «Адмирал Нахимов»                 |               | После боя 14.05.1905 в Корейском проливе.                                 |                                |
|      | Антипин Василий Иванович                    | Прапорщик                                                          |                                           |               |                                                                           |                                |
|      | Тостоганов Николай Иванович                 | Прапорщик                                                          | Броненосец «Сисой Великий»                |               | После боя 14.05.1905 в Корейском проливе.                                 |                                |
|      | Доножов                                     | Капельмейстер                                                      |                                           |               |                                                                           |                                |
|      | Князь Святополк-Мирский Александр Сергеевич | Сотник                                                             | 1-й Верхнеудинский казачий полк           | Май 1904.     | Здоров 1/VI 1904 г., в Мацуяма.                                           |                                |

### «Якут» (14 ноября 1905 года)
Именной список военнопленных офицеров, прибывших во Владивосток на судне «Якут» 14 ноября 1905 года:
| Фото | ФИО                                        | Чин, командовал                | Наименование части, род войск | Дата пленения | Обстоятельства пленения | Дальнейшая судьба, комментарии |
| ---- | ------------------------------------------ | ------------------------------ | --- | ------------- | --- | --- |
|      | Рожественский Зиновий Петрович             | Вице-адмирал, генерал-адъютант | |               | Пленён в бессознательном состоянии после ранения в голову во время Цусимского сражения                                                                        | |
|      | Вирен Роберт Николаевич                    | Контр-адмирал                  | |               | | |
|      | Соллогуб, Владимир Устинович               | Генерал-майор, начальник       | 3-й стрелковой бригады |               | Попал в плен при Мукдене 25.02.1905. | |
|      | Клапье-де-Колонг Константин Константинович | Капитан 1-го ранга             | Броненосец «Князь Суворов» Морской офицер | 15.05.1905    | 14/15 мая 1905 г. участвовал в Цусимском сражении на борту флаг. ЭБ «Князь Суворов» и миноносца «Бедовый». Сдался в плен вместе с командующим и чинами штаба. | Проживал в Эстляндии в имении «Ontika». Организовал из бывших офицеров РИФ рыбацкую артель. В конце 30-х годов выехал на жительство в Германию. Умер от разрыва сердца в феврале 1944 г. и был похоронен в Бойценбурге. |
|      | Филипповский Владимир Иванович             | Полковник                      | Корпус флотских штурманов. Флаг. штурм. офицер походного Штаба командования Второй тихоокеанской эскадры на броненосце «Князь Суворов»            |               | После боя 15.05.1905 в Корейском проливе. Ранен. | |
|      | Осипов Алексей Иванович                    | Подполковник                   | Корпус флотских штурманов. Флаг. штурм. офицер младшего флагмана, командующего 2-м броненосным отрядом (Фёлькерзама) Второй тихоокеанской эскадры |               | После боя в Корейском проливе. Дважды ранен. | |
|      | Семёнов Владимир Иванович                  | Капитан 2-го ранга             | Крейсер «Адмирал Нахимов» |               | | |
|      | Леонтьев Евгений Александрович             | Лейтенант                      | Броненосец «Князь Суворов» Морской офицер |               | После боя 14.05.1905 в Корейском проливе. | |
|      | Кржижановский Николай Людвигович           | Лейтенант                      | Броненосец «Князь Суворов» Морской офицер |               | После боя 14.05.1905 в Цусимском проливе. | |
|      | Стоценко Алексей Васильевич                | Лейтенант                      | Броненосец «Князь Суворов» Морской офицер |               | | |
|      | Демчинский Владимир Николаевич             | Мичман                         | Морской офицер |               | После боя 14.05.1905 в Корейском проливе. Ранен в обе руки и дважды контужен в голову.                                                                        | |
|      | Максимов                                   | Юнкер флота (?)                | Морской офицер. Квантунский флотский экипаж (?)                                                                                                   |               | | |
|      | Добровольский Виктор Эрастович             | Титулярный советник            | Флагманский обер-аудитор Походного штаба командующего 2-й Тихоокеанской эскадрой                                                                  |               | После боя 14.05.1905 в Корейском проливе. | |

### «Монголія» (15 ноября 1905 года)
Прибыли: 26 сухопутных офицеров, в том числе 5 артурских. 5 морских офицера, в том числе 3 артурских. 195 сухопутных нижних чинов, в том числе 22 артурца и 8 матросов. Все, кроме одного психозного офицера, отправляемого в госпиталь, отправляются сегодня санитарным поездом в Харбин.— генерал-майор Флейшер
Именной список военнопленных офицеров, прибывших во Владивосток на госпитальном судне «Магнолія» 15 ноября 1905 года:
| Фото | ФИО                                        | Чин, командовал                                                                | Наименование части, род войск                                                                 | Дата пленения               | Обстоятельства пленения                                                                                 | Дальнейшая судьба, комментарии |
| ---- | ------------------------------------------ | ------------------------------------------------------------------------------ | --------------------------------------------------------------------------------------------- | --------------------------- | --- | --- |
|      | Москвин Иван Александрович                 | Капитан                                                                        | 5-й Восточно-Сибирский стрелковый полк                                                        |                             | | |
|      | Москвин Аполлон                            | Зауряд-прапорщик                                                               | 5-й Восточно-Сибирский стрелковый полк                                                        |                             | | |
|      | Ратайский Андрей Иосифович                 | Штабс-капитан                                                                  | 13-й Восточно-Сибирский стрелковый полк                                                       |                             | | |
|      | Чулков Николай Васильевич                  | Капитан                                                                        | 23-й Восточно-Сибирский стрелковый полк                                                       |                             | | |
|      | Мацкунас Вацлав Андреевич                  | Штабс-капитан                                                                  | 25-й Восточно-Сибирский стрелковый полк                                                       |                             | Попал в плен при капитуляции Порт-Артура.                                                               | |
|      | Кононов Харлампий Иванович                 | Поручик                                                                        | 4-й стрелковый полк                                                                           |                             | взят в плен в Мукденском сражении                                                                       | |
|      | Мартыновский Степан Леонидович             | Капитан                                                                        | 19-й стрелковый полк                                                                          |                             | | |
|      | Гордеев Яков Александрович                 | Зауряд-прапорщик                                                               | 36-й Орловский пехотный полк                                                                  |                             | | |
|      | Кацель                                     | Прапорщик                                                                      | 54-й Минский пехотный полк                                                                    |                             | | |
|      | Донич Матвей Степанович                    | Подполковник                                                                   | 55-й Подольский пехотный полк                                                                 |                             | взят в плен в Мукденском сражении                                                                       | |
|      | Филипов Андрей Семёнович                   | Штабс-капитан                                                                  | 58-й Прагский пехотный полк                                                                   |                             | | |
|      | Клингенберг Михаил Михайлович              | Подполковник                                                                   | 145-й Новочеркаский полк                                                                      | До 12-го ноября 1904 г.     | Тяжело ранен                                                                                            | |
|      | Коняев Пётр Ильич                          | Прапорщик                                                                      | 145-й Новочеркаский полк                                                                      |                             | Легко ранен                                                                                             | |
|      | Соболевский Александр Павлович             | Поручик                                                                        | 147-й Самарский пехотный полк                                                                 | До 12 ноября 1904 г.        | Тяжело ранен.                                                                                           | |
|      | Иванов Василий Павлович                    | Поручик                                                                        | 148-й Каспийский пехотный полк                                                                | До 12 ноября 1904 г.        | Тяжело ранен.                                                                                           | |
|      | Щербаков                                   | Зауряд-прапорщик                                                               | 214-й Мокшанский пехотный полк                                                                |                             | | |
|      | Борановский (Барановский) Антон Юрьевич    | Подполковник                                                                   | 241-й пехотный Орский полк                                                                    |                             | взят в плен в Мукденском сражении                                                                       | |
|      | Годовиков (Гадовиков) Виктор Александрович | Прапорщик                                                                      | 241-й пехотный Орский полк                                                                    |                             | взят в плен в Мукденском сражении                                                                       | |
|      | Губачев Михаил Александрович               | Зауряд-прапорщик                                                               | 241-й пехотный Орский полк                                                                    |                             | взят в плен в Мукденском сражении                                                                       | |
|      | Соколов Василий Михайлович                 | Зауряд-прапорщик                                                               | 282-й пехотный Черноярский полк                                                               |                             | взят в плен в Мукденском сражении (тяжело ранен)                                                        | |
|      | Юнг Генрих Иоганес                         | Зауряд-прапорщик                                                               | 306-й пехотный Златоустовский резервный батальон                                              |                             | взят в плен в Мукденском сражении                                                                       | |
|      | Дмоховский Александр Николаевич            | Поручик (сотник)                                                               | 3-й Нерчинский казачий полк (Третьеочередная часть. Сборный и распускной пункт — г. Нерчинск) |                             | | |
|      | Ашмарин (Ошмарин) Николай Павлович         | Прапорщик                                                                      | 8-й Томский                                                                                   |                             | взят в плен в Мукденском сражении                                                                       | |
|      | Пимонов Пётр Н.                            | Штабс-капитан                                                                  | 4-я мортирная летучая парковая артиллерийская бригада                                         | 16—18.02.1905               | Ранен и пленён.                                                                                         | |
|      | Стреляев                                   | Сотник                                                                         | 1-й Читинский казачий полк                                                                    |                             | | |
|      | Лутонин Сергей Иванович                    | Капитан 2-го ранга (ст. офицер 13.01.1903 — 19.01.1904, факт. по декабрь 1904) | Броненосец «Полтава»                                                                          |                             | | Родился 17.09.1864, капитан 2 ранга за отличие (01.01.1904). В начале 1906 г. ушёл в полугодовой отпуск. Капитан 1 ранга за отставкой по болезни (10.03.1908). На начало 1909 г. — русский морской агент в Лондоне. Капитан 2 ранга (11.07.1916, со старшин 01.07.1916). Повелено считать определённым на службу капитаном 1 ранга (23.08.1916). Начальник Кольской базы (1916 — 28.04.1917). Уволен в отставку по здоровью (02.05.1917). Во время Гражданской войны — на Белом Черноморском флоте. Уволен от службы (08.06.1920). |
|      | Нордман Николай Николаевич                 | Лейтенант                                                                      | Морской офицер, ревизор «Адмирал Нахимов» (1904—15.05.1905)                                   | 1 августа (14 августа) 1904 | Взят в плен в бою в Корейском проливе.                                                                  | Родился 30.08.1881, мичман (06.05.1901), лейтенант (17.04.1905). На 1906 г. лейтенант 3-го флот. экипажа. В запасе с 30.07.1906. На 1913 г. представитель Министерства торговли и промышленности в Междуведомственном радиотелеграфическом комитете. Надворный советник за отлично-ревностную службу и особые труды, вызванные обстоятельством войны (30.07.1915). Начальник типографии Морского министерства (16.06.1914—1917). Ст. лейтенант (на 17.03.1917). В 1917 г. по рекомендации Струве назначен директором Экономического департамента МИД России при Временном правительстве. По делам службы выехал в заграничную командировку, из которой из-за революции так и не вернулся. Проживал в Англии. После Второй Мировой войны — во Франции. Сотрудник «Русской мысли», «Возрождения». Умер 24.07.1956 г. в Париже. Похоронен на кладбище Исси-ле-Мулино. |
|      | Василисин Николай Петрович                 | Лейтенант (ревизор 1903—1904)                                                  | Броненосец «Севастополь»                                                                      |                             | Попал в плен при капитуляции Порт-Артура.                                                               | Родился 30.08.1874, лейтенант (06.12.1898). |
|      | Бартенев Алексей Александрович             | Мичман (вахтенный офицер до 14.02.1905.)                                       | Броненосец «Наварин»                                                                          | 1 августа (14 августа) 1904 | После гибели броненосца «Ослябя» в бою в Корейском проливе поднят из воды миноносцем «Буйный». Ранение. | Родился 27.02.1885, мичман (28.01.1904). Лейтенант за отличие в делах против неприятеля (09.01.1906, старшинство в чине с 25.11.1905). Получил небольшое наследство после смерти бабушки и перешёл в Гвардейский экипаж, чтобы пожить в Петербурге. В Петербурге быстро растратил деньги, запутался в долгах и застрелился 08.03.1907 г. Исключён из списков 12.03.1907 г. Погребён на кладбище Новодевичьего монастыря в С.-Петербурге. |
|      | Измайлов Михаил Владимирович               | Мичман (вахтенный начальник, и. д. ревизора, 1903 — на июль 1904)              | Броненосец «Победа»                                                                           |                             | | Родился 09.11.1881, мичман (06.05.1901), лейтенант (06.12.1905). Уволен от службы 24.07.1906 г. Умер в декабре 1908 г. Похоронен в Санкт-Петербурге на Смоленском православном кладбище. |

### «Бианка» (17 ноября 1905 года)
17 ноября 1905 года, после заката солнца, пароход «Біанка» прибыл во Владивосток.— генерал Хрещатицкий

### «Владимир» (19 ноября 1905 года)
19 ноября 1905 года прибыл пароход «Владимир» во Владивосток. Прибыли: генералы Никитин, Ирман, Семёнов, 10 сухопутных обер-офицеров, 38 зауряд прапорщиков, 1 прапорщик, 1 оружейный мастер, 2 зауряд военных чиновника, 1447 сухопутных нижних чинов, пять матросов. Прибывшие двумя эшелонами отправлены того же числа в Харбин, исключением 8 офицеров, 204 нижних чинов оставленных временно в крепости.— генерал-майор Флейшер
Именной список военнопленных офицеров, прибывших во Владивосток на судне «Владимир» 19 ноября 1905 года:
| Фото | ФИО                             | Чин, командовал                      | Наименование части, род войск                            | Дата пленения | Обстоятельства пленения                   | Дальнейшая судьба, комментарии |
| ---- | ------------------------------- | ------------------------------------ | -------------------------------------------------------- | ------------- | ----------------------------------------- | ------------------------------ |
|      | Никитин Владимир Николаевич     | Генерал-лейтенант, начальник (бывш.) | 3-й Сибирский армейский корпус                           |               | Попал в плен при капитуляции Порт-Артура. |                                |
|      | Ирман Владимир Александрович    | Генерал-майор, начальник             | 4-я Восточно-Сибирская стрелковая артиллерийская бригада |               | Попал в плен при капитуляции Порт-Артура. |                                |
|      | Семёнов Владимир Григорьевич    | Генерал-майор Свиты Его Величества   |                                                          |               | Попал в плен при капитуляции Порт-Артура. |                                |
|      | Зверев Василий Павлович         | Капитан                              | 1-й Восточно-Сибирский стрелковый полк                   |               |                                           |                                |
|      | Гаупинг Гарри                   | Зауряд-прапорщик                     | 3-й Восточно-Сибирский стрелковый полк                   |               |                                           |                                |
|      | Восколович Матвей               | Зауряд-прапорщик                     | 5-й Восточно-Сибирский стрелковый полк                   |               |                                           |                                |
|      | Погуда Харитон                  | Зауряд-прапорщик                     | 13-й Восточно-Сибирский стрелковый полк                  |               |                                           |                                |
|      | Колупаев Иван                   | Зауряд-прапорщик                     | 13-й Восточно-Сибирский стрелковый полк                  |               |                                           |                                |
|      | Глущенко Митрофан               | Зауряд-прапорщик                     | 13-й Восточно-Сибирский стрелковый полк                  |               |                                           |                                |
|      | Ковалёв Василий                 | Зауряд-прапорщик                     | 13-й Восточно-Сибирский стрелковый полк                  |               |                                           |                                |
|      | Горлов Андрей                   | Зауряд-прапорщик                     | 13-й Восточно-Сибирский стрелковый полк                  |               |                                           |                                |
|      | Чумаков Иван                    | Зауряд-прапорщик                     | 14-й Восточно-Сибирский стрелковый полк                  |               |                                           |                                |
|      | Форнштейн Семён                 | Зауряд-прапорщик                     | 14-й Восточно-Сибирский стрелковый полк                  |               |                                           |                                |
|      | Лошкарёв Никита                 | Зауряд-прапорщик                     | 14-й Восточно-Сибирский стрелковый полк                  |               |                                           |                                |
|      | Новосад Михаил                  | Зауряд-прапорщик                     | 14-й Восточно-Сибирский стрелковый полк                  |               |                                           |                                |
|      | Сергунин Михаил                 | Зауряд-прапорщик                     | 14-й Восточно-Сибирский стрелковый полк                  |               |                                           |                                |
|      | Заленский                       | Зауряд военный чиновник              |                                                          |               |                                           |                                |
|      | Коваленко Семён                 | Зауряд-прапорщик                     | 15-й Восточно-Сибирский стрелковый полк                  |               |                                           |                                |
|      | Пенкин Алексей                  | Зауряд-прапорщик                     | 15-й Восточно-Сибирский стрелковый полк                  |               |                                           |                                |
|      | Перов Иван                      | Зауряд-прапорщик                     | 16-й Восточно-Сибирский стрелковый полк                  |               |                                           |                                |
|      | Цабут Моисей                    | Зауряд-прапорщик                     | 16-й Восточно-Сибирский стрелковый полк                  |               |                                           |                                |
|      | Крючков Артемий                 | Зауряд-прапорщик                     | 16-й Восточно-Сибирский стрелковый полк                  |               |                                           |                                |
|      | Грен Георгий Георгиевич         | Поручик                              | 19-й Восточно-Сибирский стрелковый полк                  |               | Попал в плен при Мукдене.                 |                                |
|      | Данильченко Николай Васильевич  | Подпоручик                           | 19-й Восточно-Сибирский стрелковый полк                  |               | Попал в плен при Мукдене.                 |                                |
|      | Рихтер                          | Подпоручик                           | 20-й Восточно-Сибирский стрелковый полк                  |               |                                           |                                |
|      | Клявин Пётр                     | Зауряд-прапорщик                     | 25-й Восточно-Сибирский стрелковый полк                  |               |                                           |                                |
|      | Лазарев Прохор                  | Зауряд-прапорщик                     | 25-й Восточно-Сибирский стрелковый полк                  |               |                                           |                                |
|      | Подагров                        | Зауряд-прапорщик                     | 25-й Восточно-Сибирский стрелковый полк                  |               |                                           |                                |
|      | Сидоров Владимир                | Подпоручик                           | 25-й Восточно-Сибирский стрелковый полк                  |               |                                           |                                |
|      | Миропольский Михаил Евлампиевич | Подпоручик                           | 26-й Восточно-Сибирский стрелковый полк                  |               | Попал в плен при капитуляции Порт-Артура. |                                |
|      | Селезнёв                        | Зауряд-прапорщик                     | 26-й Восточно-Сибирский стрелковый полк                  |               |                                           |                                |
|      | Кузнецов                        | Зауряд-прапорщик                     | 26-й Восточно-Сибирский стрелковый полк                  |               |                                           |                                |
|      | Радецкий                        | Зауряд-прапорщик                     | 27-й Восточно-Сибирский стрелковый полк                  |               |                                           |                                |
|      | Безносов                        | Зауряд-прапорщик                     | 28-й Восточно-Сибирский стрелковый полк                  |               |                                           |                                |
|      | Токман Никита                   | Зауряд-прапорщик                     | 28-й Восточно-Сибирский стрелковый полк                  |               |                                           |                                |
|      | Сарбаев Иван                    | Зауряд-прапорщик                     | 28-й Восточно-Сибирский стрелковый полк                  |               |                                           |                                |
|      | Томишевич                       | Поручик                              | 36-й Орловский пехотный полк                             |               |                                           |                                |
|      | Колосов Михаил Петрович         | Штабс-ротмистр                       | 52-й Нежинский драгунский полк                           |               |                                           |                                |
|      | Халпурин                        | Зауряд-прапорщик                     | 3-й Восточно-Сибирский запасной батальон                 |               |                                           |                                |
|      | Уролов                          | Зауряд-прапорщик                     | 3-й Восточно-Сибирский запасной батальон                 |               |                                           |                                |
|      | Закржевский                     | Зауряд-прапорщик                     | 3-й Восточно-Сибирский запасной батальон                 |               |                                           |                                |
|      | Намолоцкий                      | Зауряд-прапорщик                     | 4-й Восточно-Сибирский запасной батальон                 |               |                                           |                                |
|      | Моисеев                         | Зауряд-прапорщик                     | 4-й Восточно-Сибирский запасной батальон                 |               |                                           |                                |
|      | Попельницкий                    | Зауряд-прапорщик                     | 7-й Восточно-Сибирский запасной батальон                 |               |                                           |                                |
|      | Мельников Илья                  | Зауряд-прапорщик                     | 7-й Восточно-Сибирский запасной батальон                 |               |                                           |                                |
|      | Кастодицкий                     | Зауряд-прапорщик                     | 7-й Восточно-Сибирский запасной батальон                 |               |                                           |                                |
|      | Гудкаев                         | Зауряд-прапорщик                     | 7-й Восточно-Сибирский запасной батальон                 |               |                                           |                                |
|      | Резвяков                        | Зауряд военный чиновник              |                                                          |               |                                           |                                |
|      | Моргунов Алексей                | Зауряд-прапорщик                     | Пограничная стража                                       |               |                                           |                                |
|      | Адинцев                         | Зауряд-прапорщик                     | Пограничная стража                                       |               |                                           |                                |
|      | Гошицкий                        | Штабс-капитан                        | Управление артиллерии Третьего Сибирского корпуса        |               |                                           |                                |
|      | Правиков                        | Штабс-капитан                        | Управление артиллерии Третьего Сибирского корпуса        |               |                                           |                                |
|      | Баум Александр Робертович       | Капитан                              | 4-я Восточно-Сибирская стрелковая артиллерийская бригада |               |                                           |                                |
|      |                                 |                                      | Морской офицер                                           |               |                                           |                                |
|      |                                 |                                      | Морской офицер                                           |               |                                           |                                |
|      |                                 |                                      | Морской офицер                                           |               |                                           |                                |
|      |                                 |                                      | Морской офицер                                           |               |                                           |                                |
|      |                                 |                                      | Морской офицер                                           |               |                                           |                                |

### «Тамбов» (20 ноября 1905 года)
20 ноября 1905 года прибыл пароход «Тамбов» во Владивосток. Прибыли: генералы Смирнов, Белый, Мехмандаров, 1 штаб-офицер, 6 сухопутных и 1 морской обер-офицер, 16 прапорщиков, один капельмейстер, 2188 нижних чинов. Из числа прибывших двумя эшелонами отправлены в Харбин того же числа 15 офицеров и 1641 нижних чинов.— генерал-майор Флейшер
Именной список военнопленных офицеров, прибывших во Владивосток на судне «Тамбов» 20 ноября 1905 года:
| Фото | ФИО                                                           | Чин, командовал          | Наименование части, род войск                            | Дата пленения        | Обстоятельства пленения                   | Дальнейшая судьба, комментарии |
| ---- | ------------------------------------------------------------- | ------------------------ | -------------------------------------------------------- | -------------------- | ----------------------------------------- | ------------------------------ |
|      | Смирнов Константин Николаевич                                 | Генерал-лейтенант        | Бывший комендант крепости Порт-Артур                     |                      | Попал в плен при капитуляции Порт-Артура. |                                |
|      | Белый Василий Фёдорович                                       | Генерал-майор, начальник | Квантунская крепостная артиллерия                        |                      | Попал в плен при капитуляции Порт-Артура. |                                |
|      | Мехмандаров Самедбек Садыхбек оглы                            | Генерал-майор            |                                                          |                      | Попал в плен при капитуляции Порт-Артура. |                                |
|      | Гаммер Николай Данилович                                      | Поручик                  | Штаб Артурской крепости                                  |                      | Попал в плен при капитуляции Порт-Артура. |                                |
|      | Ромашев Илья                                                  | Зауряд-прапорщик         | 5-й Восточно-Сибирский стрелковый полк                   |                      |                                           |                                |
|      | Лавров Дмитрий                                                | Зауряд-прапорщик         | 5-й Восточно-Сибирский стрелковый полк                   |                      | Попал в плен при капитуляции Порт-Артура. |                                |
|      | Бугаев Фёдор                                                  | Зауряд-прапорщик         | 5-й Восточно-Сибирский стрелковый полк                   |                      | Попал в плен при капитуляции Порт-Артура. |                                |
|      | Санников Иван                                                 | Зауряд-прапорщик         | 5-й Восточно-Сибирский стрелковый полк                   |                      | Попал в плен при капитуляции Порт-Артура. |                                |
|      | Ващенко Василий                                               | Зауряд-прапорщик         | 5-й Восточно-Сибирский стрелковый полк                   |                      | Попал в плен при капитуляции Порт-Артура. |                                |
|      | Абрамов Иван                                                  | Зауряд-прапорщик         | 5-й Восточно-Сибирский стрелковый полк                   |                      | Попал в плен при капитуляции Порт-Артура. |                                |
|      | Ломакин Алексей                                               | Зауряд-прапорщик         | 5-й Восточно-Сибирский стрелковый полк                   |                      | Попал в плен при капитуляции Порт-Артура. |                                |
|      | Ерёмин Дмитрий                                                | Зауряд-прапорщик         | 5-й Восточно-Сибирский стрелковый полк                   |                      | Попал в плен при капитуляции Порт-Артура. |                                |
|      | (ещё) Ерёмин Ефим                                             | Зауряд-прапорщик         | 5-й Восточно-Сибирский стрелковый полк                   |                      | Попал в плен при капитуляции Порт-Артура. |                                |
|      | Тарасов Иван                                                  | Зауряд-прапорщик         | 5-й Восточно-Сибирский стрелковый полк                   |                      | Попал в плен при капитуляции Порт-Артура. |                                |
|      | Платонов Георгий                                              | Зауряд-прапорщик         | 5-й Восточно-Сибирский стрелковый полк                   |                      | Попал в плен при капитуляции Порт-Артура. |                                |
|      | Михрюков Александр                                            | Зауряд-прапорщик         | 13-й Восточно-Сибирский стрелковый полк                  |                      | Попал в плен при капитуляции Порт-Артура. |                                |
|      | Бойчук Игнатий                                                | Зауряд-прапорщик         | 13-й Восточно-Сибирский стрелковый полк                  |                      |                                           |                                |
|      | Грибовский Иван                                               | Зауряд-прапорщик         | 13-й Восточно-Сибирский стрелковый полк                  |                      |                                           |                                |
|      | Вриони Павел Гаврилович                                       | Поручик                  | 16-й Восточно-Сибирский стрелковый полк                  |                      |                                           |                                |
|      | Змейцын (Сергей Павлович ?)                                   | Подполковник             | 25-й Восточно-Сибирский стрелковый полк                  |                      |                                           |                                |
|      | Завитаев Константин Александрович                             | Поручик                  | 25-й Восточно-Сибирский стрелковый полк                  |                      |                                           |                                |
|      | Шарый Константин Ильич                                        | Подпоручик               | 25-й Восточно-Сибирский стрелковый полк                  |                      |                                           |                                |
|      | Самойленко Иван                                               | Зауряд-прапорщик         | 25-й Восточно-Сибирский стрелковый полк                  |                      | Попал в плен при капитуляции Порт-Артура. |                                |
|      | Аров Роман                                                    | Зауряд-прапорщик         | 25-й Восточно-Сибирский стрелковый полк                  |                      | Попал в плен при капитуляции Порт-Артура. |                                |
|      | Беданов                                                       | Штабс-капитан            | 27-й Восточно-Сибирский стрелковый полк                  |                      |                                           |                                |
|      | Гобято Леонид Николаевич                                      | Подполковник             | 4-я Восточно-Сибирская стрелковая артиллерийская бригада |                      |                                           |                                |
|      | Гюнтер Владимир Александрович                                 | Капитан                  | 4-я Восточно-Сибирская стрелковая артиллерийская бригада |                      |                                           |                                |
|      | Неженцев Николай                                              | Капитан                  | 4-я Восточно-Сибирская стрелковая артиллерийская бригада |                      |                                           |                                |
|      | Ясенский Рудольф Викторович                                   | Капитан                  | 4-я Восточно-Сибирская стрелковая артиллерийская бригада |                      |                                           |                                |
|      | Бибиков                                                       | Штабс-капитан            | 4-я Восточно-Сибирская стрелковая артиллерийская бригада |                      |                                           |                                |
|      | Дешин Всеволод Васильевич                                     | Штабс-капитан            | 4-я Восточно-Сибирская стрелковая артиллерийская бригада |                      |                                           |                                |
|      | Карамышев Владимир Дмитриевич                                 | Штабс-капитан            | 4-я Восточно-Сибирская стрелковая артиллерийская бригада |                      |                                           |                                |
|      | Сыромятников Ипполит Семёнович                                | Поручик                  | 4-я Восточно-Сибирская стрелковая артиллерийская бригада |                      |                                           |                                |
|      | Соколов                                                       | Поручик                  | 4-я Восточно-Сибирская стрелковая артиллерийская бригада |                      |                                           |                                |
|      | Токмат                                                        | Поручик                  | 4-я Восточно-Сибирская стрелковая артиллерийская бригада |                      |                                           |                                |
|      | Глебович-Полонский Иван Брунович                              | Поручик                  | 4-я Восточно-Сибирская стрелковая артиллерийская бригада |                      |                                           |                                |
|      | Якубович                                                      | Поручик                  | 4-я Восточно-Сибирская стрелковая артиллерийская бригада |                      |                                           |                                |
|      | Бергер                                                        | Капитан                  | 4-й стрелковый артиллерийский дивизион                   |                      |                                           |                                |
|      | Сырцов Александр Александрович                                | Штабс-капитан            | 4-й стрелковый артиллерийский дивизион                   |                      |                                           |                                |
|      | Грибовский Роман Ильич                                        | Поручик                  | 4-й стрелковый артиллерийский дивизион                   |                      | Попал в плен при капитуляции Порт-Артура. |                                |
|      | Белый Леонид Васильевич                                       | Поручик                  | 4-й стрелковый артиллерийский дивизион                   |                      | Попал в плен при капитуляции Порт-Артура. |                                |
|      | Кашталинский Юрий Николаевич                                  | Подпоручик               | 4-й стрелковый артиллерийский дивизион                   |                      |                                           |                                |
|      | Фицковский Эдмунд-Карл Фомич (?) (Фіцковский) (Эдуард Фомич?) | Поручик                  | 7-й Восточно-Сибирский запасной батальон                 |                      |                                           |                                |
|      | Вознесенский Иван Федорович                                   | Поручик                  | Квантунская крепостная артиллерия                        |                      |                                           |                                |
|      | Выржиковский Осип (Iосифъ) Лукич                              | Капитан                  | 147-й Самарский пехотный полк                            | До 12 ноября 1904 г. | Легко ранен.                              |                                |
|      | Макалинский Алексей Александрович                             | Лейтенант                | 147-й Самарский пехотный полк (?)                        |                      | Попал в плен при капитуляции Порт-Артура. |                                |
|      | Клейсмер                                                      | Капельмейстер            |                                                          |                      |                                           |                                |

### «Воронеж» (21 ноября 1905 года)
21 ноября 1905 года прибыл пароход «Воронеж». Прибыли: генерал-Лейтенант Ляпунов, 4 штаб-офицера, 48 обер-офицеров, 1 прапорщик, три зауряд прапорщика и 2498 нижних чинов — все сухопутные. Отправлено того же числа 12 офицеров, 1688 нижних чинов. 923 остались временно в крепости Владивосток состава эшелона «Тамбов» для их отправки 22 ноября.— генерал-майор Флейшер
Именной список военнопленных офицеров, прибывших во Владивосток на судне «Воронеж» 21 ноября 1905 года (746 нижних чинов 5-го Восточно-Сибирского):
| Фото | ФИО                                                 | Чин, командовал                    | Наименование части, род войск                     | Дата пленения     | Обстоятельства пленения                                                    | Дальнейшая судьба, комментарии |
| ---- | --------------------------------------------------- | ---------------------------------- | ------------------------------------------------- | ----------------- | -------------------------------------------------------------------------- | ------------------------------ |
|      | Ляпунов Михаил Николаевич                           | Генерал-лейтенант, Начальник       | Войска Северного Сахалина                         | 31 июля 1905 года | Японское вторжение на Сахалин                                              |                                |
|      | Пулевич Вениамин Михайлович                         | Капитан                            | Состоящий при нём генерального штаба              |                   | Японское вторжение на Сахалин                                              |                                |
|      | Февролев                                            | Капитан                            |                                                   |                   |                                                                            |                                |
|      | Парамонов Пётр                                      | Штабс-капитан                      | Помощник старшего адъютанта при генерале Ляпунове |                   | Японское вторжение на Сахалин                                              |                                |
|      | Соколов                                             | Подпоручик (запаса)                | Прикомандирован управлением генерального штаба    |                   |                                                                            |                                |
|      | Кныш                                                | Подпоручик                         |                                                   |                   |                                                                            |                                |
|      | Тарасенко Георгий Петрович                          | Полковник                          | Александровский резервный батальон                |                   |                                                                            |                                |
|      | Прокофьев Иван Фёдорович                            | Штабс-капитан                      | 1-й Восточно-Сибирский стрелковый полк            |                   |                                                                            |                                |
|      | Усиков                                              | Поручик                            | 1-й Восточно-Сибирский стрелковый полк            |                   |                                                                            |                                |
|      | Харлампович                                         | Поручик                            | 4-й стрелковый полк                               |                   |                                                                            |                                |
|      | Романовский Сергей Петрович                         | Полковник, командир                | 5-й стрелковый полк                               |                   | Мукденское сражение                                                        |                                |
|      | Кременецкий Владимир Александрович                  | Подполковник                       | 5-й стрелковый полк                               |                   |                                                                            |                                |
|      | Меньщиков Александр Ипполитович                     | Капитан                            | 5-й стрелковый полк                               |                   |                                                                            |                                |
|      | Шаравский Андрей (?) Филиппович                     | Унтер-офицер                       | 5-й стрелковый полк                               |                   |                                                                            |                                |
|      | Дёмин Андрей Виссарионович                          | Унтер-офицер                       | 5-й стрелковый полк                               |                   |                                                                            |                                |
|      | Мартынов Тарас Захариевич                           | Унтер-офицер                       | 5-й стрелковый полк                               |                   |                                                                            |                                |
|      | Гурский Пётр Васильевич                             | Штабс-капитан                      | 5-й стрелковый полк                               |                   |                                                                            |                                |
|      | Унрук Владимир Фёдорович                            | Поручик                            | 5-й стрелковый полк                               |                   |                                                                            |                                |
|      | Никитчук Яков Никифорович                           | Поручик                            | 5-й стрелковый полк                               |                   |                                                                            |                                |
|      | Фиалковский Павел Иванович                          | Подпоручик                         | 5-й стрелковый полк                               |                   |                                                                            |                                |
|      | Багоцкий Флор Степанович                            | Капитан                            | 10-й стрелковый полк                              |                   | взят в плен в Мукденском сражении                                          |                                |
|      | Белоцерковец Николай Николаевич                     | Капитан                            | 10-й стрелковый полк                              |                   | взят в плен в Мукденском сражении                                          |                                |
|      | Пиотровский Константин Викентьевич                  | Капитан                            | 10-й стрелковый полк                              |                   | взят в плен в Мукденском сражении                                          |                                |
|      | Лещинский Александр Максимович                      | Поручик                            | 10-й стрелковый полк                              |                   | взят в плен в Мукденском сражении                                          |                                |
|      | Гореев (Гареев) Иван Семёнович                      | Подпоручик                         | 10-й стрелковый полк?                             |                   | взят в плен в Мукденском сражении                                          |                                |
|      | Гурский Георгий Васильевич                          | Подпоручик                         | 10-й стрелковый полк                              |                   | взят в плен в Мукденском сражении                                          |                                |
|      | Дудник (Дудин, Дудкин?) Иван Парфёнович             | Подпоручик                         | 10-й стрелковый полк                              |                   | взят в плен в Мукденском сражении                                          |                                |
|      | Шелупенко Герасим                                   | Зауряд-прапорщик                   | Тобольского пехотного                             |                   |                                                                            |                                |
|      | Симонов Порфирий                                    | Зауряд-прапорщик                   | Тобольского пехотного                             |                   |                                                                            |                                |
|      | Конинский Лука                                      | Зауряд-прапорщик                   | Тобольского пехотного                             |                   |                                                                            |                                |
|      | Сысь (Сысъ) Георгий Фёдорович                       | Подпоручик (запаса в мирное время) | 73-й Крымский пехотный полк                       |                   | Место служения — г. Могилёв-Подольский). Взят в плен в Мукденском сражении |                                |
|      | Антонов Тимофей Семёнович                           | Подполковник                       | 121-й Пензенский пехотный полк                    |                   | взят в плен в Мукденском сражении                                          |                                |
|      | Фёдоров Иван Петрович                               | Штабс-капитан                      | 121-й Пензенский пехотный полк                    |                   | взят в плен в Мукденском сражении                                          |                                |
|      | Руднев Александр Викторович                         | Штабс-капитан                      | 121-й Пензенский пехотный полк                    |                   | взят в плен в Мукденском сражении                                          |                                |
|      | Либерман Андроний Владимирович                      | Поручик                            | 121-й Пензенский пехотный полк                    |                   | взят в плен в Мукденском сражении                                          |                                |
|      | Кондратюк                                           | Поручик                            | 121-й Пензенский пехотный полк                    |                   | взят в плен в Мукденском сражении                                          |                                |
|      | Гудима Яков                                         | Прапорщик                          | 121-й Пензенский пехотный полк                    |                   | взят в плен в Мукденском сражении                                          |                                |
|      | Петров Александр Максимович                         | Подпоручик (запаса)                | 137-й Нежинский пехотный полк                     |                   | взят в плен в Мукденском сражении                                          |                                |
|      | Пржездзецкий Александр-Мариам Вацлавович-Васильевич | Капитан                            | 138-й Болховский пехотный полк                    |                   |                                                                            |                                |
|      | Ушков                                               | Штабс-капитан                      | 138-й Болховский пехотный полк                    |                   |                                                                            |                                |
|      | Скворцов Пётр Павлович                              | Штабс-капитан                      | 138-й Болховский пехотный полк                    |                   |                                                                            |                                |
|      | Аваев Александр Михайлович                          | Подпоручик (запаса)                | 138-й Болховский пехотный полк                    |                   |                                                                            |                                |
|      | Викин Григорий Иванович                             | Подпоручик (запаса)                | 138-й Болховский пехотный полк                    |                   | взят в плен в Мукденском сражении                                          |                                |
|      | Черешнев                                            | Капитан                            | 141-й Можайский пехотный полк                     |                   |                                                                            |                                |
|      | Чернышёв                                            | Подпоручик (запаса)                | 141-й Можайский пехотный полк                     |                   |                                                                            |                                |
|      | Перлицр                                             | Подпоручик (запаса)                | 195-й Дубнецкий                                   |                   |                                                                            |                                |
|      | Громов                                              | Подпоручик (запаса)                | 10-й Гренадёрский малороссийский                  |                   |                                                                            |                                |
|      | Гильденгаген Николай Константинович                 | Подпоручик (Прапорщик ?) (запаса)  | 1-й Сибирский артиллерийский парк                 |                   |                                                                            |                                |
|      | Грузинский (Груфинский) Сергей                      | Капитан, корпусный интендант       | 1-й Сибирский корпус                              |                   |                                                                            |                                |
|      | Венглинский Михаил Максимилианович                  | Капитан                            | 241-й пехотный Орский полк                        |                   | взят в плен в Мукденском сражении                                          |                                |
|      | Дювернуа Александр Павлович                         | Штабс-капитан                      | 241-й пехотный Орский полк                        |                   | взят в плен в Мукденском сражении                                          |                                |
|      | Магин (Мачин) Иван Егорович                         | Поручик                            | 241-й пехотный Орский полк                        |                   | взят в плен в Мукденском сражении                                          |                                |
|      | Пономарёв Иван Александрович                        | Поручик                            | 241-й пехотный Орский полк                        |                   | взят в плен в Мукденском сражении                                          |                                |
|      | Кадомцев Виктор Евменьевич                          | Поручик                            | 241-й пехотный Орский полк                        |                   | взят в плен в Мукденском сражении                                          |                                |

### «Монголия» (26 ноября 1905 года)
26 ноября 1905 года прибыла «Монголия». Прибыли: генерал-майор Ганенфельд, 27 сухопутных и 2 морских офицеров, 206 сухопутных нижних чинов, 6 матросов и 25 человек казённой прислуги. 27 ноября 1905 года, по прибытии санитарного поезда прибывшие будут отправлены в Харбин.— генерал-майор Флейшер
Именной список военнопленных офицеров, прибывших во Владивосток на судне «Магнолія» 26 ноября 1905 года:
| Фото | ФИО                               | Чин, командовал                                         | Наименование части, род войск            | Дата пленения                           | Обстоятельства пленения | Дальнейшая судьба, комментарии |
| ---- | --------------------------------- | ------------------------------------------------------- | ---------------------------------------- | --------------------------------------- | --- | --- |
|      | Ганенфельдт Александр Павлович    | Генерал-майор                                           |                                          |                                         | взят в плен в Мукденском сражении | |
|      | Трухин Михаил                     | Поручик                                                 | 14-й Восточно-Сибирский стрелковый полк  |                                         | | |
|      | Гаврилов                          | Подпоручик                                              | 14-й Восточно-Сибирский стрелковый полк  |                                         | | |
|      | Батюшин Ерофей                    | Коллежский регистратор                                  | 26-й Восточно-Сибирский стрелковый полк  |                                         | | |
|      | Дробот Константин                 | Зауряд-прапорщик                                        | 27-й Восточно-Сибирский стрелковый полк  |                                         | | |
|      | Поляков Федор Алексеевич          | Штабс-капитан                                           | 6-й стрелковый полк                      |                                         | | |
|      | Дьяченко Евгений Николаевич       | Подпоручик                                              | 10-й Стрелковый российский пехотный полк |                                         | взят в плен в Мукденском сражении | |
|      | Хомутов                           | Подпоручик                                              | 12-й Великолуцкий пехотный полк          |                                         | | |
|      | Инглез Владимир Васильевич        | Поручик                                                 | 35-й Брянский пехотный полк              | 07.1904                                 | Тяжело ранен в деле на перевале Сяоканлин.                                                                                               | |
|      | Левченко Дмитрий Васильевич       | Штабс-капитан                                           | 36-й Орловский пехотный полк             |                                         | | |
|      | Булатович Александр Иванович      | Штабс-капитан                                           | 55-й Подольский пехотный полк            |                                         | | |
|      | Чёрный Пётр Андреевич             | Зауряд-прапорщик                                        | 55-й Подольский пехотный полк            |                                         | | |
|      | Малиновский Владимир Федорович    | Поручик                                                 | 58-й Прагский пехотный полк              |                                         | | |
|      | князь Гедройц Михаил Михайлович   | Полковник, Командир                                     | 100-й Островский пехотный полк           |                                         | взят в плен в Мукденском сражении | |
|      | Лянсколанский (Яков Петрович ?)   | Зауряд-прапорщик                                        | 138-й Болховский пехотный полк           |                                         | | |
|      | Верхоустинский Николай Алексеевич | Подпоручик                                              | 162-й Ахалцихский пехотный полк          |                                         | взят в плен в Мукденском сражении | |
|      | Львов Лев Иванович                | Капитан                                                 | 215-й Бузулукский пехотный полк          | До 12 октября 1904 г.                   | Легко ранен. | |
|      | Колосовский Иван Васильевич       | Поручик                                                 | 215-й Бузулукский пехотный полк          |                                         | взят в плен в Мукденском сражении | |
|      | Замятнин Леонид Сергеевич         | Корнет                                                  | 52-й Нежинский драгунский полк           |                                         | | |
|      | Урсуленко Евстафий Данилович      | Зауряд-прапорщик                                        | 3-й Восточно-Сибирский запасной батальон | 24 декабря 1904 г.                      | Ввиду капитуляции войск крепости Порт-Артура отправлен в плен в Японию в г. Мацуяма.                                                     | 28.10.1904 г. приказом по 7-й Восточно-Сибирской дивизии за № 398 переименован в зауряд-прапорщики. К 26.06.1906 — в 3-м запасном батальоне 7-й Восточно-Сибирской стрелковой дивизии. 16.01.1906 г. Высочайшим приказом произведён в подпоручики с переводом в 27-й Восточно-Сибирский стрелковый полк. 05.11.1915 г. Высочайшим приказом произведён в штабс-капитаны. Скончался в санитарном поезде 16.07.1915 г. Похоронен в Минске на братском кладбище. |
|      | Васильев Борис                    | Поручик                                                 | Квантунская крепостная артиллерия        |                                         | | |
|      | Глинский Георгий                  | Поручик                                                 | Квантунская крепостная артиллерия        |                                         | | |
|      | Соломонов Константин              | Поручик                                                 | Квантунская крепостная артиллерия        |                                         | | |
|      | Тарновский Георгий Васильевич     | Штабс-капитан                                           | 3-я Артиллерийская бригада               | 28-29 сентября 1904, до 25 октября 1904 | Легко ранен в три места. Взят в плен в сражении при реке Шахэ                                                                            | |
|      | Гемменлман                        | Капитан                                                 | Квантунская сапёрная рота                |                                         | | |
|      | Назоров Пётр Петрович             | Хорунжий                                                | 1-й Читинский казачий полк               |                                         | ранен в стычке близ Сюяня 03.06.1904 | |
|      | Мисников Николай Фёдорович        | Лейтенант (вахтенный начальник 24.04.1905 — 15.05.1905) | Крейсер «Адмирал Нахимов»                | 1 августа (14 августа) 1904             | Взят в плен в бою в Корейском проливе.                                                                                                   | Родился 21.11.1879, мичман (1899), лейтенант (28.03.1904). «Адмирал Корнилов» (на начало 1904), броненосец «Полтава» (вахтенный начальник 1904 — на март 1904), Крейсер «Баян» (вахтенный начальник после марта 1904 г.), «Амур» (вахтенный начальник 1904). Командир роты десанта. 13.11.1904 г. 80 матросов лейтенанта Мисникова остановили 3-тысячный отряд генерала Накамуры. 02.12.1904 г. на 10-вёсельном катере с «Бобра» доставил из Порт-Артура в Чифу депеши главнокомандующему генералу Куропаткину и командующему флотом вице-адмиралу Скрыдлову. В декабре 1904 — январе 1905 г. секретно находился в Батавии под видом французского журналиста Масэ для обеспечения безопасности дальнейшего плавания 2-й эскадры Тихого океана сообщениями обо всех передвижениях японских военных судов. Капитан 2 ранга (14.04.1913). Посыл. судно «Великий князь Александр Михайлович» (командир назначен 26.03.1915, принял 03.04.1915 — 18.06.1915), транспорт № 109 («Леванцо») (комендант 16.06.1916 — 28.08.1916), транспорт № 136 («Ризе») (комендант с 28.08.1916), транспорт № 139 ("Король Альберт I) (комендант с 24.01.1917). |
|      | Шевелев Клавдий Валентинович      | Мичман (вахтенный начальник на ноябрь 1904)             | Миноносец «Расторопный»                  | 06 декабря 1904 г.                      | Снят японцами с парохода «Нигерия» в штатском платье, при следовании во Владивосток и отправлен в лагерь для военнопленных под Хамадеру. | Родился 29.10.1881, мичман (06.05.1901), лейтенант (17.04.1905). Крейсер «Баян» (и. о. ст. штурм. офицера 1903—1904). Ранен и оглушён с разрывом и повреждением барабанных перепонок при спасении команды миноносца «Страшный» (31.03.1904). Воевал на сухопутном фронте — адъютант нач. батальона морского десанта (август 1904). Прорвался на миноносце «Расторопный» в Чифу (02.11.1904). Капитан 1 ранга за отличие (10.04.1916). Нач. 3-го и 13-го дивизионов миноносцев Балтийского моря (03.10.1916—12.01.1918). Уволен в отставку (12.01.1918). Во время Гражданской войны на стороне белых на флотилии Северного Ледовитого океана (09.08.1918—20.09.1918). Вначале офицером для поручений при Штабе флотилии, затем нач. отдела тральщиков и всех формир. мор. команд на берегу флотилии (с 28.08.1918). Затем в Сибири в войсках Восточного фронта. Состоял пом. морского министра в правительстве адмирала Колчака. Контр-адмирал (03.11.1919, назначен Колчаком). В 1920 г. выехал в Крым. С августа 1920 г. морской агент (атташе) Русской армии генерала Врангеля в Белграде. В эмиграции проживал сначала в Югославии (с 1937 г. работал в страх. обществе в Загребе) и Германии (Мюнхен) — работал переводчиком в UNRRA (с 1945). 30.12.1949 г. выехал в США. Работал корректором в эмигрантской газете «Русская жизнь» и преподавателем русского языка в берлицевской школе в Сан-Франциско. Остаток жизни провёл в Доме Св. Владимира для престарелых. Умер 28.05.1971 г. в Сан-Франциско и похоронен на Сербском кладбище близ города Колмо (штат Калифорния). |

### «Ярославль» (30 ноября 1905 года)
30 ноября 1905 года прибыл «Ярославль» во Владивосток. Прибыли: 11 сухопутных офицеров, 2068 сухопутных нижних чинов. Из числа прибывших 1100 отправлены в Харбин, квантунской крепостной артиллерии 50 человек, … квантунских сапёрных частей и 592 разных частей, последние будут отправлены в Харбин [при] первой возможности.— генерал-майор Флейшер
Именной список военнопленных офицеров, прибывших во Владивосток на судне «Ярославль» 30 ноября 1905 года (Квантунской крепостной артиллерии прибыло 416 нижних чинов):
| Фото | ФИО                                     | Чин, командовал | Наименование части, род войск                            | Дата пленения | Обстоятельства пленения | Дальнейшая судьба, комментарии |
| ---- | --------------------------------------- | --------------- | -------------------------------------------------------- | ------------- | --- | ------------------------------ |
|      | Дидрихсон Фёдор Иванович                | Штабс-капитан   | Квантунская крепостная артиллерия                        |               | |                                |
|      | Шадтин (? Шастин Иван Михайлович)       | Штабс-капитан   | 5-й Восточно-Сибирский стрелковый полк                   |               | |                                |
|      | Рава Николай Феликсович                 | Штабс-капитан   | 11-й Восточно-Сибирский стрелковый полк                  | 24.05.1904    | Пленён на р. Ялу. Ранен в правые руку, ногу и бок, вне опасности 24/V 1904 г., в Мацуяма. |                                |
|      | Максимов Сергей Сергеевич               | Капитан         | 11-й Восточно-Сибирский стрелковый полк                  | 24.05.1904    | Пленён на р. Ялу. Ранен в левую ногу навылет, вне опасности 24/V 1904 г., в Мацуяма. |                                |
|      | Урядов Константин Васильевич            | Подполковник    | 12-й Восточно-Сибирский стрелковый полк                  | 24.05.1904    | Пленён на р. Ялу. Легко ранен в правую ногу. Здоров на 24/V 1904 г., в Мацуяма. |                                |
|      | Роиевский (Poieвсkiй) Антон Казимирович | Подполковник    | 12-й Восточно-Сибирский стрелковый полк                  |               | Пленён на р. Ялу. Здоров на 24/V 1904 г., в Мацуяма. |                                |
|      | Рогге Иван Ипполитович                  | Подпоручик      | 12-й Восточно-Сибирский стрелковый полк                  | 18.04.1904 г. | Пленён на р. Ялу. Вне опасности 24/V 1904 г., в Мацуяма. Тяжело ранен в обе ноги. В правое бедро — ружейной пулей навылет и в левое бедро — ружейной пулей с переломом и раздроблением нижней части кости бедра. |                                |
|      | Иванов—Мумжиев Пётр Михайлович          | Поручик         | 15-й Восточно-Сибирский стрелковый полк                  |               | |                                |
|      | Попов                                   | Капитан         | 16-й Восточно-Сибирский стрелковый полк                  |               | |                                |
|      | Миславский Борис Филиппович             | Подпоручик      | 25-й Восточно-Сибирский стрелковый полк                  |               | Попал в плен при капитуляции Порт-Артура. |                                |
|      | Романовский Николай Александрович       | Полковник       | 4-я Восточно-Сибирская стрелковая артиллерийская бригада |               | Попал в плен при капитуляции Порт-Артура. |                                |

### «Тамбов» (4 декабря 1905 года)
4 декабря 1905 года прибыл транспорт Таможни [«Тамбов»] во Владивосток. Прибыли: 4 штаб-офицеров сухопутных войск и 1 флотский, 27 обер-офицеров сухопутных войск и 1 флотский, 5 зауряд прапорщиков, 2 оружейных мастера, 1 чиновник, 2192 сухопутных нижних чинов и 20 флотских. Из числа прибывших 27-го Восточно-Сибирского полка — 1043 человек. 26-го полка — 98 человек, Квантунской [крепостной] артиллерии — 231. Квантурских сапёров [161 чел.], минёров, телеграфистов — 206. Пограничных страж — 87. 4-го Заамурского железнодорожного полка — 67. Один эшелон в составе 18 офицеров и 1114 нижних чинов отправлен сегодня же в Харбин, второй пойдёт завтра утром. До сего времени прибыло всего офицеров 430, считая [в] том числе моряков. Нижних чинов сухопутных 18414, моряков 2805.— генерал-майор Флейшер
Именной список военнопленных офицеров, прибывших во Владивосток на судне «Тамбов» 4 декабря 1905 года:
| Фото | ФИО                                   | Чин, командовал                                        | Наименование части, род войск                      | Дата пленения  | Обстоятельства пленения                            | Дальнейшая судьба, комментарии |
| ---- | ------------------------------------- | ------------------------------------------------------ | -------------------------------------------------- | -------------- | -------------------------------------------------- | --- |
|      | Головань Сергей Александрович         | Капитан                                                | Генеральный штаб                                   |                |                                                    | |
|      | Данилов                               | Оружейный мастер                                       | 13-й Восточно-Сибирский полк                       |                |                                                    | |
|      | Вакулин Николай Фёдорович             | Подпоручик                                             | 2-й стрелковый полк                                |                | взят в плен в Мукденском сражении                  | |
|      | Гоняк Михаил Константинович           | Капитан                                                | 10-й Стрелковый российский пехотный полк           |                | взят в плен в Мукденском сражении                  | |
|      | Вашкевич Даниил                       | Зауряд-прапорщик                                       | 20-й стрелковый Российский полк                    |                |                                                    | |
|      | Кушке Артемий Рудольфович             | Подпоручик                                             | 5-й стрелковый Финляндский полк                    |                |                                                    | |
|      | Войно-Оранский Викентий Казимирович   | Подполковник                                           | 1-й Стретенский Сибирский пехотный полк            |                | взят в плен в Мукденском сражении                  | Родился 08.02.1852 г., католик, холост. Получил образование: Полоцкая военная гимназия. 2-е военное Константиновское училище. 1 разряд и офицерская стрелковая школа — «успешно». Начал службу: 10.08.1871 г., подпоручик — 1873 г., поручик — 1876 г., штабс-капитан — 1878 г., капитан — 1886 г. Участвовал в кампаниях: 1877-78 гг. и 1904-05 гг. Награды: Орден Св. Станислава 3-й степени с мечами и бантом 1878 г.; Орден Св. Анны 3-й степени с мечами и бантом 1879 г.; Орден Св. Станислава 2-й степени 1893 г.; Орден Св. Анны 2-й степени 1895 г.; Орден Св. Владимира 4-й степени 1900 г. На 1 января 1909 г. — 50-й пехотный Белостокский полк, подполковник. |
|      | Носов                                 | Зауряд-прапорщик                                       | 1-й Стретенский Сибирский пехотный полк            |                |                                                    | |
|      | Дёмин                                 | Оружейный мастер                                       | 3-й Нерчинский                                     |                |                                                    | |
|      | Щеглов Евгений Александрович          | Капитан                                                | 8-й Томский                                        |                | взят в плен в Мукденском сражении                  | |
|      | Беловский                             | Зауряд-прапорщик                                       | 12-й Барнаульский полк (Сибирский, второочередной) |                |                                                    | |
|      | Ляшко Константин Никифорович          | Капитан                                                | 12-й Великолуцкий пехотный полк                    |                |                                                    | |
|      | Заводский                             | Поручик                                                | 18-й Вологодский пехотный полк                     |                |                                                    | |
|      | Бирих Вильгельм Генрихович            | Подпоручик                                             | 30-й Полтавский пехотный полк                      |                |                                                    | |
|      | Чеботарёв Степан Васильевич           | Капитан                                                | 55-й Подольский пехотный полк                      |                |                                                    | |
|      | Церпиш Владислав Михайлович           | Капитан                                                | 55-й Подольский пехотный полк                      |                |                                                    | |
|      | Линдеман                              | Подпоручик                                             | 162-й Ахалцихский пехотный полк                    |                |                                                    | |
|      | Луплов                                | Зауряд-прапорщик                                       | 121-й Пензенский пехотный полк                     |                |                                                    | |
|      | Шантырь Виктор Аполлинарьевич         | Подпоручик                                             | 123-й Козловский пехотный полк                     |                | взят в плен в Мукденском сражении                  | |
|      | Ленчевский Владимир Владимирович      | Капитан                                                | 138-й Болховский пехотный полк                     |                |                                                    | |
|      | Фролов                                | Зауряд-прапорщик                                       | 138-й Болховский пехотный полк                     |                |                                                    | |
|      | Макаров                               | Прапорщик                                              | 145-й Новочеркаский полк                           |                |                                                    | |
|      | Леонтьев Иван Александрович           | Подполковник                                           | 241-й пехотный Орский полк                         |                | взят в плен в Мукденском сражении                  | Родился 27.01.1854 г., православный, женат, 1 дочь.Получил образование: Сибирская военная гимназия. 3-е Александровское военное училище — 2 разряд. Начал службу: 11.08.1872 г., подпоручик — 1877 г., поручик — 1883 г., штабс-капитан — 1888 г., капитан — 1894 г., подполковник — 1900 г. Участвовал в кампаниях: 1877-78гг. и 1904-05гг. Награды: Орден Св. Станислава 3-й степени 1885 г.; Орден Св. Анны 2-й степени с мечами 1905 г.; Орден Св. Владимира 4-й степени 1906 г. На 1 января 1909 г. — 116-й пехотный Малоярославский полк, подполковник. |
|      | Скобеев Федор Федорович               | Капитан                                                | 241-й пехотный Орский полк                         |                |                                                    | |
|      | Франц Густав Фридрихович              | Капитан                                                | 241-й пехотный Орский полк                         |                | взят в плен в Мукденском сражении                  | |
|      | Репша Гедеон Андреевич                | Капитан                                                | 241-й пехотный Орский полк                         |                | взят в плен в Мукденском сражении                  | |
|      | Поляков Сергей Максимович             | Подпоручик                                             | 241-й пехотный Орский полк                         |                | взят в плен в Мукденском сражении                  | |
|      | Рихтер Пётр Васильевич                | Подпоручик                                             | 241-й пехотный Орский полк                         |                | взят в плен в Мукденском сражении                  | |
|      | Сергеев Александр Васильевич          | Прапорщик                                              | 241-й пехотный Орский полк                         |                | взят в плен в Мукденском сражении                  | |
|      | Корнутский Виктор Викторович          | Капитан                                                | 1-й Стрелковый артиллерийский дивизион             |                |                                                    | |
|      | Марков Анатолий Наумович              | Штабс-капитан                                          | 1-й Стрелковый артиллерийский дивизион             |                |                                                    | |
|      | Берман Николай Николаевич             | Подпоручик (запаса)                                    | 1-й Стрелковый артиллерийский дивизион             |                |                                                    | |
|      | Митафев (? Матвеев Леонид Тимофеевич) | Подпоручик (запаса)                                    | 1-й Стрелковый артиллерийский дивизион             |                |                                                    | |
|      | Шишмарёв (Шешмарёв) Николай Иванович  | Подпоручик (запаса)                                    | 1-й Стрелковый артиллерийский дивизион             |                |                                                    | |
|      | Князь Кантакузен Михаил Михайлович    | Полковник                                              | 31-я артиллерийская бригада                        |                | взят в плен в Мукденском сражении                  | Подпоручик — 1879 г., поручик — 1879 г., сотник — 1884 г., подъесаул — 1884 г., есаул — 1888 г., войсковой старшина — 1895 г., полковник — 1901 г. Награды: Орден Св. Станислава 3-й ст. 1885 г.; Орден Св. Анны 3-й ст. 1893 г.; Св. Анны 2-й ст. 1898 г.; иностранные: Орден Вендской короны 4-й ст. 1889 г.; кавалер креста 1 класса Вюртембергского Ордена Фридриха 1892 г. Адъютант командующего Туркестанского военного округа 1884-89гг. Адъютант Его Имп. Выс. Вел. князя Михаила Николаевича по зв. генерал-фельдцейхмейстера 1889—1904 гг. Состоял в распоряжении Наместника Е. И. В. на Дальнем Востоке 1904-05гг. В настоящей должности с 17.01.1905 г. На 1 января 1905 г. — По Оренбургской казачьей артиллерии; 31-я артиллерийская бригада, командир 3-й дивизии, полковник. Источник: Список полковникам по старшинству. — СПб.: Воен. тип., 1905. |
|      | Шепелёв Павел Васильевич              | Подполковник                                           | 31-я артиллерийская бригада                        |                | взят в плен в Мукденском сражении                  | Родился 02.05.1869 г., православный, женат, 1 дочь. Получил образование: 4-й Московский кадетский корпус. 3-е Михайловское артиллерийское училище — 1 разряд. Начал службу: 01.09.1886 г., подпоручик — 1887 г., поручик — 1891 г., штабс-капитан — 1896 г., капитан — 1900 г. Участвовал в кампании 1904-05гг. Награды: Орден Св. Станислава 2-й степени с мечами 1904 г.; Орден Св. Анны 2-й степени с мечами 1905 г.; Орден Св. Владимира 4-й степени 1906 г. На 1 января 1909 г. — 31-я артиллерийская бригада, командир 5-й батареи, подполковник. |
|      | Толубеев Николай Константинович       | Штабс-капитан                                          | 31-я артиллерийская бригада                        |                | взят в плен в Мукденском сражении                  | |
|      | Кардашеский Евгений Иванович          | Штабс-капитан                                          | 31-я артиллерийская бригада                        |                | взят в плен в Мукденском сражении                  | |
|      | Коломейцов Николай Николаевич         | Капитан 2-го ранга (командир 12.07.1904 — 15.05.1905). | Миноносец «Буйный»                                 | 15 мая 1905 г. | Взят в плен в бою в Корейском проливе на «Буйном». | Родился 16.07.1867. Лейтенант за отличие (13.12.1893), капитан 2 ранга (06.12.1904). «Ермак» (командир 08.04.1902 — на 28.03.1904). В бою 14-го мая 1905 года, в Цусимском проливе, когда, имея на вверенном ему миноносце «Буйный» около 200 человек, подобранных из воды при гибели броненосца «Ослябя», под градом снарядов, подошёл к объятому пламенем броненосцу «Князь Суворов» и снял с него командовавшего эскадрой. Начальник бригады крейсеров Балтийского моря (12.05.1914 — 24.12.1914). Снят с должности за недостаточно решительные действия в начале Первой мировой войны. Начальник Чудской озёрной позиции и начальник флотилии на Чудском озере (16.09.1915 — 31.03.1917). Уволен от службы по болезни с мундиром и пенсией с производством в вице-адмиралы (06.10.1917). В феврале 1918 г. содержался большевиками в тюрьме «Кресты». В конце 1918 г. бежал в Финляндию по льду Финского залива. В эмиграции проживал сначала в Финляндии, Англии, затем во Франции. Сбит насмерть 06.10.1944 г. американским армейским грузовиком в Париже, погребён на кладбище Сент-Женевьев-де-Буа. Его именем названы: острова, бухта и пролив в Карском море; река, впадающая в Таймырский залив; гора на острове Расторгуева; в 1972 г. его именем названо советское гидрографическое судно. |
|      | Кованько Александр Владимирович       | Лейтенант                                              | Эскадренный броненосец «Полтава»                   |                |                                                    | Родился 23.12.1878. Мичман (14.09.1899), лейтенант (28.03.1904). «Отважный» (вах. начальник 1903—1904). На 18.01.1904 г. находился в Сводном полевом госпитале на излечении. С середины лета 1904 г. командовал батареей морских орудий на форте № 4, в бою 07.09.1904 г. тяжело ранен в бедро. Капитан 2 ранга (14.04.1913). Участник Первой Мировой войны. «Император Николай I» (командир с 16.02.1915). Зачислен в резерв чинов Черноморского флота (09.05.1917). Капитан 1 ранга (на 1924 г.). Во время Гражданской войны воевал на стороне белых на Чёрном море. Комендант транспорта «Мария» (1920). В эмиграции в Бельгии с 1920 г. Умер в Брюсселе 31.10.1949 г. |
|      | Фартаков                              | Контролёр, коллежский советник                         | 1-й Сибирский корпус                               |                |                                                    | |

### «Монголія» (10 декабря 1905 года)
10 декабря 1905 года прибыла «Монголия» во Владивосток. Прибыли: 1 морской офицер, 59 матросов, 188 сухопутных нижних чинов. «Монголия» приказанию генерала Данилова [в] Японию более не пойдёт, оставшихся больных заберёт «Трове». По слухам…, генералом Даниловым зафрахтовано десять японских военных транспортов [для] перевозки наших пленных.— генерал-майор Флейшер

### «Владимир» (12 декабря 1905 года)
Именной список военнопленных офицеров, прибывших во Владивосток на судне «Владимир» 12 декабря 1905 года:
| Фото | ФИО                                   | Чин, командовал                                              | Наименование части, род войск                            | Дата пленения     | Обстоятельства пленения | Дальнейшая судьба, комментарии |
| ---- | ------------------------------------- | ------------------------------------------------------------ | -------------------------------------------------------- | ----------------- | --- | --- |
|      | Арцишевский Иосиф Алоизоевич          | Подполковник, начальник обороны Южного Сахалина, командующий | Корса́ковский резервный батальон                          | 16 июля 1905 года | При угрозе окружения с остатками своего отряда принял решение сдаться в плен, чтобы сохранить оставшийся личный состав.                                                     | Отправлен в Хиросаки |
|      | Прасолов Николай                      | Штабс-капитан                                                | Николаевский крепостной пехотный полк (?)                |                   | | По собственной просьбе отправлен в Николаевский пехотный полк |
|      | Дредов (? Дроздов Алексей)            | Штабс-капитан                                                |                                                          |                   | | |
|      | Мордвинов                             | Подпоручик                                                   |                                                          |                   | В списке № 1. В резерве не был, переведён высочайшим приказом 6 апреля 1904 года из 21 Вост.-Сиб. стр. полка                                                                | |
|      | Тиканин Оскар                         | Подпоручик                                                   |                                                          |                   | | |
|      | Лаврентьев Андрей                     | Зауряд-прапорщик                                             |                                                          |                   | | |
|      | Фуртушников                           | Зауряд-прапорщик                                             |                                                          |                   | | |
|      | Полотнов                              | Зауряд-прапорщик                                             |                                                          |                   | | |
|      | Крамберг (Кренберг) Альфред           | Зауряд военный чиновник                                      | Николаевский крепостной пехотный полк (?)                |                   | | По собственной просьбе отправлен в Николаевский пехотный полк |
|      | Снитревский (Снигиревский Андрей?)    | Штабс-капитан                                                | Дуйский резервный полк                                   |                   | | |
|      | Лейзен                                | Ветеринарный врач                                            | 8-я орудийная нештатная Сахалинская батарея              |                   | | |
|      | Черто́в Лев Иванович                   | Подполковник                                                 | Николаевский крепостной пехотный полк                    |                   | | |
|      | Мельников Василий Павлович            | Подполковник                                                 | Нештатная батарея                                        |                   | Взят в плен во время сражения на о. Сахалин вместе с сыном Николаем, учеником военного училища, который приехал летом 1905 года к отцу на каникулы.                         | Находился в лагере Хиросаки вместе с сыном. Сына Николая первоначально перевезли в Аомори в качестве гражданского лица, затем он нашёл отца и переехал к нему. |
|      | Данилов Митрофан                      | Подполковник                                                 | Тымовский резервный полк                                 |                   | | |
|      | Толстошеин Дмитрий                    | Зауряд военный чиновник                                      | Тымовский резервный полк                                 |                   | | |
|      | Скляренко Николай Александрович       | Капитан                                                      | Александровский резервный батальон                       |                   | | В списке № 3. В резерве не был, переведён Высочайшим приказом № 24 декабря 1904 (состоял по тюремному ведомству) |
|      | Гладков Семён Осипович                | Капитан                                                      | Александровский резервный батальон                       |                   | | |
|      | Шебалин Виктор Николаевич             | Штабс-капитан                                                | Александровский резервный батальон                       |                   | | В списке № 10. В резерве не был, переведён Высочайшим приказом № 24 декабря 1904 (служил по тюремному ведомству) |
|      | Мирной (Мирный) Леонид Аполлонович    | Подпоручик                                                   | Александровский резервный батальон                       |                   | | |
|      | Малишевский (Владислав Викентьевич ?) | Подполковник                                                 | Александровский резервный батальон                       |                   | | |
|      | Станкевич                             | Подполковник                                                 | Александровский резервный батальон                       |                   | В списке № 11. Призван из запаса по Приамурскому Округу и направлен в Александровский резервный батальон. Желает быть прикомандированным к одной из частей Острова Сахалин. | |
|      | Иванов Митрофан Александрович         | Прапорщик                                                    | Александровский резервный батальон                       |                   | Взят в плен во время сражения на о. Сахалин. | |
|      | Мордвинов Пётр Николаевич             | Прапорщик                                                    | Александровский резервный батальон                       |                   | Взят в плен во время сражения на о. Сахалин. | |
|      | Архангельский Николай                 | Прапорщик                                                    | Александровский резервный батальон                       |                   | Взят в плен во время сражения на о. Сахалин. | |
|      | Ярославцев Александр                  | Зауряд-прапорщик                                             | Александровский резервный батальон                       |                   | Взят в плен во время сражения на о. Сахалин. | |
|      | Лунцев Иван                           | Зауряд-прапорщик                                             | Александровский резервный батальон                       |                   | Взят в плен во время сражения на о. Сахалин. | |
|      | Потапенко                             | Зауряд-прапорщик                                             | Александровский резервный батальон                       |                   | | |
|      | Древлев                               | Зауряд чиновник                                              | Александровский резервный батальон                       |                   | Взят в плен во время сражения на о. Сахалин. | |
|      | Молочко                               | Зауряд-прапорщик                                             | 1-й Восточно-Сибирский стрелковый полк                   |                   | | |
|      | Холмагоров Николай                    | Поручик                                                      | 3-й Восточно-Сибирский стрелковый полк                   |                   | | |
|      | Бялозор (Бѣлозоръ) Юлиан Юлианович    | Подполковник                                                 | 5-й Восточно-Сибирский стрелковый полк                   |                   | Нань-Шань, легко ранен по сведениям от 21/V 1904 г. В Мацуяма | |
|      | Курчатов Сергей Александрович         | Поручик                                                      | 7-й Восточно-Сибирский стрелковый полк                   |                   | | |
|      | Щёкин Михаил Яковлевич                | Капитан                                                      | 11-й Восточно-Сибирский стрелковый полк                  |                   | | |
|      | Будянский Павел                       | Поручик                                                      | 23-й Восточно-Сибирский стрелковый полк                  |                   | Взят в плен во время сражения на о. Сахалин. | |
|      | Ожесневский Михаил Петрович           | Штабс-капитан                                                | 4-й стрелковый полк                                      |                   | | |
|      | Кошевой Сергей Васильевич             | Подпоручик                                                   | 10-й стрелковый Российский полк                          |                   | взят в плен в Мукденском сражении | |
|      | Каширский Анатолий Дмитриевич         | Штабс-капитан                                                | 5-й Киевский гренадерский полк                           |                   | | В списке № 2.Дуйский резервный батальон. Прибыл в резерв 5-го Гренадёрского Киевского полка и переведён в батальон приказом Главнокомандующего 1905 за № 1257. Просит перевести его обратно в 5-й Гренадёрский Киевский полк. |
|      | Подгорский Иван Иванович              | Штабс-капитан                                                | 5-й Киевский гренадерский полк                           |                   | | В списке № 7. Дуйский резервный батальон. Прибыл в резерв 5-го Гренадёрского Киевского полка и переведён в батальон приказом Главнокомандующего 1905 за № 1257. Просит перевести его обратно в 5-й Гренадёрский Киевский полк (в котором прослужил 12 лет — из Рапорта) |
|      | Костенко Пётр                         | Штабс-капитан                                                | 6-й Таврический гренадерский полк                        |                   | | В списке № 5.Дуйского резервного батальона. Прибыл в резерв из 6-го Гренадёрского Таврического полка и переведён в батальон приказом Главнокомандующего 1905 за № 1257. Просит об обратном переводе его в 6-й Гренадёрский Таврический полк в г. Москву. |
|      | Масляников Евгений Николаевич         | Капитан                                                      | 15-й Тифлиский Гренадёрский полк                         |                   | В списке № 6. Дуйский резервный батальон. Прибыл в резерв из 15-го Гренадёрского Тифлиского полка и переведён в батальон приказом Главнокомандующего 1905 за № 1257.        | Просит об обратном переводе его в 15-й Гренадёрский Тифлиский полк в рядах которого прослужил 20 лет. |
|      | Фон-Ридигер Василий Фёдорович         | Капитан                                                      | 14-й Гренадёрский Грузинский генерала Котляревского полк |                   | | В списке № 12. Дуйского резервного батальона. Прибыл в резерв из 14-го Гренадёрского Грузинского полка и переведён приказом Главнокомандующего № 966. Просит о переводе обратно в 14-й Гренадёрский Грузинский полк |
|      | Дмитриев Павел                        | Зауряд-прапорщик                                             | 121-й Пензенский пехотный полк                           |                   | взят в плен в Мукденском сражении | |
|      | Приймак (Примак) Андрей               | Зауряд-прапорщик                                             | 121-й Пензенский пехотный полк                           |                   | взят в плен в Мукденском сражении | |
|      | Алексеев Иван                         | Зауряд-прапорщик                                             | 138-й Болховский пехотный полк                           |                   | | |
|      | Горев Арсений                         | Зауряд-прапорщик                                             | 138-й Болховский пехотный полк                           |                   | | |
|      | Роганский Влад. Иос.-Гаспер.          | Штабс-капитан                                                | 163-й Ленкоранско-Нашебургский пехотный полк             |                   | | |
|      | Фрейдлинг Владимир Эристович          | Штабс-капитан                                                | 259-й Горийский пехотный полк                            |                   | | В списке № 8. Тымовского резервного батальона. Прибыл в резерв из 259-го пехотного Горийского полка и переведён в батальон приказом Главнокомандующего 1905 за № 1257. Просит о переводе обратно в 259-й пехотный резервный Горийский полк, гор. Гори-Кавказ. Прослужил 15 лет в рядах Кавказских войск.                                                                                 |
|      | Борзенков Николай Павлович            | Капитан                                                      | 259-й Тарусский пехотный полк                            |                   | | |
|      | Василькиоти Пётр Митрофанович         | Штабс-капитан                                                | Севастопольский крепостной батальон                      |                   | | В списке № 4.Тымовского резервного батальона. Прибыл в резерв из Севастопольского крепостного батальона, переведён в Тымовский батальон приказом Главнокомандующего 1905 за № 966. Просит об обратном переводе его в Севастопольский батальон в г. Севастополь. |
|      | Наговицин Владимир                    | Штабс-капитан                                                | Карский крепостной пехотный полк                         |                   | | В списке № 9. Дуйского резервного батальона. Прибыл в резерв из Карского крепостного полка и переведён в батальон приказом Главнокомандующего 1905 за № 125. Просит о переводе обратно его в Карский крепостной полк из Дуйского резервного батальона, в настоящее время не существующего, обратно в свой полк, в Карский крепостной пехотный полк, в рядах которого я прослужил 15 лет. |
|      | Захарин Сергей                        | Подпоручик                                                   | Новогеоргиевская крепостная артиллерия                   |                   | | |
|      | Уржунцев Владимир Александрович       | Подъесаул                                                    | 2-й Забайкальский казачий                                |                   | | |
|      | Рейнгард Валентин Оттович             | Капитан                                                      | 5-й пехотный Сибирский резервный Иркутский полк          |                   | Состояние здоровья неизвестно, до 24/VII 1904 г. | |
|      | Полуботко Яков Васильевич             | Капитан                                                      | 10-й пехотный Сибирский Омский полк                      | 11 июля 1905      | 11 июля капитан Полуботко с двумя офицерами, врачом, фельдшером и 42 бойцами сложил оружие на о. Сахалин                                                                    | Отправлен в Хиросаки |
|      | Смогоржевский Евгений Григорьевич     | Капитан                                                      | 255-й Аварский батальон                                  |                   | | В списке № 13. Корсаковского резервного батальона. Прибыл в резерв из 255-го Аварского батальона и переведён в Корсаковский батальон приказом Главнокомандующего 1905 за № 1257. Просит о переводе обратно в 255-й Аварский батальон.. Подробнее |
|      | Пиникоревский                         | Зауряд военный чиновник                                      | 1-е Сибирское армейское корпусное интендантство          |                   | | |
|      | Григорьев                             | Не имеющие чина дружинник                                    | 1-е Сибирское армейское корпусное интендантство          |                   | | |
|      | Беккаревич                            | Не имеющие чина дружинник                                    | 1-е Сибирское армейское корпусное интендантство          |                   | | |

### «Киев» (16 декабря 1905 года)
Именной список военнопленных офицеров, прибывших во Владивосток на судне «Киев» 16 декабря 1905 года:
| Фото | ФИО                                                | Чин, командовал                     | Наименование части, род войск                   | Дата пленения         | Обстоятельства пленения | Дальнейшая судьба, комментарии |
| ---- | -------------------------------------------------- | ----------------------------------- | ----------------------------------------------- | --------------------- | --- | --- |
|      | Бубнов Михаил Владимирович                         | Капитан 2-го ранга                  |                                                 |                       | | Товарищ (заместитель) морского министра (18.04.1911-25.05.1915). 25.05.1915 г. ушёл в отставку, не дослужив полного срока. Умер в эмиграции в Финляндии, предположительно в 30-х годах XX века. |
|      | Герасимов Александр Михайлович                     | Капитан 2-го ранга                  |                                                 |                       | | С 1918 г. — в Добровольческой армии. Скончался во французском морском госпитале в Ферривиле (Тунис). 11.03.1931 г. Похоронен на европейском участке кладбища Бизерты. |
|      | Скороходов Иван Иванович                           | Капитан 2-го ранга                  |                                                 |                       | | Капитан 1 ранга с увольнением в отставку по болезни (18.09.1906). Умер в Севастополе в 1906 г. |
|      | Мордовин Порфирий Александрович                    | Подполковник                        | Корпус инженеров-механиков                      | 15 мая 1905 г.        | После боя в Корейском проливе в плену в Японии. | Уволен от службы с производством в генерал-майоры с мундиром и пенсией. Генерал-майор (на 1918). Проживал в г. Петрограде. В один из дней выехал по служебным делам в Ораниенбаум, откуда не вернулся. |
|      | Салов Михаил Степанович                            | Капитан                             | Корпус инженеров-механиков                      | 1 августа 1904 г.     | Ранен в бою 01.08.1904 г. в Корейском проливе осколками снаряда, попавшими в боевую рубку. Пленён. | Полковник Корпуса флотских штурманов (КФШ, 10.04.1911). |
|      | Магнус Сергей Рейнгольдович                        | Лейтенант                           | Корпус инженеров-механиков                      | декабрь 1904          | Участвовал в тралении рейда Порт-Артура (14.05..1904 — 27.07.1904). | Погиб 28.09.1914 г. вместе с крейсером, потопленным немецкой подводной лодкой U-26 во время дозорной службы в Балтийском море. |
|      | Малечкин Сергей Александрович                      | Лейтенант                           | Корпус инженеров-механиков                      |                       | После боя 14/15.05.1905 г. в Корейском проливе в плену в Японии. | Капитан 1 ранга за особые труды по обстоятельствам военного времени (01.01.1915). На 1917 г. проживал в Петрограде. |
|      | Берх Сергей Александрович                          | Лейтенант                           | Корпус инженеров-механиков                      |                       | Тяжело ранен снарядом в правое бедро в бою 01.08.1904 г. в Корейском проливе. В плену в Японии (Мацуяма). | Умер 27.11.1915 г., будучи командиром эскадренного миноносца «Беспокойный». Похоронен 01.12.1915 г. в Крыму на территории Херсонесского монастыря. |
|      | Постельников Павел Юрьевич                         | Лейтенант                           | Корпус инженеров-механиков                      |                       | Ранен в лицо (дважды), левую руку (дважды), правую руку и обе ноги в бою 01.08.1904 г. в Корейском проливе. В плену в Японии (Мацуяма). | В 1917 г. ст. мор. начальник в г. Риге. С 1918 г. продолжил службу в РККФ. Арестован (в 1926). 28.02.1927 г. осуждён к ссылке в лагерь сроком на 10 лет. Умер в 1937 г. |
|      | Иванов (Иванов-Тринадцатый) Константин Петрович    | Лейтенант                           | Корпус инженеров-механиков                      | 14 августа 1904       | Во время боя в Корейском проливе за убылью офицеров принял на себя командование крейсером. Был трижды ранен и дважды контужен. Приказав затопить корабль, последним сошёл с борта и был поднят японскими кораблями. | В Вооружённых силах Юга России. Скончался во Франции 02.12.1933 г. Похоронен на кладбище местечка Десин, департамент Изер близ Лиона. |
|      | Максимов Александр Прокофьевич                     | Лейтенант, командир отряда матросов | Крейсер «Новик», Корпус инженеров-механиков (?) | 29.06.1905 г.         | Отряд матросов с крейсера принял участие в обороне о. Сахалин: 08.08.1904 г. «Новик» был затоплен у Корсаковского поста. 17.08.1904 г. возглавил отряд из 53 чел. команды «Новика» для разоружения крейсера и охраны снятого с него имущества. Командир береговой батареи «Новика» в составе 1-го партизанского отряда обороны поста полковника Казаковича, затем полковника Арцишевского. Взят в плен японцами 29.06.1905 г. Отправлен в Хиросаки. | Род. 05.02.1874. Начал службу вольноопределяющимся. В 1986 году сдал экзамены в Петербургском пехотном юнкерском училище. Мичман 10-го флотского экипажа по экзамену (27.09.1902). Назначается вахтенным офицером на крейсер «Диана». лейтенант за отличие в делах против неприятеля (02.05.1905, со старшин. с 17.04.1905). «Забияка» (ид ревизора 13.11.1903 — на январь 1904, мин. офицер февраль 1904 — 18.02.1904), «Новик» (вах. офицер 18.02.1904 — 07.08.1904). Капитан 2 ранга (06.12.1912). Пом. нач. флотилии по строевой части Отделной Морской бригады особого назначения (14.05.1916 — 16.02.1917). Остался в СССР. Команд. флотами Чёрного и Азовского морей (ноябрь 1921 — июль 1922). На 1937 г. проживал в Москве — пенсионер. Арестован 26.08.1937 г. Осуждён Тройкой при УНКВД СССР по Московской области по обвинению в контрреволюционной агитации. Приговорён к расстрелу 09.12.1937 г. Приговор приведён в исполнение 11.12.1937 г. Место захоронения — Бутово. Реабилитирован 30.06.1989 г. |
|      | Миллер Сергей Яковлевич                            | Лейтенант                           | Корпус инженеров-механиков                      |                       | Взят в плен японцами в морском бою в Корейском проливе с транспорта «Иртыш» (сведения от 04.06.1905) | |
|      | Толстопятов Анатолий Михайлович                    | Лейтенант                           | Корпус инженеров-механиков                      | 08 мая 1905 года      | Взят в плен в ходе конвоирования захваченной японской шхуны. Бежал из плена (г. Фукуока) 14.06.1905 г. В бегах в течение 24 дней. Пойман у г. Симоносеки (03.07.1905). Передан японскому военному суду г. Кокура. Приговорён к 4-х летнему тюремному заключению. | Увольняется и принимает сан священника (отец Александр). Четыре ареста, лагеря. 22.02.1945 г. возведён в сан архиепископа. Скончался 23.09.1945 г. в г. Молотов (Пермь). Погребён за алтарём Троицкого кафедрального собора города. |
|      | Лосев Михаил Николаевич                            | Инженер-механик, поручик            | Корпус инженеров-механиков                      | До 12 декабря 1904 г. | Здоров. | |
|      | Маркович (Маркевич) Юрий Богданович                | Поручик                             | Корпус инженеров-механиков                      |                       | | |
|      | Тон Александр Карлович                             | Поручик                             | Корпус инженеров-механиков                      |                       | | |
|      | Гейно Альфонс Альфонсович                          | Поручик                             | Корпус инженеров-механиков                      |                       | | |
|      | Андреев-Калмыков Георгий Ахиллесович               | Мичман                              | Корпус инженеров-механиков                      |                       | | |
|      | Ширяев Александр Владимирович                      | Второй мичман                       | Корпус инженеров-механиков                      |                       | | |
|      | Шиллинг Кесарь Георгиевич                          | Второй мичман                       | Корпус инженеров-механиков                      |                       | | |
|      | Бенкендорф Константин Александрович                | Второй мичман                       | Корпус инженеров-механиков                      |                       | | |
|      | Августовский Александр Иосифович                   | Подпоручик                          | Крейсер «Дмитрий Донской»                       |                       | | |
|      | Трегубов Андрей Сергеевич                          | Прапорщик (подпоручик)              | Эскадренный броненосец «Князь Суворов»          |                       | О. Сахалин | Род. 24.05.1875. Шкипер дальнего плаванья, призван из запаса флота (30.03.1904), прапорщик по мор. части (03.05.1904). Броненосец «Князь Суворов» (мл. штурм. офицер 02.08.1904 — 07.05.1905), «Малайя» (врид командира 19.11.1904 — 06.01.1905). Во время похода 2-й эскадры Тихого океана откомандирован с «Князь Суворов» на «Малайю» врид капитана (19.11.1904 — 06.01.1905) в связи с плохим составом вольнонаёмной команды транспорта. После отправки «Малайи» в Россию снова на «Князь Суворов». Трофейное английское судно Командир парохода «Ольдгамия» (командир 07.05.1905 — 22.05.1905). При попытке пройти с захваченным грузом в Охотское море проливом Фриза в условиях густого тумана сел на камни у острова Уруп. Убедившись в невозможности снять судно с мели, экипаж уничтожил его и на шлюпках за 12 дней добрался до Сахалина, где попал в японский плен. В 1918 г. начальник гостинопольской судоход. дистанции. 06.09.1918 г., как «бывший офицер и ненадёжный в политическом отношении», отправлен ЧК в Кронштадт. За участие в крестьянском восстании (случайно оказался в числе восставших) приговорён ЧК к расстрелу, но ввиду того, что с момента вынесения приговора прошло много времени и за двухмесячный срок настроение крестьянства изменилось, отправлен на бессрочные окопные работы в Вологду. |
|      | Зайончковский (Заиончковский) Иван (Ян) Густавович | Механик — прапорщик (Подпоручик)    | Вспомогательный крейсер «Урал»                  | Июль 1905             | Вместе с экипажем «Олдгамии» на о. Сахалин попал в плен к японцам. | Род. 06.10.1871. Прапорщик по мех. части (30.08.1904). «Урал» (мл. суд. механик 1904 — 07.05.1905), «Олдгамия» (суд. механик с 07.05.1905). Отделившись от эскадры, трофейное судно пошло своим курсом на Владивосток. Во время шторма судно было посажено на камни у острова Уруп. Числился до июля 1906 г. как находившийся в безвестной отлучке. Включён в списки с зачислением в запас флота (01.07.1906). 18.12.1906 г. включён в списки с зачислением в запас флота по Полтавскому уезду с 01.07.1906 г. Поручик по Адмиралтейству (14.04.1913). В 1916 г. в составе Балтийского флота. |
|      | Лейман Пётр Карлович                               | Прапорщик (подпоручик)              |                                                 | 03—04.07.1905         | Участвовал в обороне Сахалина от японцев в составе отряд лейтенанта А. П. Максимова (27-29.06.1905). | Родился 17.03.1879. Призван из запаса с производством в прапорщики по морской части (12.07.1904) на броненосце «Император Александр III» (мл. штурм. офицер 24.09.1904 — 06.05.1905). На «Ольдгамии» (трофейное судно, ст. офицер с 06.05.1905) отправлен с захваченным грузом (керосин для Японии) во Владивосток (08.05.1905). После аварии транспорта 19.05.1905 г. у острова Уруп 12 дней с экипажем добирался на вёслах на вельботе до Сахалина. Прибыл на Корсаковский пост (14.06.1905). 25.09.1906 г. зачислен в запас флота по Венденскому уезду. |
|      | Арашидзе Ражден Лукич                              | Зауряд-прапорщик                    |                                                 |                       | | |
|      | Крузман Пётр Карлович                              | Титулярный советник                 |                                                 |                       | | |
|      |                                                    | Кондуктор                           |                                                 |                       | | |
|      |                                                    | Кондуктор                           |                                                 |                       | | |
|      |                                                    | Кондуктор                           |                                                 |                       | | |
|      |                                                    | Кондуктор                           |                                                 |                       | | |
|      |                                                    | Кондуктор                           |                                                 |                       | | |

### «Ярославль» (16 декабря 1905 года)
Именной список военнопленных офицеров, прибывших во Владивосток на судне «Ярославль» 16 декабря 1905 года:
| Фото | ФИО                             | Чин, командовал                 | Наименование части, род войск  | Дата пленения | Обстоятельства пленения | Дальнейшая судьба, комментарии |
| ---- | ------------------------------- | ------------------------------- | ------------------------------ | ------------- | ----------------------- | ------------------------------ |
|      | Максимовский Николай Николаевич | Полковник                       | Генеральный штаб               |               |                         |                                |
|      | Кучук Коронат Иванович          | Подполковник                    | 98-й Юрьевский пехотный полк   |               |                         |                                |
|      | Добровольский                   | Подполковник                    | 55-й Подольский пехотный полк  |               |                         |                                |
|      | Рубаштый                        | Подпоручик                      | 138-й Болховский пехотный полк |               |                         |                                |
|      | Савин                           | Зауряд-прапорщик                | 138-й Болховский пехотный полк |               |                         |                                |
|      | Максимов Николай Александрович  | Подпоручик                      | 214-й Мокшанский пехотный полк |               |                         |                                |
|      | Дерябин Алексей Максимович      | Зауряд-прапорщик                | 214-й Мокшанский пехотный полк |               |                         |                                |
|      | Месеник Герман Егорович         | Зауряд-прапорщик                | 214-й Мокшанский пехотный полк |               |                         |                                |
|      | Тупанинов                       | Прапорщик                       | 8-й Томский                    |               |                         |                                |
|      | Горбатенко                      | Зауряд-прапорщик                | 241-й пехотный Орский полк     |               |                         |                                |
|      | Эсли                            | Корнет                          | 52-й Нежинский драгунский полк |               |                         |                                |
|      | Масловский                      | Произведён вольноопределяющиеся |                                |               |                         |                                |

### «Воронеж» (18 декабря 1905 года)
Именной список военнопленных офицеров, прибывших во Владивосток на судне «Воронеж» 18 декабря 1905 года:
| Фото | ФИО                                                 | Чин, командовал                         | Наименование части, род войск                                                              | Дата пленения    | Обстоятельства пленения | Дальнейшая судьба, комментарии |
| ---- | --------------------------------------------------- | --------------------------------------- | ------------------------------------------------------------------------------------------ | ---------------- | --- | --- |
|      | Оберучев Николай Михайлович                         | Подполковник                            | 25-й Восточно-Сибирский стрелковый полк                                                    |                  | Попал в плен при капитуляции Порт-Артура. | |
|      | Пушкарский Константин Ильич                         | Подполковник                            | 25-й Восточно-Сибирский стрелковый полк                                                    |                  | | |
|      | Гафферберг Фёдор Иванович                           | Капитан                                 | 25-й Восточно-Сибирский стрелковый полк                                                    |                  | Попал в плен при капитуляции Порт-Артура. | |
|      | Успенский Александр Васильевич                      | Капитан                                 | 25-й Восточно-Сибирский стрелковый полк                                                    |                  | | |
|      | Сулиев (Сулеев) Леонтий Александрович               | Поручик                                 | 25-й Восточно-Сибирский стрелковый полк                                                    |                  | Попал в плен при капитуляции Порт-Артура. | |
|      | Роот                                                | Поручик                                 | 25-й Восточно-Сибирский стрелковый полк                                                    |                  | | |
|      | Вяткин Николай Николаевич                           | Поручик                                 | 25-й Восточно-Сибирский стрелковый полк                                                    |                  | Попал в плен при капитуляции Порт-Артура. | |
|      | Паинцев Иван Михайлович                             | Подпоручик                              | 25-й Восточно-Сибирский стрелковый полк                                                    |                  | Попал в плен при капитуляции Порт-Артура. | |
|      | Эдусов Рафаил Александрович                         | Подполковник                            | 13-й Восточно-Сибирский стрелковый полк                                                    |                  | Попал в плен при капитуляции Порт-Артура. | |
|      | Протопопов                                          | Подполковник                            | 13-й Восточно-Сибирский стрелковый полк                                                    |                  | | |
|      | Сафьянников Павел Александрович                     | Штабс-капитан                           | 13-й Восточно-Сибирский стрелковый полк                                                    |                  | Попал в плен при капитуляции Порт-Артура. | |
|      | Поляков Василий                                     | Поручик                                 | 13-й Восточно-Сибирский стрелковый полк                                                    |                  | Попал в плен при капитуляции Порт-Артура. | |
|      | Соколов Аркадий Дмитриевич                          | Капитан                                 | 14-й Восточно-Сибирский стрелковый полк                                                    |                  | Попал в плен при капитуляции Порт-Артура. | |
|      | Кегель Александр Адольфович                         | Штабс-капитан                           | 14-й Восточно-Сибирский стрелковый полк                                                    |                  | Попал в плен при капитуляции Порт-Артура. | |
|      | Шумский Василий Васильевич                          | Поручик                                 | 14-й Восточно-Сибирский стрелковый полк                                                    |                  | Попал в плен при капитуляции Порт-Артура. | |
|      | Малиновский Александр Петрович                      | Подпоручик                              | 14-й Восточно-Сибирский стрелковый полк                                                    |                  | Попал в плен при капитуляции Порт-Артура. | |
|      | Бардюк Николай Феодосьевич                          | Подпоручик                              | 14-й Восточно-Сибирский стрелковый полк                                                    |                  | Попал в плен при капитуляции Порт-Артура. | |
|      | Владыков Леонид Георгиевич                          | Подпоручик                              | 14-й Восточно-Сибирский стрелковый полк                                                    |                  | Попал в плен при капитуляции Порт-Артура. | |
|      | Гринцевич Иван Иванович                             | Подпоручик                              | 14-й Восточно-Сибирский стрелковый полк                                                    |                  | Попал в плен при капитуляции Порт-Артура. | |
|      | Малышкин Михаил Александрович                       | Штабс-капитан                           | 15-й Восточно-Сибирский стрелковый полк                                                    |                  | Попал в плен при капитуляции Порт-Артура. | |
|      | Марченко Александр Иванович                         | Штабс-капитан                           | 5-й Восточно-Сибирский стрелковый полк                                                     |                  | Попал в плен при капитуляции Порт-Артура. | |
|      | Костюшко                                            | Поручик                                 | 12-й Восточно-Сибирский стрелковый полк                                                    |                  | | |
|      | Попов Василий Константинович                        | Поручик                                 | 12-й Восточно-Сибирский стрелковый полк                                                    | 18.04.1904       | На р. Ялу. Ранен в левую руку, вне опасности 24/V 1904 г., в Мацуяма. Взят в плен раненым при Тюренчене.                                            | |
|      | Жданов Михаил Саввич                                | Подпоручик                              | 11-й Восточно-Сибирский стрелковый полк                                                    | 18.04.1904       | На р. Ялу, Здоров 24/V 1904 г., в Мацуяма. Взят в плен раненым при Тюренчене. Поначалу считался погибшим и исключён из списков.                     | |
|      | Григорьев Михаил                                    | Штабс-капитан                           | Квантунская крепостная артиллерия                                                          |                  | | |
|      | Пушкарский                                          | Подпоручик                              | Квантунская крепостная артиллерия                                                          |                  | | |
|      | Садыков Анатолий Александрович                      | Подпоручик                              | Квантунская крепостная артиллерия                                                          |                  | Попал в плен при капитуляции Порт-Артура. | |
|      | Аноев Александр Фёдорович                           | Штабс-капитан                           | 4-я Восточно-Сибирская стрелковая артиллерийская бригада                                   |                  | Попал в плен при капитуляции Порт-Артура. | |
|      | Алексеев Николай                                    | Капитан                                 | 1-й Уссурийский железнодорожный батальон                                                   |                  | | |
|      | Васильев Фёдор Алексеевич                           | Интендант, Капитан                      | Восточный отряд                                                                            |                  | | |
|      | Мельников Константин Иванович                       | Подпоручик (запаса)                     | 33-й Елецкий пехотный полк                                                                 |                  | Легко ранен у Янзелинского перевала, остался на поле сражения.                                                                                      | |
|      | Ковалевский Пётр Дмитриевич                         | Капитан                                 | 21-й Восточно-Сибирский стрелковый полк                                                    | 13-14.06.1904 г. | попал в плен 13-14.06.1904 в бою у д. Вандзяпудзы                                                                                                   | |
|      | Янчуковский Иван Петрович                           | Капитан                                 | 24-й Восточно-Сибирский стрелковый полк                                                    |                  | Ранен, по сведениям от 24 июля 1904 г. находится в г. Мацуяма. Ранен у Модулинского перевала.                                                       | |
|      | Кропотов Василий Игнатьевич                         | Капитан                                 | 122-й Тамбовский пехотный полк                                                             |                  | | |
|      | Баранов Николай Васильевич                          | Капитан 2-го ранга                      | Миноносец «Бедовый». Морской офицер                                                        |                  | Попал в плен в ходе Цусимского боя 15.05.1905. | |
|      | Ивков Георгий Авенирович                            | Капитан 2-го ранга                      | Броненосец «Сисой Великий»                                                                 | 15 мая 1905      | После боя 14/15.05.1905 г. в Корейском проливе, получив контузию, находился в плену на японском транспорте «Jawata-maru» (доставлен в г. Каназава). | Род. 06.09.1863. Капитан 2 ранга (01.01.1904). «Сисой Великий» (ст. арт. офицер 07.03.1898 — 24.09.1901, ст. офицер 07.10.1902 — 15.05.1905). Служил на Черноморском флоте флаг. интендантом в Штабе начальника Морских сил. В 1912 г. в чине капитана 1 ранга вышел в отставку. Умер от прогрессивного паралича 02.08.1913 г., не дожив полтора месяца до своего пятидесятилетия. Похоронен на Кронштадтском военном кладбище 04.08.1913 г. |
|      | Шведе Константин Леопольдович                       | Капитан 2-го ранга                      | Морской офицер. Старший офицер броненосца «Орёл»                                           |                  | Попал в плен в ходе Цусимского боя 15.05.1905. Контужен и ранен.                                                                                    | |
|      | Ермаков Владимир Петрович                           | Капитан 2-го ранга                      | Крейсер «Владимир Мономах»                                                                 |                  | Попал в плен в ходе Цусимского боя 15.05.1905. | |
|      | Парфёнов Иван Иванович                              | Подполковник                            | Старший судовой механик броненосца «Орёл»                                                  |                  | Попал в плен после сдачи корабля в ходе Цусимского боя 15.05.1905.                                                                                  | |
|      | Корнильев Евгений Алексеевич                        | Подполковник                            | Старший инженер механик крейсера «Владимир Мономах»                                        |                  | Попал в плен в ходе Цусимского боя 15.05.1905. | |
|      | Князь Максутов Дмитрий Петрович                     | Лейтенант                               | Морской офицер крейсера «Владимир Мономах»                                                 |                  | Попал в плен в ходе Цусимского боя 15.05.1905. | |
|      | Вячеслав (?Вечеслов Николай Степанович) Вожков      | Лейтенант                               | Морской офицер миноносца «Бедовый»                                                         |                  | Попал в плен в ходе Цусимского боя 15.05.1905 | |
|      | Ильютович Александр Владимирович                    | Штабс-капитан                           | ВрИД (временно исполняющий должность) судового механика миноносца «Бедовый»                |                  | Попал в плен в ходе Цусимского боя 15.05.1905. | |
|      | Антонов Владимир Григорьевич                        | Мичман                                  | Старший минный офицер крейсера «Владимир Мономах» (начальник минно-торпедной боевой части) |                  | Попал в плен в ходе Цусимского боя 15.05.1905. | |
|      | Мартьянов Александр Александрович                   | Мичман                                  | Броненосец «Сисой Великий»                                                                 |                  | Попал в плен в ходе Цусимского боя 15.05.1905. | |
|      | Павлов Александр Владимирович                       | Мичман                                  | Морской офицер крейсера «Владимир Мономах»                                                 |                  | Попал в плен в ходе Цусимского боя 15.05.1905. | |
|      | Щеглачёв Николай Александрович                      | Мичман                                  | Вахтенный начальник броненосца «Сисой Великий»                                             |                  | Попал в плен в ходе Цусимского боя 15.05.1905. | |
|      | Пелль Георгий Николаевич                            | Мичман                                  | Морской офицер крейсера «Владимир Мономах»                                                 |                  | Попал в плен в ходе Цусимского боя 15.05.1905. | |
|      | О’Бриенн-де-Ласси Терентий Александрович            | Мичман                                  | Морской офицер миноносца «Бедовый»                                                         |                  | Попал в плен в ходе Цусимского боя 15.05.1905. | |
|      | Мочульский Василий Владимирович                     | Мичман                                  | Броненосец «Сисой Великий»                                                                 |                  | Попал в плен в ходе Цусимского боя 15.05.1905. | |
|      | Корецкий (Шалега-Корецкий) Михаил Петрович          | Мичман                                  | Вахтенный офицер крейсера «Владимир Мономах»                                               |                  | Попал в плен в ходе Цусимского боя 15.05.1905. | |
|      | Василевский (Храбро-Василевский) Владимир Иосифович | Мичман                                  | Морской офицер миноносца «Буйный»                                                          |                  | Попал в плен в ходе Цусимского боя 15.05.1905. | |
|      | Опель Герман Карлович                               | Поручик                                 | Младший судовой механик крейсера «Владимир Мономах»                                        |                  | Попал в плен в ходе Цусимского боя 15.05.1905. | |
|      | Рытов Александр Иванович                            | Прапорщик по морской части              | Вахтенный офицер крейсера «Владимир Мономах»                                               |                  | Попал в плен в ходе Цусимского боя 15.05.1905. | |
|      | Джоржи Василий Панкратьевич                         | Прапорщик по морской части запаса флота | Вахтенный офицер, штурман крейсера «Владимир Мономах»                                      |                  | Попал в плен в ходе Цусимского боя 15.05.1905. | |
|      | Ретько Антон Казимирович                            | Прапорщик по морской части запаса флота | Младший судовой механик, вахтенный механик крейсера «Владимир Мономах»                     |                  | Попал в плен в ходе Цусимского боя 15.05.1905. | |

### «Тамбов» (21 декабря 1905 года)
Именной список военнопленных офицеров, прибывших во Владивосток на судне «Тамбов» 21 декабря 1905 года:
| Фото | ФИО                                        | Чин, командовал                                     | Наименование части, род войск                                                                  | Дата пленения | Обстоятельства пленения                          | Дальнейшая судьба, комментарии |
| ---- | ------------------------------------------ | --------------------------------------------------- | ---------------------------------------------------------------------------------------------- | ------------- | ------------------------------------------------ | ------------------------------ |
|      | Кошкин Константин Павлович                 | Капитан                                             | 13-й Восточно-Сибирский стрелковый полк                                                        |               |                                                  |                                |
|      | Любимов Аркадий Аркадьевич                 | Штабс-капитан                                       | 13-й Восточно-Сибирский стрелковый полк                                                        |               | Попал в плен при капитуляции Порт-Артура.        |                                |
|      | Носков                                     | Делопроизводитель                                   | 15-й Восточно-Сибирский стрелковый полк                                                        |               |                                                  |                                |
|      | Рожанский Станислав Мечиславович           | Штабс-капитан                                       | 15-й Восточно-Сибирский стрелковый полк                                                        |               |                                                  |                                |
|      | Даниловский Пётр В.                        | Подпоручик                                          | 15-й Восточно-Сибирский стрелковый полк                                                        |               |                                                  |                                |
|      | Никольский Евгений Фёдорович               | Подпоручик                                          | 15-й Восточно-Сибирский стрелковый полк                                                        |               |                                                  |                                |
|      | Самсонов Филимон                           | Зауряд-прапорщик                                    | 15-й Восточно-Сибирский стрелковый полк                                                        |               |                                                  |                                |
|      | Брусенцев Кондратий                        | Зауряд-прапорщик                                    | 15-й Восточно-Сибирский стрелковый полк                                                        |               |                                                  |                                |
|      | Крупенников Василий Алексеевич             | Поручик                                             | 16-й Восточно-Сибирский полк                                                                   |               |                                                  |                                |
|      | Булгаков Пётр Иванович                     | Штабс-капитан                                       | 25-й Восточно-Сибирский стрелковый полк                                                        |               | Попал в плен при капитуляции Порт-Артура.        |                                |
|      | Стрелецкий Николай Николаевич              | Поручик                                             | 25-й Восточно-Сибирский стрелковый полк                                                        |               | Попал в плен при капитуляции Порт-Артура.        |                                |
|      | Соловьёв Михаил Константинович             | Подпоручик                                          | 25-й Восточно-Сибирский стрелковый полк                                                        |               | Попал в плен при капитуляции Порт-Артура.        |                                |
|      | Пляхтурнов                                 | Зауряд-прапорщик                                    | 26-й Восточно-Сибирский стрелковый полк                                                        |               |                                                  |                                |
|      | Крыльнов Аввакум                           | Зауряд-прапорщик                                    | 26-й Восточно-Сибирский стрелковый полк                                                        |               |                                                  |                                |
|      | Фомич                                      | Зауряд-прапорщик                                    | 26-й Восточно-Сибирский стрелковый полк                                                        |               |                                                  |                                |
|      | Лушпа Андрей Фёдорович                     | Поручик                                             | 27-й Восточно-Сибирский стрелковый полк                                                        |               |                                                  |                                |
|      | Гроза Михаил                               | Зауряд-прапорщик                                    | 28-й Восточно-Сибирский стрелковый полк (?)                                                    |               |                                                  |                                |
|      | Малюшенко Константин                       | Зауряд-прапорщик                                    | 28-й Восточно-Сибирский стрелковый полк (?)                                                    |               |                                                  |                                |
|      | Смирнов Павел                              | Зауряд-прапорщик                                    | 28-й Восточно-Сибирский стрелковый полк (?)                                                    |               |                                                  |                                |
|      | Добров Александр Иванович                  | Подполковник                                        | 7-й Восточно-Сибирский стрелковый артиллерийский дивизион                                      |               |                                                  |                                |
|      | Роговский Антон Антонович                  | Хорунжий                                            | 1-й Аргунский полк Забайкальского казачьего войска                                             |               | Кикуань-Шань. Здоров на 1/VI 1904 г., в Мацуяма. |                                |
|      | Петров Андрей Павлович                     | Полковник                                           | Корпус инженеров-механиков. Старший судовой механик бронепалубного крейсера «Светлана»         |               |                                                  |                                |
|      | Догоранский                                | Капитан 2-го ранга                                  | Морской офицер                                                                                 |               |                                                  |                                |
|      | Никанов (Никонов) Иван Владимирович        | Лейтенант                                           | Морской офицер. Старший минный офицер броненосца «Орёл»                                        |               |                                                  |                                |
|      | Саткевич Владимир Александрович            | Лейтенант                                           | Морской офицер                                                                                 |               |                                                  |                                |
|      | Сонцев (Сонцов) (Солнцев) Пётр Павлович    | Лейтенант                                           | Ревизор бронепалубного крейсера «Светлана». Морской офицер                                     |               |                                                  |                                |
|      | Барков Дмитрий Григорьевич                 | Лейтенант                                           | Морской офицер                                                                                 |               |                                                  |                                |
|      | Максимов Евгений Александрович             | Лейтенант                                           | Морской офицер                                                                                 |               |                                                  |                                |
|      | Мюнстер Альфред Цезаревич                  | Лейтенант                                           | Морской офицер                                                                                 |               |                                                  |                                |
|      | Родзянко Владимир Петрович                 | Лейтенант                                           | Морской офицер                                                                                 |               |                                                  |                                |
|      | Кнокорф                                    | Мичман                                              | Морской офицер                                                                                 |               |                                                  |                                |
|      | Емельянов Евгений Константинович           | Мичман , штур. офицер «Иртыш»                       | Морской офицер транспорта «Иртыш»                                                              |               | После боя 14/15.05.1905 г. в Корейском проливе   |                                |
|      | Коссаковский Борис Дмитриевич              | Мичман                                              | Морской офицер                                                                                 |               |                                                  |                                |
|      | Гильбих Карл Эрнестович                    | Прапорщик                                           |                                                                                                |               |                                                  |                                |
|      | Шишкин Николай Николаевич                  | Прапорщик по морской части                          | Вахтенный офицер транспорта «Иртыш»                                                            |               | После боя 14/15.05.1905 г. в Корейском проливе   |                                |
|      | Сорокин Иван Григорьевич                   | Прапорщик                                           |                                                                                                |               |                                                  |                                |
|      | Фролов Павел Фёдорович                     | Подпоручик                                          | Вахтенный офицер транспорта «Иртыш»                                                            |               | После боя 14/15.05.1905 г. в Корейском проливе   |                                |
|      | Раджантович                                | Штабс-капитан                                       |                                                                                                |               |                                                  |                                |
|      | Деркаченко Иван Иосифович                  | Штабс-капитан                                       | Корпус инженеров-механиков. Пом. старшего судового механика бронепалубного крейсера «Светлана» |               |                                                  |                                |
|      | Порадовский Алексей Петрович               | Капитан                                             | Транспорт «Иртыш»                                                                              |               | После боя 14/15.05.1905 г. в Корейском проливе   |                                |
|      | Каттерфельд Альфред Эрнст Оскар Германович | Прапорщик по морской части в службе из запаса флота | Штур. офицер транспорта «Иртыш»                                                                |               | После боя 14/15.05.1905 г. в Корейском проливе   |                                |

### «Андалузія» (21 декабря 1905 года)
21 декабря 1905 года прибыла «Андалузія» во Владивосток. Прибыли: 2 офицера, 97 больных [и] 5 здоровых нижних чинов. Завтра приходит «Трове».— генерал-майор Флейшер

### «Трове» (22 декабря 1905 года)
Частным пароходом «Траве», нанятом уполномоченным Красного Креста, прибыл во Владивосток из Японского плена малолетний охотник 86-го пехотного Вильманстрандского полка Николай Антонов

### «Владимир» (1 января 1906 года)
1 января 1906 года прибыл пароход «Владимир» (стоял во льду) во Владивосток. Прибыли: 1 штаб-офицер, 29 обер-офицеров, 2481 нижних чинов, коих 2174 артурцев все сухопутные и 4 морских офицера, 20 кондукторов и 24 матроса. Прибывшие [в] числе 14 офицеров, 1939 нижних чинов двумя поездами отправляю сегодня в Харбин.— генерал-майор Флейшер
Именной список военнопленных офицеров, прибывших во Владивосток на судне «Владимир» 1 января 1906 года:
| Фото | ФИО                                     | Чин, командовал                 | Наименование части, род войск             | Дата пленения | Обстоятельства пленения                        | Дальнейшая судьба, комментарии |
| ---- | --------------------------------------- | ------------------------------- | ----------------------------------------- | ------------- | ---------------------------------------------- | ------------------------------ |
|      | Сердюк                                  | Поручик                         | 10-й стрелковый полк                      |               |                                                |                                |
|      | Соколов Николай Николаевич              | Подпоручик                      | 10-й стрелковый полк                      |               | взят в плен в Мукденском сражении              |                                |
|      | Пряхин Алексей Алексеевич               | Капитан                         | 17-й стрелковый полк                      |               |                                                |                                |
|      | Сташов                                  | Поручик                         | 12-й Великолуцкий пехотный полк           |               |                                                |                                |
|      | Михайлов Михаил Яковлевич               | Подполковник                    | 55-й Подольский пехотный полк             |               |                                                |                                |
|      | Фёдорович Фёдор Павлович                | Капитан                         | 55-й Подольский пехотный полк             |               |                                                |                                |
|      | Стойчев Дмитрий Константинович          | Капитан                         | 55-й Подольский пехотный полк             |               |                                                |                                |
|      | Моргунов Виктор Прокофьевич             | Штабс-капитан                   | 55-й Подольский пехотный полк             |               |                                                |                                |
|      | Добрянский Александр Александрович      | Штабс-капитан                   | 55-й Подольский пехотный полк             |               |                                                |                                |
|      | Котовой                                 | Поручик                         | 55-й Подольский пехотный полк             |               |                                                |                                |
|      | Миллер (Первый Миллер?)                 | Поручик                         | 55-й Подольский пехотный полк             |               |                                                |                                |
|      | ?                                       | ?                               | 2-й Мацевский (?) полк                    |               |                                                |                                |
|      | Болтов Николай Васильевич               | Штабс-капитан                   | 56-й Житомирский пехотный полк            |               |                                                |                                |
|      | Волковский                              | Подпоручик                      | 123-й Козловский пехотный полк            |               |                                                |                                |
|      | Либер Владислав Михайлович              | Поручик                         | 162-й Ахалцихский пехотный полк           |               |                                                |                                |
|      | Листовский Пётр                         | Капитан                         | Тымовский полк Сахалинских частей         |               |                                                |                                |
|      | Косцеша                                 | Штабс-капитан                   | Тымовский полк Сахалинских частей         |               |                                                |                                |
|      | Станковский                             | Штабс-капитан                   | Тымовский полк Сахалинских частей         |               |                                                |                                |
|      | Скржидлевский (Скржимлевский Александр) | Штабс-капитан                   | Тымовский полк Сахалинских частей         |               |                                                |                                |
|      | Сомов Владимир                          | Штабс-капитан                   | Тымовский полк Сахалинских частей         |               |                                                |                                |
|      | Загряжский Николай Алексеевич           | Капитан                         | Николаевский крепостной пехотный полк     |               |                                                |                                |
|      | Полторацкий Александр                   | Капитан                         | Николаевский крепостной пехотный полк     |               |                                                |                                |
|      | Решитько (Решитков) Михаил              | Штабс-капитан                   | Николаевский крепостной пехотный полк     |               |                                                |                                |
|      | Гончаренко Константин                   | Штабс-капитан                   | Александровский резервный полк            |               |                                                |                                |
|      | Гаркавцев Филипп                        | Зауряд-прапорщик                | Александровский резервный полк            |               |                                                |                                |
|      | Сазанович Алексей                       | Штабс-капитан                   | Корса́ковский резервный полк (батальон)    |               |                                                |                                |
|      | Игнатовский Павел                       | Штабс-капитан                   | 1-й Сахалинский резервный батальон        |               |                                                |                                |
|      | Живковский Франц                        | Штабс-капитан                   | Дуйский резервный батальон                |               |                                                |                                |
|      | Гудков Григорий                         | Поручик                         | Дуйский резервный батальон                |               |                                                |                                |
|      | Ненашев Алексей Павлович                | Прапорщик                       | 29-я Артиллерийская бригада               |               | взят в плен под Мукденом                       |                                |
|      | Мордвинов Александр Павлович            | Лейтенант                       | Крейсер «Владимир Мономах» Морской офицер |               | Попал в плен в ходе Цусимского боя 15.05.1905. |                                |
|      | Орлов Василий Иванович                  | Лейтенант                       | Крейсер «Владимир Мономах» Морской офицер |               | Попал в плен в ходе Цусимского боя 15.05.1905. |                                |
|      | Эльцберг Евгений Робертович             | Лейтенант                       | Морской офицер                            |               | Попал в плен в ходе Цусимского боя 15.05.1905. |                                |
|      | Бойко Илья Филиппович                   | Прапорщик по механической части | Крейсер «Владимир Мономах»                |               | Попал в плен в ходе Цусимского боя 15.05.1905. |                                |

### «Монарх» (2 января 1906 года)
Второго января [1906 года] пароходом «Монарх» прибыло [во] Владивосток 2 штаб-офицера, 14 обер-офицеров, 18 зауряд-прапорщиков, 2 зауряд-чиновника и оружейный мастер, 3357 сухопутных нижних чинов, 2 матроса, артурцев нет, прибывшие числом 8 офицеров, 14 зауряд-прапорщиков, 2380 нижних чинов того же числа отправлены Харбин всего по сей день включительно прибыло сухопутных и морских офицеров 789, сухопутных нижних чинов 35090, матросов 4555. Пароходы ожидаются каждый день прошу разрешение посылать два поезда сутки.— генерал-майор Флейшер
Именной список военнопленных офицеров, прибывших во Владивосток на пароходе «Монарх» 2 января 1906 года:
| Фото | ФИО                                      | Чин, командовал                | Наименование части, род войск                            | Дата пленения                        | Обстоятельства пленения                                                                                         | Дальнейшая судьба, комментарии                   |
| ---- | ---------------------------------------- | ------------------------------ | -------------------------------------------------------- | ------------------------------------ | --- | ------------------------------------------------ |
|      | Богданов Владимир                        | Поручик                        | 3-й Восточно-Сибирский стрелковый полк                   |                                      | Ранен по сведениям от 29 июня 1904 г., подробности не известны, находится в Мацуяма. Попал в плен при Вафангоу. |                                                  |
|      | Вовк Дмитрий Семёнович                   | Поручик                        | 24-й Восточно-Сибирский стрелковый полк                  |                                      | |                                                  |
|      | Лебединский Константин Васильевич        | Полковник                      | 26-й Восточно-Сибирский стрелковый полк                  |                                      | Попал в плен при капитуляции Порт-Артура.                                                                       |                                                  |
|      | Шпаковский Григорий Спиридонович         | Подполковник                   | 27-й Восточно-Сибирский стрелковый полк                  |                                      | Попал в плен при капитуляции Порт-Артура.                                                                       |                                                  |
|      | Якименко Николай Петрович                | Поручик                        | 28-й Восточно-Сибирский стрелковый полк                  | 15.07.1904 г.                        | Здоров. Попал в плен при обороне Порт-Артура.                                                                   |                                                  |
|      | Кобранов Леонид Николаевич               | Капитан                        | 121-й Пензенский пехотный полк                           |                                      | |                                                  |
|      | Алексеев Сергей Андреевич                | Штабс-капитан                  | 145-й Новочеркаский полк                                 | До 25 октября 1904 г.                | Попал в плен легко раненым.                                                                                     |                                                  |
|      | Лесевицкий Николай Николаевич            | Поручик                        | 1-я Восточно-Сибирская стрелковая артиллерийская бригада |                                      | Попал в плен при Вафангоу.                                                                                      |                                                  |
|      | Барон Кене (Коене, Кёне) Борис Борисович | Есаул                          | 2-й Аргунский казачий полк                               | До 25 октября 1904 г.                | Здоров |                                                  |
|      | Багрецов Сергей Николаевич               | Хорунжий                       | 5-й Сибирский казачий полк                               | С 29 сентября по 6-е октября 1904 г. | Здоров. |                                                  |
|      | Матвеев Максим Ермолаевич                | Хорунжий                       | 5-й Уральский казачий конный полк                        | С 29 сентября по 6-е октября 1904 г. | Тяжело ранен, остался на поле сражения под Ляояном.                                                             |                                                  |
|      | Кубрин                                   | Подъесаул                      | 7-й Сибирский казачий конный полк                        |                                      | |                                                  |
|      | Бондоловский (Бандоловский) Александр    | Подъесаул                      | Амурский казачий конный полк                             | По 2-е января 1905 г.                | Здоров, в Мацуяма.                                                                                              |                                                  |
|      | Капустин Лев                             | Хорунжий                       | Аргунский казачий полк                                   | До 25 октября 1904 г.                | Здоров | Прапорщик запаса Кубанского казачьего войска (?) |
|      | Вырубов Александр Васильевич             | Лейтенант                      | Морской офицер бронепалубного крейсера «Светлана»        | 14-15 мая 1905                       | После боя 14/15.05.1905 в Корейском проливе — в плену в Японии.                                                 |                                                  |
|      | Невяровский Станислав Романович          | Инженер-механик, Штабс-капитан | Морской офицер бронепалубного крейсера «Светлана»        | 14-15 мая 1905                       | После боя 14/15.05.1905 в Корейском проливе — в плену в Японии.                                                 |                                                  |

### «Ярославль» (3 января 1906 года)
3 января 1906 года прибыл пароход во Владивосток. Прибыли: 1 штаб-офицер, 8 сухопутных обер-офицеров, 4 морских и 2062 сухопутных нижних чинов и матроса. Артурцев нет. Из числа прибывших 1670 человек нижних чинов 7 офицеров отправлено в Харбин в тот же день.— генерал-майор Флейшер
Именной список военнопленных офицеров, прибывших во Владивосток на пароходе «Ярославль» 3 января 1906 года:
| Фото | ФИО                                  | Чин, командовал                | Наименование части, род войск               | Дата пленения         | Обстоятельства пленения                                                                                            | Дальнейшая судьба, комментарии |
| ---- | ------------------------------------ | ------------------------------ | ------------------------------------------- | --------------------- | --- | ------------------------------ |
|      | Балдарев (Болдарев) Семён Васильевич | Полковник , Командующий        | 1-й Сахалинский отдельный батальон          |                       | |                                |
|      | Федотов Всеволод Алексеевич          | Подпоручик                     | 1-й Восточно-Сибирский стрелковый полк      |                       | взят в плен под Мукденом                                                                                           |                                |
|      | Петкевич Юлиан Иванович              | Капитан                        | 35-й Брянский полк                          |                       | |                                |
|      | Кузнецов Павел Васильевич            | Штабс-капитан                  | 147-й Самарский полк                        | До 12 ноября 1904 г.  | Легко ранен. |                                |
|      | Смирнов                              | Штабс-капитан                  | 18-й Стрелковый российский полк             |                       | |                                |
|      | Григорьев Фёдор Николаевич           | Штабс-капитан                  | 241-й пехотный Орский полк                  |                       | взят в плен в Мукденском сражении (легко ранен)                                                                    |                                |
|      | Соколовский Арсений Павлович         | Подпоручик                     | 146-й Царицынский полк                      | До 25 октября 1904 г. | Здоров |                                |
|      | Пущенко (Пученко) Фёдор Демьянович   | Подпоручик                     | 146-й Царицынский полк                      | До 25 октября 1904 г. | Здоров |                                |
|      | Дмитриев Николай Николаевич          | Лейтенант                      | Броненосец «Адмирал Ушаков». Морской офицер |                       | Попал в плен в ходе Цусимского боя 15.05.1905.                                                                     |                                |
|      | Гезехус Александр Петрович           | Лейтенант                      | Броненосец «Адмирал Ушаков». Морской офицер |                       | Попал в плен в ходе Цусимского боя 15.05.1905.                                                                     |                                |
|      | Тыртов Дмитрий Дмитриевич            | Лейтенант                      | Броненосец «Адмирал Ушаков». Морской офицер |                       | Попал в плен в ходе Цусимского боя 15.05.1905.                                                                     |                                |
|      | Хоментовский Георгий Михайлович      | Инженер-механик, Штабс-капитан | Крейсер «Светлана».                         |                       | Попал в плен в ходе Цусимского боя 15.05.1905. Подобран из воды японским вспомогательным крейсером «Америка-Мару». |                                |

### «Беккингамъ» (10 января 1906 года)
Список военнопленных, прибывших во Владивосток на транспортном судне «Беккингамъ» 10 января 1906 г. Всего 1801 чел.

### «Аскот» (25 января 1906 года)
Именной список военнопленных офицеров, прибывших во Владивосток на пароходе «Аскот» 25 января 1906 года:
| Фото | ФИО                       | Чин, командовал         | Наименование части, род войск           | Дата пленения | Обстоятельства пленения                            | Дальнейшая судьба, комментарии |
| ---- | ------------------------- | ----------------------- | --------------------------------------- | ------------- | -------------------------------------------------- | ------------------------------ |
|      | Ставицкий                 | Подпоручик              | 1-й Восточно-Сибирский стрелковый полк  |               | Ранен, взят в плен под Мукденом                    |                                |
|      | Жегов Владимир Николаевич | Подпоручик              | 1-й Восточно-Сибирский стрелковый полк  |               | взят в плен под Мукденом                           |                                |
|      | Кудревич Мариан Юльянович | Капитан                 | 3-й Восточно-Сибирский стрелковый полк  |               |                                                    |                                |
|      | Захаров                   | Зауряд-прапорщик        | 5-й Восточно-Сибирский стрелковый полк  |               | взят в плен под Вафангоу                           |                                |
|      | Фомин                     | Зауряд-прапорщик        | 5-й Восточно-Сибирский стрелковый полк  |               |                                                    |                                |
|      | Пименов                   | Зауряд-прапорщик        | 5-й Восточно-Сибирский стрелковый полк  |               |                                                    |                                |
|      | Коминар                   | Зауряд-прапорщик        | 5-й Восточно-Сибирский стрелковый полк  |               |                                                    |                                |
|      | Колесов Иван              | Зауряд-прапорщик        | 25-й Восточно-Сибирский стрелковый полк |               | Попал в плен при капитуляции Порт-Артура.          |                                |
|      | Добрынин Андрей           | Зауряд-прапорщик        | 25-й Восточно-Сибирский стрелковый полк |               | Попал в плен при капитуляции Порт-Артура.          |                                |
|      | Кузюрин                   | Зауряд-военный чиновник | 25-й Восточно-Сибирский стрелковый полк |               |                                                    |                                |
|      | Панкевич (Ханкевич) Иван  | Подпоручик              | 36-й Восточно-Сибирский стрелковый полк |               | Здоров, попал в плен в сражении под Ляояном.       |                                |
|      | Жданов Пётр Н.            | Прапорщик запаса        | 5-й пехотный Сибирский Иркутский полк   |               | Попал в плен 13-14.06.1904 в бою у д. Вандзяпудзы. |                                |

### «Беккингамъ» (29 января 1906 года)
Список военнопленных, прибывших во Владивосток на транспортном судне «Беккингамъ» 10 января 1906 г. Всего 1522 чел.

## Волнения
В связи с волнениями в рядах, Главнокомандующий генерал Линевич информирует генерала Фока:

Ввиду того, что порт-артурцы 4-й и 7-й дивизий во Владивостоке бунтуют и предъявляют непомерные требования к комиссиям, я приказал комиссии из Владивостока… порт-артурцев впредь рассчитывать в полках в Харбине.— Главнокомандующий Линевич
В продолжение событий, в декабре 1905 года Начальник тыла направляет ходатайство Коменданту крепости [Владивосток] о том, чтобы «группируя артурцев в полные эшелоны для отправления на Запад не высаживая в Харбине… отправлять прямо в армии». Также революционные настроения в рядах нижних чинов и офицерства подтверждает генерал Данилов, о чём было доложено генералу Палицыну：

Из Японии генерал Данилов и из Шанхая генерал Дессино доносят, что наши пленные в Японии столь прониклись революционным духом и настолько деморализованы, что оба они не советуют везти пленных на Владивосток, а так как Сибирская железная дорога у нас и без пленных загромождена перевозками, то конечно было бы очень желательно везти пленных из Японии прямо в Одессу. Об изложенном по докладе Государю Императору не откажите уведомить меня.— Главнокомандующий Линевич

## Итог
К 10 февраля 1906 г. эвакуация в основном закончилась. В Японии остались 7 офицеров и около 70 солдат, которые не пожелали возвратиться на Родину по разным причинам. Большинство из них, поверив революционной пропаганде доктора Русселя, переселились к нему на Гавайские острова. Благодаря общим усилиям гражданских и военных ведомств, труду сотен граждан, к началу февраля 1906 года в Россию на пяти судах Доброфлота вернулось 10 генералов, 2 адмирала, 1066 офицеров, 51 330 солдат и 8783 матроса (первоначально планировалось доставить во Владивосток около 70 000 человек). Закончив свою деятельность в Японии, комиссия 20 февраля 1906 г. отбыла во Владивосток на пароходе «Венечар». Во Владивостоке был составлен подробный отчёт о работе в Японии.

## Ссылки

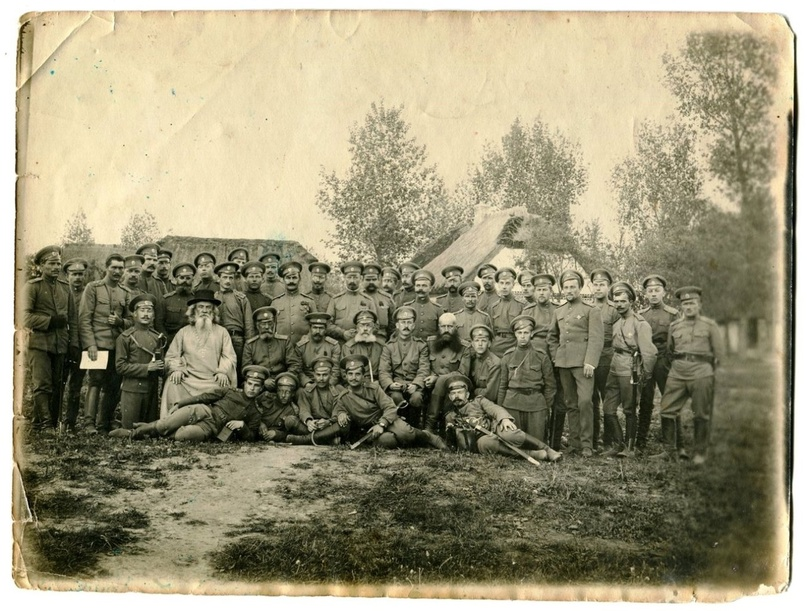